# Зарубіжна новела (книжкова серія)
«Зарубіжна новела» — серійне видання із 48 випусків, здійснене видавництвом «Дніпро» протягом 1968−1986 років.
Майже всі тексти в серії були перекладені українською мовою вперше (якщо не брати до уваги публікації в періодиці, переважно в часописі «Всесвіт», окремих новел напередодні виходу друком відповідного випуску), а багато — й уперше мовами Радянського Союзу (наприклад, окремі твори Еліо Вітторіні). Серед нечисленних винятків — наприклад, збірка Мопассана, цілком складена на основі восьмитомового зібрання його творів, яке значною мірою було вилучено з бібліотек у часи стагнації.
Більшість випусків було присвячено творчості окремого письменника та авторські збірки репрезентували переважно видатних прозаїків світу: Хемінгуея, Гофмана, Пу Сунліна, Фолкнера, Андрича, Екзюпері, Сенкевича, Кіплінга, Акутагави, Белля, Кортасара та багатьох інших. Але, крім авторських, вийшло також кілька колективних збірок — новели письменників Македонії, Норвегії, Німеччини, Індії та інших країн; ці збірки складалися переважно з творів письменників XX століття, єдиний значний виняток — збірка китайських новел доби Сун (960—1279).
Серед перекладачів, що працювали над випусками цього видання,— Анатоль Перепадя, Ольга Сенюк, Грицько Халимоненко, Ірина Стешенко, Іван Дзюб, Євген Концевич, а в тих нечисленних випадках, коли укладачі збірок удавалися до републікації раніше надрукованих перекладів,— можна зустріти імена Павла Тичини, Максима Рильського, Миколи Лукаша. Автори передмов — І. Драч, Д. Затонський, В. Шевчук, Д. Наливайко та інші відомі письменники і досвідчені літературознавці.
Варто уваги, що ця серія дала можливість заробляти кільком літераторам, яким із політичних мотивів радянська влада забороняла друкувати власні твори. Серед них Євген Концевич, Ірина Стешенко, Юрій Лісняк.

## Список виданих книжок
(Всі власні імена наведені в тій формі, як вони були надруковані в цих книжках, включаючи й розбіжності у різних випусках, як-от Лапинська/Лапінська; в необхідних випадках зроблено вікі-посилання на правильніший або поширеніший варіант; виправлено дрібні друкарські помилки, як-от у назвах новел мовами оригіналу: coutry замість country в сьомій книжці, ılışkılerı замість ilişkileri у дев'ятій тощо. З огляду на великій обсяг статті та певну різнорідність окремих випусків імена перекладачів та авторів передмов вікіфікуються в описі кожної книжки наново, але імена художників, що оформлювали випуск, — лише коли вони зустрічаються у статті вперше. Імена осіб, про яких не вдалося нічого встановити, не вікіфіковані.)
| Випуск, рік, наклад, обсяг | Назва                                                                                      | Зміст                                                                                    | Зміст мовою оригіналу                                     | Перекладач(і)                                  | Передмова | Художник            |
| --- | ------------------------------------------------------------------------------------------ | ---------------------------------------------------------------------------------------- | --------------------------------------------------------- | ---------------------------------------------- | --- | ------------------- |
| Книжка перша 1968 115000 прим. 312 стор. | Ернест Хемінгуей. Сніги Кіліманджаро та інші новели (Ernest Hemingway)                     | Непереможений                                                                            | The Undefeated                                            | Володимир Митрофанов                           | Іван Драч. Кілька слів про Хемінгуея                                                                                   | Вілен Чеканюк       |
| Книжка перша 1968 115000 прим. 312 стор. | Ернест Хемінгуей. Сніги Кіліманджаро та інші новели (Ernest Hemingway)                     | На чужині                                                                                | In Another Country                                        | Володимир Митрофанов                           | Іван Драч. Кілька слів про Хемінгуея                                                                                   | Вілен Чеканюк       |
| Книжка перша 1968 115000 прим. 312 стор. | Ернест Хемінгуей. Сніги Кіліманджаро та інші новели (Ernest Hemingway)                     | Гори як білі слони                                                                       | Hills Like White Elephants                                | Володимир Митрофанов                           | Іван Драч. Кілька слів про Хемінгуея                                                                                   | Вілен Чеканюк       |
| Книжка перша 1968 115000 прим. 312 стор. | Ернест Хемінгуей. Сніги Кіліманджаро та інші новели (Ernest Hemingway)                     | Убивці                                                                                   | The Killers                                               | Володимир Митрофанов                           | Іван Драч. Кілька слів про Хемінгуея                                                                                   | Вілен Чеканюк       |
| Книжка перша 1968 115000 прим. 312 стор. | Ернест Хемінгуей. Сніги Кіліманджаро та інші новели (Ernest Hemingway)                     | Півсотні тисяч                                                                           | Fifty Grand                                               | Володимир Митрофанов                           | Іван Драч. Кілька слів про Хемінгуея                                                                                   | Вілен Чеканюк       |
| Книжка перша 1968 115000 прим. 312 стор. | Ернест Хемінгуей. Сніги Кіліманджаро та інші новели (Ernest Hemingway)                     | Десять індіян                                                                            | Ten Indians                                               | Володимир Митрофанов                           | Іван Драч. Кілька слів про Хемінгуея                                                                                   | Вілен Чеканюк       |
| Книжка перша 1968 115000 прим. 312 стор. | Ернест Хемінгуей. Сніги Кіліманджаро та інші новели (Ernest Hemingway)                     | Канарка для дочки                                                                        | A Canary for One                                          | Володимир Митрофанов                           | Іван Драч. Кілька слів про Хемінгуея                                                                                   | Вілен Чеканюк       |
| Книжка перша 1968 115000 прим. 312 стор. | Ернест Хемінгуей. Сніги Кіліманджаро та інші новели (Ernest Hemingway)                     | Альпійська ідилія                                                                        | An Alpine Idyll                                           | Володимир Митрофанов                           | Іван Драч. Кілька слів про Хемінгуея                                                                                   | Вілен Чеканюк       |
| Книжка перша 1968 115000 прим. 312 стор. | Ернест Хемінгуей. Сніги Кіліманджаро та інші новели (Ernest Hemingway)                     | Гони з переслідуванням                                                                   | A Purcuit Race                                            | Володимир Митрофанов                           | Іван Драч. Кілька слів про Хемінгуея                                                                                   | Вілен Чеканюк       |
| Книжка перша 1968 115000 прим. 312 стор. | Ернест Хемінгуей. Сніги Кіліманджаро та інші новели (Ernest Hemingway)                     | А тепер — спати                                                                          | Now I Lay Me                                              | Володимир Митрофанов                           | Іван Драч. Кілька слів про Хемінгуея                                                                                   | Вілен Чеканюк       |
| Книжка перша 1968 115000 прим. 312 стор. | Ернест Хемінгуей. Сніги Кіліманджаро та інші новели (Ernest Hemingway)                     | Чиста, ясно освітлена місцинка                                                           | A Clean, Well-lighted Place                               | Володимир Митрофанов                           | Іван Драч. Кілька слів про Хемінгуея                                                                                   | Вілен Чеканюк       |
| Книжка перша 1968 115000 прим. 312 стор. | Ернест Хемінгуей. Сніги Кіліманджаро та інші новели (Ernest Hemingway)                     | Світло життя                                                                             | The Light of the World                                    | Володимир Митрофанов                           | Іван Драч. Кілька слів про Хемінгуея                                                                                   | Вілен Чеканюк       |
| Книжка перша 1968 115000 прим. 312 стор. | Ернест Хемінгуей. Сніги Кіліманджаро та інші новели (Ernest Hemingway)                     | Ви такі не будете                                                                        | A Way You'll Never Be                                     | Володимир Митрофанов                           | Іван Драч. Кілька слів про Хемінгуея                                                                                   | Вілен Чеканюк       |
| Книжка перша 1968 115000 прим. 312 стор. | Ернест Хемінгуей. Сніги Кіліманджаро та інші новели (Ernest Hemingway)                     | День чекання                                                                             | A Day's Wait                                              | Володимир Митрофанов                           | Іван Драч. Кілька слів про Хемінгуея                                                                                   | Вілен Чеканюк       |
| Книжка перша 1968 115000 прим. 312 стор. | Ернест Хемінгуей. Сніги Кіліманджаро та інші новели (Ernest Hemingway)                     | Картяр, черниця і радіо                                                                  | The Gambler, the Nun, and the Radio                       | Володимир Митрофанов                           | Іван Драч. Кілька слів про Хемінгуея                                                                                   | Вілен Чеканюк       |
| Книжка перша 1968 115000 прим. 312 стор. | Ернест Хемінгуей. Сніги Кіліманджаро та інші новели (Ernest Hemingway)                     | Батьки й сини                                                                            | Fathers and Sons                                          | Володимир Митрофанов                           | Іван Драч. Кілька слів про Хемінгуея                                                                                   | Вілен Чеканюк       |
| Книжка перша 1968 115000 прим. 312 стор. | Ернест Хемінгуей. Сніги Кіліманджаро та інші новели (Ernest Hemingway)                     | Недовге щастя Френсіса Мекомбера                                                         | The Short Happy Life of Francis Macomber                  | Володимир Митрофанов                           | Іван Драч. Кілька слів про Хемінгуея                                                                                   | Вілен Чеканюк       |
| Книжка перша 1968 115000 прим. 312 стор. | Ернест Хемінгуей. Сніги Кіліманджаро та інші новели (Ernest Hemingway)                     | Столиця світу                                                                            | The Capital of the World                                  | Володимир Митрофанов                           | Іван Драч. Кілька слів про Хемінгуея                                                                                   | Вілен Чеканюк       |
| Книжка перша 1968 115000 прим. 312 стор. | Ернест Хемінгуей. Сніги Кіліманджаро та інші новели (Ernest Hemingway)                     | Дід коло мосту                                                                           | Old Man at the Bridge                                     | Володимир Митрофанов                           | Іван Драч. Кілька слів про Хемінгуея                                                                                   | Вілен Чеканюк       |
| Книжка перша 1968 115000 прим. 312 стор. | Ернест Хемінгуей. Сніги Кіліманджаро та інші новели (Ernest Hemingway)                     | Сніги Кіліманджаро                                                                       | The Snows of Kilimanjaro                                  | Володимир Митрофанов                           | Іван Драч. Кілька слів про Хемінгуея                                                                                   | Вілен Чеканюк       |
| Книжка друга 1968 115000 прим. 320 стор. | Антуан де Сент-Екзюпері. Планета людей та інші твори (Antoine de Saint-Exupéry)            | Нічний політ                                                                             | Vol de nuit                                               | Анатоль Перепадя                               | Анатоль Перепадя. Людина і джерело                                                                                     | Юрій Чеканюк        |
| Книжка друга 1968 115000 прим. 320 стор. | Антуан де Сент-Екзюпері. Планета людей та інші твори (Antoine de Saint-Exupéry)            | Планета людей                                                                            | Terre des hommes                                          | Анатоль Перепадя                               | Анатоль Перепадя. Людина і джерело                                                                                     | Юрій Чеканюк        |
| Книжка друга 1968 115000 прим. 320 стор. | Антуан де Сент-Екзюпері. Планета людей та інші твори (Antoine de Saint-Exupéry)            | Лист до заручника                                                                        | Lettre á un otage                                         | Анатоль Перепадя                               | Анатоль Перепадя. Людина і джерело                                                                                     | Юрій Чеканюк        |
| Книжка друга 1968 115000 прим. 320 стор. | Антуан де Сент-Екзюпері. Планета людей та інші твори (Antoine de Saint-Exupéry)            | Маленький принц                                                                          | Le petit prince                                           | Анатоль Перепадя                               | Анатоль Перепадя. Людина і джерело                                                                                     | Юрій Чеканюк        |
| Книжка третя 1968 65000 прим. 304 стор. | Ернст-Теодор-Амадей Гофман. Золотий горнець та інші твори (Ernst Theodor Amadeus Hoffmann) | Золотий горнець                                                                          | Der goldne Topf                                           | Сидір Сакидон                                  | Валерій Шевчук. Туга за казкою                                                                                         | Вілен Чеканюк       |
| Книжка третя 1968 65000 прим. 304 стор. | Ернст-Теодор-Амадей Гофман. Золотий горнець та інші твори (Ernst Theodor Amadeus Hoffmann) | Малюк Цахес, на прізвище Цинобер                                                         | Klein Zaches genannt Zinnober                             | Сидір Сакидон                                  | Валерій Шевчук. Туга за казкою                                                                                         | Вілен Чеканюк       |
| Книжка третя 1968 65000 прим. 304 стор. | Ернст-Теодор-Амадей Гофман. Золотий горнець та інші твори (Ernst Theodor Amadeus Hoffmann) | Майстер Мартін-бондар та його челядники                                                  | Meister Martin der Küfner und seine Gesellen              | Сидір Сакидон                                  | Валерій Шевчук. Туга за казкою                                                                                         | Вілен Чеканюк       |
| Книжка четверта 1969 30000 прим. 384 стор. | Еліо Вітторіні. Еріка та інші твори (Elio Vittorini)                                       | Еріка                                                                                    | Erica ei suoi fratelli                                    | Іван Дзюб                                      | Редактор [Анатоль Перепадя]. Полум'я Еліо Вітторіні                                                                    | Рафаїл Массаутов    |
| Книжка четверта 1969 30000 прим. 384 стор. | Еліо Вітторіні. Еріка та інші твори (Elio Vittorini)                                       | Гарібальдійка                                                                            | Garibaldina                                               | Іван Дзюб                                      | Редактор [Анатоль Перепадя]. Полум'я Еліо Вітторіні                                                                    | Рафаїл Массаутов    |
| Книжка четверта 1969 30000 прим. 384 стор. | Еліо Вітторіні. Еріка та інші твори (Elio Vittorini)                                       | Моя війна                                                                                | La mia guerra                                             | Іван Дзюб                                      | Редактор [Анатоль Перепадя]. Полум'я Еліо Вітторіні                                                                    | Рафаїл Массаутов    |
| Книжка четверта 1969 30000 прим. 384 стор. | Еліо Вітторіні. Еріка та інші твори (Elio Vittorini)                                       | Сицилійські зустрічі                                                                     | Conversazione in Sicilia                                  | Олег Микитенко та Йосип Паволоцький            | Редактор [Анатоль Перепадя]. Полум'я Еліо Вітторіні                                                                    | Рафаїл Массаутов    |
| Книжка п'ята 1969 28000 прим. 288 стор. | Мартін Андерсен-Нексе. Пасажири вільних місць та інші новели (Martin Andersen Nexø)        | Лотерейний Швед                                                                          | Lotterisvensken                                           | Ольга Сенюк                                    | Віталій Коротич. Сивий подорожній з Данії                                                                              | Юрій Чеканюк        |
| Книжка п'ята 1969 28000 прим. 288 стор. | Мартін Андерсен-Нексе. Пасажири вільних місць та інші новели (Martin Andersen Nexø)        | Конча                                                                                    | La Concha                                                 | Ольга Сенюк                                    | Віталій Коротич. Сивий подорожній з Данії                                                                              | Юрій Чеканюк        |
| Книжка п'ята 1969 28000 прим. 288 стор. | Мартін Андерсен-Нексе. Пасажири вільних місць та інші новели (Martin Andersen Nexø)        | Хліб                                                                                     | Brød                                                      | Ольга Сенюк                                    | Віталій Коротич. Сивий подорожній з Данії                                                                              | Юрій Чеканюк        |
| Книжка п'ята 1969 28000 прим. 288 стор. | Мартін Андерсен-Нексе. Пасажири вільних місць та інші новели (Martin Andersen Nexø)        | Двоє братів                                                                              | To brødre                                                 | Ольга Сенюк                                    | Віталій Коротич. Сивий подорожній з Данії                                                                              | Юрій Чеканюк        |
| Книжка п'ята 1969 28000 прим. 288 стор. | Мартін Андерсен-Нексе. Пасажири вільних місць та інші новели (Martin Andersen Nexø)        | Френка                                                                                   | Frænke                                                    | Ольга Сенюк                                    | Віталій Коротич. Сивий подорожній з Данії                                                                              | Юрій Чеканюк        |
| Книжка п'ята 1969 28000 прим. 288 стор. | Мартін Андерсен-Нексе. Пасажири вільних місць та інші новели (Martin Andersen Nexø)        | Переродження                                                                             | En omvendelse                                             | Ольга Сенюк                                    | Віталій Коротич. Сивий подорожній з Данії                                                                              | Юрій Чеканюк        |
| Книжка п'ята 1969 28000 прим. 288 стор. | Мартін Андерсен-Нексе. Пасажири вільних місць та інші новели (Martin Andersen Nexø)        | Дядькові Петерові гроші                                                                  | Onkel Peters penge                                        | Ольга Сенюк                                    | Віталій Коротич. Сивий подорожній з Данії                                                                              | Юрій Чеканюк        |
| Книжка п'ята 1969 28000 прим. 288 стор. | Мартін Андерсен-Нексе. Пасажири вільних місць та інші новели (Martin Andersen Nexø)        | Перелітні птахи                                                                          | Trækfuglene                                               | Ольга Сенюк                                    | Віталій Коротич. Сивий подорожній з Данії                                                                              | Юрій Чеканюк        |
| Книжка п'ята 1969 28000 прим. 288 стор. | Мартін Андерсен-Нексе. Пасажири вільних місць та інші новели (Martin Andersen Nexø)        | Дитя кохання                                                                             | Kærlighedsbarnet                                          | Ольга Сенюк                                    | Віталій Коротич. Сивий подорожній з Данії                                                                              | Юрій Чеканюк        |
| Книжка п'ята 1969 28000 прим. 288 стор. | Мартін Андерсен-Нексе. Пасажири вільних місць та інші новели (Martin Andersen Nexø)        | Подорож Ан-Марі                                                                          | Ann’ Mari's rejse                                         | Ольга Сенюк                                    | Віталій Коротич. Сивий подорожній з Данії                                                                              | Юрій Чеканюк        |
| Книжка п'ята 1969 28000 прим. 288 стор. | Мартін Андерсен-Нексе. Пасажири вільних місць та інші новели (Martin Andersen Nexø)        | Берег мого дитинства                                                                     | Barndommens kyst                                          | Ольга Сенюк                                    | Віталій Коротич. Сивий подорожній з Данії                                                                              | Юрій Чеканюк        |
| Книжка п'ята 1969 28000 прим. 288 стор. | Мартін Андерсен-Нексе. Пасажири вільних місць та інші новели (Martin Andersen Nexø)        | Рай                                                                                      | Paradiset                                                 | Ольга Сенюк                                    | Віталій Коротич. Сивий подорожній з Данії                                                                              | Юрій Чеканюк        |
| Книжка п'ята 1969 28000 прим. 288 стор. | Мартін Андерсен-Нексе. Пасажири вільних місць та інші новели (Martin Andersen Nexø)        | Ой ти, хвиле, синя хвиле!                                                                | Bølgen den blå!                                           | Ольга Сенюк                                    | Віталій Коротич. Сивий подорожній з Данії                                                                              | Юрій Чеканюк        |
| Книжка п'ята 1969 28000 прим. 288 стор. | Мартін Андерсен-Нексе. Пасажири вільних місць та інші новели (Martin Andersen Nexø)        | Довічний раб                                                                             | Livsslaven                                                | Ольга Сенюк                                    | Віталій Коротич. Сивий подорожній з Данії                                                                              | Юрій Чеканюк        |
| Книжка п'ята 1969 28000 прим. 288 стор. | Мартін Андерсен-Нексе. Пасажири вільних місць та інші новели (Martin Andersen Nexø)        | Пасажири вільних місць                                                                   | De tomme pladsers passagerer                              | Ольга Сенюк                                    | Віталій Коротич. Сивий подорожній з Данії                                                                              | Юрій Чеканюк        |
| Книжка п'ята 1969 28000 прим. 288 стор. | Мартін Андерсен-Нексе. Пасажири вільних місць та інші новели (Martin Andersen Nexø)        | Викинутий на берег                                                                       | En strandvasker                                           | Ольга Сенюк                                    | Віталій Коротич. Сивий подорожній з Данії                                                                              | Юрій Чеканюк        |
| Книжка п'ята 1969 28000 прим. 288 стор. | Мартін Андерсен-Нексе. Пасажири вільних місць та інші новели (Martin Andersen Nexø)        | Вірний до могили                                                                         | Tro indtil døden                                          | Ольга Сенюк                                    | Віталій Коротич. Сивий подорожній з Данії                                                                              | Юрій Чеканюк        |
| Книжка шоста 1969 30000 прим. 304 стор. | Генріх Бель. Біла ворона та інші новели (Heinrich Böll)                                    | Місія                                                                                    | Die Botschaft                                             | Євгенія Горева                                 | Євгенія Горева. Очима гуманіста                                                                                        | Юрій Чеканюк        |
| Книжка шоста 1969 30000 прим. 304 стор. | Генріх Бель. Біла ворона та інші новели (Heinrich Böll)                                    | Людина з ножами                                                                          | Der Mann mit den Messern                                  | Євгенія Горева                                 | Євгенія Горева. Очима гуманіста                                                                                        | Юрій Чеканюк        |
| Книжка шоста 1969 30000 прим. 304 стор. | Генріх Бель. Біла ворона та інші новели (Heinrich Böll)                                    | Подорожній, коли ти прийдеш у Спа…                                                       | Wanderer, kommst du nach Spa…                             | Євгенія Горева                                 | Євгенія Горева. Очима гуманіста                                                                                        | Юрій Чеканюк        |
| Книжка шоста 1969 30000 прим. 304 стор. | Генріх Бель. Біла ворона та інші новели (Heinrich Böll)                                    | Смерть Лоенгріна                                                                         | Lohengrins Tod                                            | Євгенія Горева                                 | Євгенія Горева. Очима гуманіста                                                                                        | Юрій Чеканюк        |
| Книжка шоста 1969 30000 прим. 304 стор. | Генріх Бель. Біла ворона та інші новели (Heinrich Böll)                                    | Копів пакунок                                                                            | Eine Kiste für Kop                                        | Євгенія Горева                                 | Євгенія Горева. Очима гуманіста                                                                                        | Юрій Чеканюк        |
| Книжка шоста 1969 30000 прим. 304 стор. | Генріх Бель. Біла ворона та інші новели (Heinrich Böll)                                    | Смерть Ельзи Басколяйт                                                                   | Der Tod der Elsa Baskoleit                                | Євгенія Горева                                 | Євгенія Горева. Очима гуманіста                                                                                        | Юрій Чеканюк        |
| Книжка шоста 1969 30000 прим. 304 стор. | Генріх Бель. Біла ворона та інші новели (Heinrich Böll)                                    | На вістрі ножа                                                                           | An der Angel                                              | Євгенія Горева                                 | Євгенія Горева. Очима гуманіста                                                                                        | Юрій Чеканюк        |
| Книжка шоста 1969 30000 прим. 304 стор. | Генріх Бель. Біла ворона та інші новели (Heinrich Böll)                                    | Данієль справедливий                                                                     | Daniel der gerechte                                       | Євгенія Горева                                 | Євгенія Горева. Очима гуманіста                                                                                        | Юрій Чеканюк        |
| Книжка шоста 1969 30000 прим. 304 стор. | Генріх Бель. Біла ворона та інші новели (Heinrich Böll)                                    | Пригоди солдатського клунка                                                              | Abanteuer eines Brotbeutels                               | Євгенія Горева                                 | Євгенія Горева. Очима гуманіста                                                                                        | Юрій Чеканюк        |
| Книжка шоста 1969 30000 прим. 304 стор. | Генріх Бель. Біла ворона та інші новели (Heinrich Böll)                                    | Мій дядько Фред                                                                          | Mein Onkel Fred                                           | Євгенія Горева                                 | Євгенія Горева. Очима гуманіста                                                                                        | Юрій Чеканюк        |
| Книжка шоста 1969 30000 прим. 304 стор. | Генріх Бель. Біла ворона та інші новели (Heinrich Böll)                                    | Біла ворона                                                                              | Die schwarzen Schafe                                      | Євгенія Горева                                 | Євгенія Горева. Очима гуманіста                                                                                        | Юрій Чеканюк        |
| Книжка шоста 1969 30000 прим. 304 стор. | Генріх Бель. Біла ворона та інші новели (Heinrich Böll)                                    | Листівка                                                                                 | Die Postkarte                                             | Євгенія Горева                                 | Євгенія Горева. Очима гуманіста                                                                                        | Юрій Чеканюк        |
| Книжка шоста 1969 30000 прим. 304 стор. | Генріх Бель. Біла ворона та інші новели (Heinrich Böll)                                    | Фах                                                                                      | Der Lacher                                                | Євгенія Горева                                 | Євгенія Горева. Очима гуманіста                                                                                        | Юрій Чеканюк        |
| Книжка шоста 1969 30000 прим. 304 стор. | Генріх Бель. Біла ворона та інші новели (Heinrich Böll)                                    | Терези Балеків                                                                           | Die Waage der Baleks                                      | Євгенія Горева                                 | Євгенія Горева. Очима гуманіста                                                                                        | Юрій Чеканюк        |
| Книжка шоста 1969 30000 прим. 304 стор. | Генріх Бель. Біла ворона та інші новели (Heinrich Böll)                                    | Безсмертна Теодора                                                                       | Die unsterbliche Theodora                                 | Євгенія Горева                                 | Євгенія Горева. Очима гуманіста                                                                                        | Юрій Чеканюк        |
| Книжка шоста 1969 30000 прим. 304 стор. | Генріх Бель. Біла ворона та інші новели (Heinrich Böll)                                    | «Станція Тібтен!»                                                                        | Hier ist Tibten                                           | Євгенія Горева                                 | Євгенія Горева. Очима гуманіста                                                                                        | Юрій Чеканюк        |
| Книжка шоста 1969 30000 прим. 304 стор. | Генріх Бель. Біла ворона та інші новели (Heinrich Böll)                                    | Як у поганенькому романі                                                                 | Wie in schlechten Romanen                                 | Євгенія Горева                                 | Євгенія Горева. Очима гуманіста                                                                                        | Юрій Чеканюк        |
| Книжка шоста 1969 30000 прим. 304 стор. | Генріх Бель. Біла ворона та інші новели (Heinrich Böll)                                    | Хліб ранніх років                                                                        | Das Brot der frühen Jahre                                 | Євгенія Горева                                 | Євгенія Горева. Очима гуманіста                                                                                        | Юрій Чеканюк        |
| Книжка шоста 1969 30000 прим. 304 стор. | Генріх Бель. Біла ворона та інші новели (Heinrich Böll)                                    | Мовчання доктора Мурке                                                                   | Doktor Murkes gesammeltes Schweigen                       | Євгенія Горева                                 | Євгенія Горева. Очима гуманіста                                                                                        | Юрій Чеканюк        |
| Книжка сьома 1970 30000 прим. 184 стор. | Генрі Лоусон. Тут місце не для жінки та інші новели (Henry Lawson)                         | Яка ж то втіха — зазнати фермерського життя!                                             | Settling on the Land                                      | Ірина Стешенко                                 | Захар Лібман. Життя, що стало легендою                                                                                 | Вячеслав Дозорець   |
| Книжка сьома 1970 30000 прим. 184 стор. | Генрі Лоусон. Тут місце не для жінки та інші новели (Henry Lawson)                         | З'являється Мітчел                                                                       | Enter Mitchell                                            | Ірина Стешенко                                 | Захар Лібман. Життя, що стало легендою                                                                                 | Вячеслав Дозорець   |
| Книжка сьома 1970 30000 прим. 184 стор. | Генрі Лоусон. Тут місце не для жінки та інші новели (Henry Lawson)                         | Стіфнер та Джім (третій Білл)                                                            | Stiffner and Jim (Thirdly, Bill)                          | Ірина Стешенко                                 | Захар Лібман. Життя, що стало легендою                                                                                 | Вячеслав Дозорець   |
| Книжка сьома 1970 30000 прим. 184 стор. | Генрі Лоусон. Тут місце не для жінки та інші новели (Henry Lawson)                         | Парубійко, що забув                                                                      | The Man Who Forgot                                        | Ірина Стешенко                                 | Захар Лібман. Життя, що стало легендою                                                                                 | Вячеслав Дозорець   |
| Книжка сьома 1970 30000 прим. 184 стор. | Генрі Лоусон. Тут місце не для жінки та інші новели (Henry Lawson)                         | Це ж рідний край…                                                                        | His Country — after All                                   | Ірина Стешенко                                 | Захар Лібман. Життя, що стало легендою                                                                                 | Вячеслав Дозорець   |
| Книжка сьома 1970 30000 прим. 184 стор. | Генрі Лоусон. Тут місце не для жінки та інші новели (Henry Lawson)                         | Оцей мій собака                                                                          | That There Dog of Mine                                    | Ірина Стешенко                                 | Захар Лібман. Життя, що стало легендою                                                                                 | Вячеслав Дозорець   |
| Книжка сьома 1970 30000 прим. 184 стор. | Генрі Лоусон. Тут місце не для жінки та інші новели (Henry Lawson)                         | Арві Еспінолові будики                                                                   | Arvie Aspinall's Alarm-clock                              | Ірина Стешенко                                 | Захар Лібман. Життя, що стало легендою                                                                                 | Вячеслав Дозорець   |
| Книжка сьома 1970 30000 прим. 184 стор. | Генрі Лоусон. Тут місце не для жінки та інші новели (Henry Lawson)                         | Відвідини й уболівання                                                                   | A Visit of Condolence                                     | Ірина Стешенко                                 | Захар Лібман. Життя, що стало легендою                                                                                 | Вячеслав Дозорець   |
| Книжка сьома 1970 30000 прим. 184 стор. | Генрі Лоусон. Тут місце не для жінки та інші новели (Henry Lawson)                         | Як суша вдарить…                                                                         | In a Dry Season                                           | Ірина Стешенко                                 | Захар Лібман. Життя, що стало легендою                                                                                 | Вячеслав Дозорець   |
| Книжка сьома 1970 30000 прим. 184 стор. | Генрі Лоусон. Тут місце не для жінки та інші новели (Henry Lawson)                         | Ще один з Мітчелових планів                                                              | Another of Mitchell's Plans                               | Ірина Стешенко                                 | Захар Лібман. Життя, що стало легендою                                                                                 | Вячеслав Дозорець   |
| Книжка сьома 1970 30000 прим. 184 стор. | Генрі Лоусон. Тут місце не для жінки та інші новели (Henry Lawson)                         | Батьків товариш                                                                          | His Father's Mate                                         | Ірина Стешенко                                 | Захар Лібман. Життя, що стало легендою                                                                                 | Вячеслав Дозорець   |
| Книжка сьома 1970 30000 прим. 184 стор. | Генрі Лоусон. Тут місце не для жінки та інші новели (Henry Lawson)                         | Гуртовикова дружина                                                                      | The Drover's Wife                                         | Ірина Стешенко                                 | Захар Лібман. Життя, що стало легендою                                                                                 | Вячеслав Дозорець   |
| Книжка сьома 1970 30000 прим. 184 стор. | Генрі Лоусон. Тут місце не для жінки та інші новели (Henry Lawson)                         | Недокінчена любовна пригода                                                              | An Unfinished Love Story                                  | Ірина Стешенко                                 | Захар Лібман. Життя, що стало легендою                                                                                 | Вячеслав Дозорець   |
| Книжка сьома 1970 30000 прим. 184 стор. | Генрі Лоусон. Тут місце не для жінки та інші новели (Henry Lawson)                         | Історія Малакі                                                                           | The Story of Malachi                                      | Ірина Стешенко                                 | Захар Лібман. Життя, що стало легендою                                                                                 | Вячеслав Дозорець   |
| Книжка сьома 1970 30000 прим. 184 стор. | Генрі Лоусон. Тут місце не для жінки та інші новели (Henry Lawson)                         | Двоє собак та баркан                                                                     | Two Dogs and a Fence                                      | Ірина Стешенко                                 | Захар Лібман. Життя, що стало легендою                                                                                 | Вячеслав Дозорець   |
| Книжка сьома 1970 30000 прим. 184 стор. | Генрі Лоусон. Тут місце не для жінки та інші новели (Henry Lawson)                         | Мекверів друг                                                                            | Macquarie's Mate                                          | Ірина Стешенко                                 | Захар Лібман. Життя, що стало легендою                                                                                 | Вячеслав Дозорець   |
| Книжка сьома 1970 30000 прим. 184 стор. | Генрі Лоусон. Тут місце не для жінки та інші новели (Henry Lawson)                         | Таємниця Дейва Рігена                                                                    | The Mystery of Dave Regan                                 | Ірина Стешенко                                 | Захар Лібман. Життя, що стало легендою                                                                                 | Вячеслав Дозорець   |
| Книжка сьома 1970 30000 прим. 184 стор. | Генрі Лоусон. Тут місце не для жінки та інші новели (Henry Lawson)                         | Мітчел про подружнє життя                                                                | Mitchell on Matrimony                                     | Ірина Стешенко                                 | Захар Лібман. Життя, що стало легендою                                                                                 | Вячеслав Дозорець   |
| Книжка сьома 1970 30000 прим. 184 стор. | Генрі Лоусон. Тут місце не для жінки та інші новели (Henry Lawson)                         | Тут місце не для жінки                                                                   | No Place for a Woman                                      | Ірина Стешенко                                 | Захар Лібман. Життя, що стало легендою                                                                                 | Вячеслав Дозорець   |
| Книжка сьома 1970 30000 прим. 184 стор. | Генрі Лоусон. Тут місце не для жінки та інші новели (Henry Lawson)                         | Фермерова дочка                                                                          | The Selector's Daughter                                   | Ірина Стешенко                                 | Захар Лібман. Життя, що стало легендою                                                                                 | Вячеслав Дозорець   |
| Книжка восьма 1970 24000 прим. 264 стор. | Марія Домбровська. Сільське весілля та інші твори (Maria Dąbrowska)                        | Пес                                                                                      | Pies                                                      | Євген Концевич                                 | Євген Концевич. Марія Домбровська                                                                                      | Олександр Хорунжий  |
| Книжка восьма 1970 24000 прим. 264 стор. | Марія Домбровська. Сільське весілля та інші твори (Maria Dąbrowska)                        | Луція з Покутиць                                                                         | Łucja z Pokucic                                           | Євген Концевич                                 | Євген Концевич. Марія Домбровська                                                                                      | Олександр Хорунжий  |
| Книжка восьма 1970 24000 прим. 264 стор. | Марія Домбровська. Сільське весілля та інші твори (Maria Dąbrowska)                        | Перемога Діонізія                                                                        | Triumf Dionizego                                          | Євген Концевич                                 | Євген Концевич. Марія Домбровська                                                                                      | Олександр Хорунжий  |
| Книжка восьма 1970 24000 прим. 264 стор. | Марія Домбровська. Сільське весілля та інші твори (Maria Dąbrowska)                        | Ксьондз Філіп                                                                            | Ksiądz Filip                                              | Євген Концевич                                 | Євген Концевич. Марія Домбровська                                                                                      | Олександр Хорунжий  |
| Книжка восьма 1970 24000 прим. 264 стор. | Марія Домбровська. Сільське весілля та інші твори (Maria Dąbrowska)                        | Дріб'язок                                                                                | Drobiazg                                                  | Євген Концевич                                 | Євген Концевич. Марія Домбровська                                                                                      | Олександр Хорунжий  |
| Книжка восьма 1970 24000 прим. 264 стор. | Марія Домбровська. Сільське весілля та інші твори (Maria Dąbrowska)                        | Октавія                                                                                  | Oktawia                                                   | Євген Концевич                                 | Євген Концевич. Марія Домбровська                                                                                      | Олександр Хорунжий  |
| Книжка восьма 1970 24000 прим. 264 стор. | Марія Домбровська. Сільське весілля та інші твори (Maria Dąbrowska)                        | Скельце                                                                                  | Szkiełko                                                  | Євген Концевич                                 | Євген Концевич. Марія Домбровська                                                                                      | Олександр Хорунжий  |
| Книжка восьма 1970 24000 прим. 264 стор. | Марія Домбровська. Сільське весілля та інші твори (Maria Dąbrowska)                        | І тут змінилися картини                                                                  | Tut zaszła zmiana…                                        | Євген Концевич                                 | Євген Концевич. Марія Домбровська                                                                                      | Олександр Хорунжий  |
| Книжка восьма 1970 24000 прим. 264 стор. | Марія Домбровська. Сільське весілля та інші твори (Maria Dąbrowska)                        | Сільське весілля                                                                         | Na wsi wesele                                             | Євген Концевич                                 | Євген Концевич. Марія Домбровська                                                                                      | Олександр Хорунжий  |
| Книжка дев'ята 1970 30000 прим. 304 стор. | Азіз Несин. Листи Померлого Віслюка та інші новели (Aziz Nesin)                            | Листи Померлого Віслюка                                                                  | Ölmüş Eşek                                                | Грицько Халимоненко                            | Юрій Ячейкін. З народного кореня                                                                                       | Микола Грох         |
| Книжка дев'ята 1970 30000 прим. 304 стор. | Азіз Несин. Листи Померлого Віслюка та інші новели (Aziz Nesin)                            | Як я наклав на себе руки                                                                 | Nasıl intihar ettim                                       | Грицько Халимоненко                            | Юрій Ячейкін. З народного кореня                                                                                       | Микола Грох         |
| Книжка дев'ята 1970 30000 прим. 304 стор. | Азіз Несин. Листи Померлого Віслюка та інші новели (Aziz Nesin)                            | Свідоцтво про народження                                                                 | Kafa kâğıdı                                               | Грицько Халимоненко                            | Юрій Ячейкін. З народного кореня                                                                                       | Микола Грох         |
| Книжка дев'ята 1970 30000 прим. 304 стор. | Азіз Несин. Листи Померлого Віслюка та інші новели (Aziz Nesin)                            | Треба сухот                                                                              | Verem olmak lâzım                                         | Грицько Халимоненко                            | Юрій Ячейкін. З народного кореня                                                                                       | Микола Грох         |
| Книжка дев'ята 1970 30000 прим. 304 стор. | Азіз Несин. Листи Померлого Віслюка та інші новели (Aziz Nesin)                            | Хай аллах дає вам довгого віку                                                           | Allah size zevâl vermesin                                 | Грицько Халимоненко                            | Юрій Ячейкін. З народного кореня                                                                                       | Микола Грох         |
| Книжка дев'ята 1970 30000 прим. 304 стор. | Азіз Несин. Листи Померлого Віслюка та інші новели (Aziz Nesin)                            | Розвага у неділю                                                                         | Pazar eğlencesi                                           | Грицько Халимоненко                            | Юрій Ячейкін. З народного кореня                                                                                       | Микола Грох         |
| Книжка дев'ята 1970 30000 прим. 304 стор. | Азіз Несин. Листи Померлого Віслюка та інші новели (Aziz Nesin)                            | Як вони це роблять                                                                       | Nasıl yaparlar                                            | Грицько Халимоненко                            | Юрій Ячейкін. З народного кореня                                                                                       | Микола Грох         |
| Книжка дев'ята 1970 30000 прим. 304 стор. | Азіз Несин. Листи Померлого Віслюка та інші новели (Aziz Nesin)                            | Упир                                                                                     | Hortlak                                                   | Грицько Халимоненко                            | Юрій Ячейкін. З народного кореня                                                                                       | Микола Грох         |
| Книжка дев'ята 1970 30000 прим. 304 стор. | Азіз Несин. Листи Померлого Віслюка та інші новели (Aziz Nesin)                            | Помилки лікарів сховає могила                                                            | Doktorların hatasını mezar örter                          | Грицько Халимоненко                            | Юрій Ячейкін. З народного кореня                                                                                       | Микола Грох         |
| Книжка дев'ята 1970 30000 прим. 304 стор. | Азіз Несин. Листи Померлого Віслюка та інші новели (Aziz Nesin)                            | Борець за демократію                                                                     | Bir demokrasi kahramanı                                   | Грицько Халимоненко                            | Юрій Ячейкін. З народного кореня                                                                                       | Микола Грох         |
| Книжка дев'ята 1970 30000 прим. 304 стор. | Азіз Несин. Листи Померлого Віслюка та інші новели (Aziz Nesin)                            | Бенкет з нагоди нового казана                                                            | Kazan töreni                                              | Грицько Халимоненко                            | Юрій Ячейкін. З народного кореня                                                                                       | Микола Грох         |
| Книжка дев'ята 1970 30000 прим. 304 стор. | Азіз Несин. Листи Померлого Віслюка та інші новели (Aziz Nesin)                            | Спілка школи з родиною                                                                   | Okul-aile birliği                                         | Грицько Халимоненко                            | Юрій Ячейкін. З народного кореня                                                                                       | Микола Грох         |
| Книжка дев'ята 1970 30000 прим. 304 стор. | Азіз Несин. Листи Померлого Віслюка та інші новели (Aziz Nesin)                            | Причинний утік                                                                           | Bir deli kaçtı                                            | Грицько Халимоненко                            | Юрій Ячейкін. З народного кореня                                                                                       | Микола Грох         |
| Книжка дев'ята 1970 30000 прим. 304 стор. | Азіз Несин. Листи Померлого Віслюка та інші новели (Aziz Nesin)                            | Викрадач телефонів                                                                       | Kumbara hırsızı                                           | Грицько Халимоненко                            | Юрій Ячейкін. З народного кореня                                                                                       | Микола Грох         |
| Книжка дев'ята 1970 30000 прим. 304 стор. | Азіз Несин. Листи Померлого Віслюка та інші новели (Aziz Nesin)                            | Біда сама не ходить                                                                      | Kimine talih, kimine kör salih                            | Грицько Халимоненко                            | Юрій Ячейкін. З народного кореня                                                                                       | Микола Грох         |
| Книжка дев'ята 1970 30000 прим. 304 стор. | Азіз Несин. Листи Померлого Віслюка та інші новели (Aziz Nesin)                            | Божевільний на даху                                                                      | Damda deli var                                            | Грицько Халимоненко                            | Юрій Ячейкін. З народного кореня                                                                                       | Микола Грох         |
| Книжка дев'ята 1970 30000 прим. 304 стор. | Азіз Несин. Листи Померлого Віслюка та інші новели (Aziz Nesin)                            | Як зловили Слона Хамді                                                                   | Fil Hamdi nasıl yakalandı                                 | Грицько Халимоненко                            | Юрій Ячейкін. З народного кореня                                                                                       | Микола Грох         |
| Книжка дев'ята 1970 30000 прим. 304 стор. | Азіз Несин. Листи Померлого Віслюка та інші новели (Aziz Nesin)                            | Пані мавпа                                                                               | Bayan maymun                                              | Грицько Халимоненко                            | Юрій Ячейкін. З народного кореня                                                                                       | Микола Грох         |
| Книжка дев'ята 1970 30000 прим. 304 стор. | Азіз Несин. Листи Померлого Віслюка та інші новели (Aziz Nesin)                            | Своїм щастям я завдячую тобі                                                             | Saadetimi sana borçluyum                                  | Грицько Халимоненко                            | Юрій Ячейкін. З народного кореня                                                                                       | Микола Грох         |
| Книжка дев'ята 1970 30000 прим. 304 стор. | Азіз Несин. Листи Померлого Віслюка та інші новели (Aziz Nesin)                            | Концерт плачу для вагітної жінки                                                         | Gebe kadın için ağlama konçertosu                         | Грицько Халимоненко                            | Юрій Ячейкін. З народного кореня                                                                                       | Микола Грох         |
| Книжка дев'ята 1970 30000 прим. 304 стор. | Азіз Несин. Листи Померлого Віслюка та інші новели (Aziz Nesin)                            | Родинний склеп                                                                           | Aile mezarlığı                                            | Грицько Халимоненко                            | Юрій Ячейкін. З народного кореня                                                                                       | Микола Грох         |
| Книжка дев'ята 1970 30000 прим. 304 стор. | Азіз Несин. Листи Померлого Віслюка та інші новели (Aziz Nesin)                            | Восьминогий Сізіф                                                                        | Sekiz ayaklı Sisiphus                                     | Грицько Халимоненко                            | Юрій Ячейкін. З народного кореня                                                                                       | Микола Грох         |
| Книжка дев'ята 1970 30000 прим. 304 стор. | Азіз Несин. Листи Померлого Віслюка та інші новели (Aziz Nesin)                            | Дружні взаємини                                                                          | Devletler arası dostluk ilişkileri                        | Грицько Халимоненко                            | Юрій Ячейкін. З народного кореня                                                                                       | Микола Грох         |
| Книжка дев'ята 1970 30000 прим. 304 стор. | Азіз Несин. Листи Померлого Віслюка та інші новели (Aziz Nesin)                            | Як народився шедевр                                                                      | Bir şaheser doğuyor                                       | Грицько Халимоненко                            | Юрій Ячейкін. З народного кореня                                                                                       | Микола Грох         |
| Книжка дев'ята 1970 30000 прим. 304 стор. | Азіз Несин. Листи Померлого Віслюка та інші новели (Aziz Nesin)                            | Бійка навпомацки                                                                         | Kördöğüşü                                                 | Грицько Халимоненко                            | Юрій Ячейкін. З народного кореня                                                                                       | Микола Грох         |
| Книжка дев'ята 1970 30000 прим. 304 стор. | Азіз Несин. Листи Померлого Віслюка та інші новели (Aziz Nesin)                            | Запчастини цивілізації                                                                   | Medeniyetin yedek parçası                                 | Грицько Халимоненко                            | Юрій Ячейкін. З народного кореня                                                                                       | Микола Грох         |
| Книжка дев'ята 1970 30000 прим. 304 стор. | Азіз Несин. Листи Померлого Віслюка та інші новели (Aziz Nesin)                            | Як губернатор не став депутатом                                                          | Mebus olacak vali nutkundan bellidir                      | Грицько Халимоненко                            | Юрій Ячейкін. З народного кореня                                                                                       | Микола Грох         |
| Книжка дев'ята 1970 30000 прим. 304 стор. | Азіз Несин. Листи Померлого Віслюка та інші новели (Aziz Nesin)                            | Була революція                                                                           | Inkılap var                                               | Грицько Халимоненко                            | Юрій Ячейкін. З народного кореня                                                                                       | Микола Грох         |
| Книжка дев'ята 1970 30000 прим. 304 стор. | Азіз Несин. Листи Померлого Віслюка та інші новели (Aziz Nesin)                            | Так, та не так                                                                           | O kadar da değil!                                         | Грицько Халимоненко                            | Юрій Ячейкін. З народного кореня                                                                                       | Микола Грох         |
| Книжка дев'ята 1970 30000 прим. 304 стор. | Азіз Несин. Листи Померлого Віслюка та інші новели (Aziz Nesin)                            | Як люди з глузду з'їжджають                                                              | Adamı zorla deli ederler                                  | Грицько Халимоненко                            | Юрій Ячейкін. З народного кореня                                                                                       | Микола Грох         |
| Книжка дев'ята 1970 30000 прим. 304 стор. | Азіз Несин. Листи Померлого Віслюка та інші новели (Aziz Nesin)                            | На одну зарплату                                                                         | Bir maaşla                                                | Грицько Халимоненко                            | Юрій Ячейкін. З народного кореня                                                                                       | Микола Грох         |
| Книжка дев'ята 1970 30000 прим. 304 стор. | Азіз Несин. Листи Померлого Віслюка та інші новели (Aziz Nesin)                            | Якби я був жінка…                                                                        | Ya kadın olsaydım                                         | Грицько Халимоненко                            | Юрій Ячейкін. З народного кореня                                                                                       | Микола Грох         |
| Книжка дев'ята 1970 30000 прим. 304 стор. | Азіз Несин. Листи Померлого Віслюка та інші новели (Aziz Nesin)                            | Ох, урятувалася!                                                                         | Oh kurtuldum                                              | Грицько Халимоненко                            | Юрій Ячейкін. З народного кореня                                                                                       | Микола Грох         |
| Книжка дев'ята 1970 30000 прим. 304 стор. | Азіз Несин. Листи Померлого Віслюка та інші новели (Aziz Nesin)                            | Кравецька майстерня                                                                      | Gina terzihanesi                                          | Грицько Халимоненко                            | Юрій Ячейкін. З народного кореня                                                                                       | Микола Грох         |
| Книжка дев'ята 1970 30000 прим. 304 стор. | Азіз Несин. Листи Померлого Віслюка та інші новели (Aziz Nesin)                            | Пригода з джигуном                                                                       | Çapkın hikaye                                             | Грицько Халимоненко                            | Юрій Ячейкін. З народного кореня                                                                                       | Микола Грох         |
| Книжка дев'ята 1970 30000 прим. 304 стор. | Азіз Несин. Листи Померлого Віслюка та інші новели (Aziz Nesin)                            | Коли плаче дитина                                                                        | Çocuk ne zaman ağlar                                      | Грицько Халимоненко                            | Юрій Ячейкін. З народного кореня                                                                                       | Микола Грох         |
| Книжка дев'ята 1970 30000 прим. 304 стор. | Азіз Несин. Листи Померлого Віслюка та інші новели (Aziz Nesin)                            | Якби не моя шляхетність…                                                                 | Terbiyem müsait değil                                     | Грицько Халимоненко                            | Юрій Ячейкін. З народного кореня                                                                                       | Микола Грох         |
| Книжка дев'ята 1970 30000 прим. 304 стор. | Азіз Несин. Листи Померлого Віслюка та інші новели (Aziz Nesin)                            | Цить!                                                                                    | Çok konuşma                                               | Грицько Халимоненко                            | Юрій Ячейкін. З народного кореня                                                                                       | Микола Грох         |
| Книжка дев'ята 1970 30000 прим. 304 стор. | Азіз Несин. Листи Померлого Віслюка та інші новели (Aziz Nesin)                            | Як пишеться стаття                                                                       | Bir yazı böyle yazılır                                    | Грицько Халимоненко                            | Юрій Ячейкін. З народного кореня                                                                                       | Микола Грох         |
| Книжка десята 1970 30000 прим. 208 стор. | Божена Нємцова. Дика Бара та інші твори (Božena Němcová)                                   | Туга за вітчизною                                                                        | Domácí nemoc                                              | Юрій Круть                                     | Юрій Круть. «За кращу людину, за кращий світ»                                                                          | Григорій Гавриленко |
| Книжка десята 1970 30000 прим. 208 стор. | Божена Нємцова. Дика Бара та інші твори (Božena Němcová)                                   | Сільський образок                                                                        | Obrázek vesnický                                          | Юрій Круть                                     | Юрій Круть. «За кращу людину, за кращий світ»                                                                          | Григорій Гавриленко |
| Книжка десята 1970 30000 прим. 208 стор. | Божена Нємцова. Дика Бара та інші твори (Božena Němcová)                                   | Сестри                                                                                   | Sestry                                                    | Юрій Круть                                     | Юрій Круть. «За кращу людину, за кращий світ»                                                                          | Григорій Гавриленко |
| Книжка десята 1970 30000 прим. 208 стор. | Божена Нємцова. Дика Бара та інші твори (Božena Němcová)                                   | Дика Бара                                                                                | Divá Bára                                                 | Юрій Круть                                     | Юрій Круть. «За кращу людину, за кращий світ»                                                                          | Григорій Гавриленко |
| Книжка десята 1970 30000 прим. 208 стор. | Божена Нємцова. Дика Бара та інші твори (Božena Němcová)                                   | В замку і в підзамчі                                                                     | V zámku a v podzamčí                                      | Юрій Круть                                     | Юрій Круть. «За кращу людину, за кращий світ»                                                                          | Григорій Гавриленко |
| Книжка одинадцята 1971 30000 прим. 248 стор. | Акутагава Рюноске. Расьомон та інші новели (芥川龍之介)                                    | Расьомон                                                                                 | 羅生門                                                    | Іван Дзюб                                      | Іван Драч. Акутагава Рюноске — майстер новели                                                                          | Юрій Чеканюк        |
| Книжка одинадцята 1971 30000 прим. 248 стор. | Акутагава Рюноске. Расьомон та інші новели (芥川龍之介)                                    | Ніс                                                                                      | 鼻                                                        | Іван Дзюб                                      | Іван Драч. Акутагава Рюноске — майстер новели                                                                          | Юрій Чеканюк        |
| Книжка одинадцята 1971 30000 прим. 248 стор. | Акутагава Рюноске. Расьомон та інші новели (芥川龍之介)                                    | Мавпа                                                                                    | 猿                                                        | Геннадій Турков                                | Іван Драч. Акутагава Рюноске — майстер новели                                                                          | Юрій Чеканюк        |
| Книжка одинадцята 1971 30000 прим. 248 стор. | Акутагава Рюноске. Расьомон та інші новели (芥川龍之介)                                    | Хусточка                                                                                 | 手巾                                                      | Іван Дзюб                                      | Іван Драч. Акутагава Рюноске — майстер новели                                                                          | Юрій Чеканюк        |
| Книжка одинадцята 1971 30000 прим. 248 стор. | Акутагава Рюноске. Расьомон та інші новели (芥川龍之介)                                    | Павутинка                                                                                | 蜘蛛の糸                                                  | Іван Дзюб                                      | Іван Драч. Акутагава Рюноске — майстер новели                                                                          | Юрій Чеканюк        |
| Книжка одинадцята 1971 30000 прим. 248 стор. | Акутагава Рюноске. Расьомон та інші новели (芥川龍之介)                                    | Муки пекельні                                                                            | 地獄変                                                    | Іван Дзюб                                      | Іван Драч. Акутагава Рюноске — майстер новели                                                                          | Юрій Чеканюк        |
| Книжка одинадцята 1971 30000 прим. 248 стор. | Акутагава Рюноске. Расьомон та інші новели (芥川龍之介)                                    | Мандарини                                                                                | 蜜柑                                                      | Іван Дзюб                                      | Іван Драч. Акутагава Рюноске — майстер новели                                                                          | Юрій Чеканюк        |
| Книжка одинадцята 1971 30000 прим. 248 стор. | Акутагава Рюноске. Расьомон та інші новели (芥川龍之介)                                    | Свято хризантем                                                                          | 舞踏会                                                    | Іван Дзюб                                      | Іван Драч. Акутагава Рюноске — майстер новели                                                                          | Юрій Чеканюк        |
| Книжка одинадцята 1971 30000 прим. 248 стор. | Акутагава Рюноске. Расьомон та інші новели (芥川龍之介)                                    | Вірність Бісея                                                                           | 尾生の信                                                  | Геннадій Турков                                | Іван Драч. Акутагава Рюноске — майстер новели                                                                          | Юрій Чеканюк        |
| Книжка одинадцята 1971 30000 прим. 248 стор. | Акутагава Рюноске. Расьомон та інші новели (芥川龍之介)                                    | Нанкінський Христос                                                                      | 南京の基督                                                | Іван Дзюб                                      | Іван Драч. Акутагава Рюноске — майстер новели                                                                          | Юрій Чеканюк        |
| Книжка одинадцята 1971 30000 прим. 248 стор. | Акутагава Рюноске. Расьомон та інші новели (芥川龍之介)                                    | У чагарнику                                                                              | 藪の中                                                    | Іван Дзюб                                      | Іван Драч. Акутагава Рюноске — майстер новели                                                                          | Юрій Чеканюк        |
| Книжка одинадцята 1971 30000 прим. 248 стор. | Акутагава Рюноске. Расьомон та інші новели (芥川龍之介)                                    | Генерал                                                                                  | 将軍                                                      | Іван Дзюб                                      | Іван Драч. Акутагава Рюноске — майстер новели                                                                          | Юрій Чеканюк        |
| Книжка одинадцята 1971 30000 прим. 248 стор. | Акутагава Рюноске. Расьомон та інші новели (芥川龍之介)                                    | Вагонетка                                                                                | トロッコ                                                  | Іван Дзюб                                      | Іван Драч. Акутагава Рюноске — майстер новели                                                                          | Юрій Чеканюк        |
| Книжка одинадцята 1971 30000 прим. 248 стор. | Акутагава Рюноске. Расьомон та інші новели (芥川龍之介)                                    | Сад                                                                                      | 庭                                                        | Іван Дзюб                                      | Іван Драч. Акутагава Рюноске — майстер новели                                                                          | Юрій Чеканюк        |
| Книжка одинадцята 1971 30000 прим. 248 стор. | Акутагава Рюноске. Расьомон та інші новели (芥川龍之介)                                    | Три скарби                                                                               | 三つの宝                                                  | Іван Дзюб                                      | Іван Драч. Акутагава Рюноске — майстер новели                                                                          | Юрій Чеканюк        |
| Книжка одинадцята 1971 30000 прим. 248 стор. | Акутагава Рюноске. Расьомон та інші новели (芥川龍之介)                                    | Грудка землі                                                                             | 一塊の土                                                  | Іван Дзюб                                      | Іван Драч. Акутагава Рюноске — майстер новели                                                                          | Юрій Чеканюк        |
| Книжка одинадцята 1971 30000 прим. 248 стор. | Акутагава Рюноске. Расьомон та інші новели (芥川龍之介)                                    | Холод                                                                                    | 寒さ                                                      | Геннадій Турков                                | Іван Драч. Акутагава Рюноске — майстер новели                                                                          | Юрій Чеканюк        |
| Книжка одинадцята 1971 30000 прим. 248 стор. | Акутагава Рюноске. Расьомон та інші новели (芥川龍之介)                                    | Жаби                                                                                     | 蛙                                                        | Іван Дзюб                                      | Іван Драч. Акутагава Рюноске — майстер новели                                                                          | Юрій Чеканюк        |
| Книжка одинадцята 1971 30000 прим. 248 стор. | Акутагава Рюноске. Расьомон та інші новели (芥川龍之介)                                    | У країні водяників                                                                       | 河童                                                      | Іван Дзюб                                      | Іван Драч. Акутагава Рюноске — майстер новели                                                                          | Юрій Чеканюк        |
| Книжка одинадцята 1971 30000 прим. 248 стор. | Акутагава Рюноске. Расьомон та інші новели (芥川龍之介)                                    | Життя ідіота                                                                             | 或阿呆の一生                                              | Іван Дзюб                                      | Іван Драч. Акутагава Рюноске — майстер новели                                                                          | Юрій Чеканюк        |
| Книжка дванадцята 1971 30000 прим. 268 стор. | Анна Зегерс. Легенда про Артеміду та інші новели (Anna Seghers)                            | Грушівські селяни                                                                        | Bauern von Hruschowo                                      | Микола Кагарлицький                            | Від видавництва | Володимир Савадов   |
| Книжка дванадцята 1971 30000 прим. 268 стор. | Анна Зегерс. Легенда про Артеміду та інші новели (Anna Seghers)                            | Остання путь Коломана Валліша                                                            | Der letzte Weg des Koloman Wallisch                       | Микола Кагарлицький                            | Від видавництва | Володимир Савадов   |
| Книжка дванадцята 1971 30000 прим. 268 стор. | Анна Зегерс. Легенда про Артеміду та інші новели (Anna Seghers)                            | Чудовні легенди про розбійника Войнока                                                   | Die schönsten Sagen vom Räuber Woynok                     | Микола Кагарлицький                            | Від видавництва | Володимир Савадов   |
| Книжка дванадцята 1971 30000 прим. 268 стор. | Анна Зегерс. Легенда про Артеміду та інші новели (Anna Seghers)                            | Легенди про Артеміду                                                                     | Sagen von Artemis                                         | Микола Кагарлицький                            | Від видавництва | Володимир Савадов   |
| Книжка дванадцята 1971 30000 прим. 268 стор. | Анна Зегерс. Легенда про Артеміду та інші новели (Anna Seghers)                            | Троє дерев                                                                               | Die drei Bäume                                            | Микола Кагарлицький                            | Від видавництва | Володимир Савадов   |
| Книжка дванадцята 1971 30000 прим. 268 стор. | Анна Зегерс. Легенда про Артеміду та інші новели (Anna Seghers)                            | Прогулянка мертвих дівчат                                                                | Der Ausflug der toten Mädchen                             | Микола Кагарлицький                            | Від видавництва | Володимир Савадов   |
| Книжка дванадцята 1971 30000 прим. 268 стор. | Анна Зегерс. Легенда про Артеміду та інші новели (Anna Seghers)                            | Саботажники                                                                              | Die Saboteure                                             | Микола Кагарлицький                            | Від видавництва | Володимир Савадов   |
| Книжка дванадцята 1971 30000 прим. 268 стор. | Анна Зегерс. Легенда про Артеміду та інші новели (Anna Seghers)                            | Корабель аргонавтів                                                                      | Das Argonautenschiff                                      | Микола Кагарлицький                            | Від видавництва | Володимир Савадов   |
| Книжка дванадцята 1971 30000 прим. 268 стор. | Анна Зегерс. Легенда про Артеміду та інші новели (Anna Seghers)                            | Крісанта                                                                                 | Crisanta                                                  | Микола Кагарлицький                            | Від видавництва | Володимир Савадов   |
| Книжка дванадцята 1971 30000 прим. 268 стор. | Анна Зегерс. Легенда про Артеміду та інші новели (Anna Seghers)                            | Агата Швайгерт                                                                           | Agathe Schweigert                                         | Микола Кагарлицький                            | Від видавництва | Володимир Савадов   |
| Книжка тринадцята 1972 28000 прим. 364 стор. | Македонська новела                                                                         | Дьорді Абаджієв. Табакерка                                                               | Ѓорѓи Абаџиев. Табакерката                                | Андрій Лисенко                                 | Андрій Лисенко. Від серця до серця (+ наприкінці книжки «Коротко про авторів»)                                         | Юрій Чеканюк        |
| Книжка тринадцята 1972 28000 прим. 364 стор. | Македонська новела                                                                         | Іван Точко. Акорди                                                                       | Иван Точко. Акорди                                        | Андрій Лисенко                                 | Андрій Лисенко. Від серця до серця (+ наприкінці книжки «Коротко про авторів»)                                         | Юрій Чеканюк        |
| Книжка тринадцята 1972 28000 прим. 364 стор. | Македонська новела                                                                         | Перстень                                                                                 | Прстен                                                    | Андрій Лисенко                                 | Андрій Лисенко. Від серця до серця (+ наприкінці книжки «Коротко про авторів»)                                         | Юрій Чеканюк        |
| Книжка тринадцята 1972 28000 прим. 364 стор. | Македонська новела                                                                         | Владо Малеський. Шлюбна ніч                                                              | Владо Малески. Брачната ноќ                               | Андрій Лисенко                                 | Андрій Лисенко. Від серця до серця (+ наприкінці книжки «Коротко про авторів»)                                         | Юрій Чеканюк        |
| Книжка тринадцята 1972 28000 прим. 364 стор. | Македонська новела                                                                         | Фіданка                                                                                  | Фиданка                                                   | Андрій Лисенко                                 | Андрій Лисенко. Від серця до серця (+ наприкінці книжки «Коротко про авторів»)                                         | Юрій Чеканюк        |
| Книжка тринадцята 1972 28000 прим. 364 стор. | Македонська новела                                                                         | Славко Яневський. Кінь великий, як доля                                                  | Славко Јаневски. Коњ големиот как судбина                 | Андрій Лисенко                                 | Андрій Лисенко. Від серця до серця (+ наприкінці книжки «Коротко про авторів»)                                         | Юрій Чеканюк        |
| Книжка тринадцята 1972 28000 прим. 364 стор. | Македонська новела                                                                         | Сповідь за сто франків                                                                   | Исповед за сто франци                                     | Андрій Лисенко                                 | Андрій Лисенко. Від серця до серця (+ наприкінці книжки «Коротко про авторів»)                                         | Юрій Чеканюк        |
| Книжка тринадцята 1972 28000 прим. 364 стор. | Македонська новела                                                                         | Бідний чорний Джо                                                                        | Сиромашен црни Џо                                         | Андрій Лисенко                                 | Андрій Лисенко. Від серця до серця (+ наприкінці книжки «Коротко про авторів»)                                         | Юрій Чеканюк        |
| Книжка тринадцята 1972 28000 прим. 364 стор. | Македонська новела                                                                         | Йован Бошковський. Друга дія                                                             | Јован Бошковски. Втори чин                                | Андрій Лисенко                                 | Андрій Лисенко. Від серця до серця (+ наприкінці книжки «Коротко про авторів»)                                         | Юрій Чеканюк        |
| Книжка тринадцята 1972 28000 прим. 364 стор. | Македонська новела                                                                         | Помста                                                                                   | Време за одмазда, време за прошка                         | Андрій Лисенко                                 | Андрій Лисенко. Від серця до серця (+ наприкінці книжки «Коротко про авторів»)                                         | Юрій Чеканюк        |
| Книжка тринадцята 1972 28000 прим. 364 стор. | Македонська новела                                                                         | Йордан Леов. Біла смерть                                                                 | Јордан Леов. Белата смрт                                  | Андрій Лисенко                                 | Андрій Лисенко. Від серця до серця (+ наприкінці книжки «Коротко про авторів»)                                         | Юрій Чеканюк        |
| Книжка тринадцята 1972 28000 прим. 364 стор. | Македонська новела                                                                         | Блаже Конеський. Черевики                                                                | Блаже Конески. Чевли                                      | Андрій Лисенко                                 | Андрій Лисенко. Від серця до серця (+ наприкінці книжки «Коротко про авторів»)                                         | Юрій Чеканюк        |
| Книжка тринадцята 1972 28000 прим. 364 стор. | Македонська новела                                                                         | Пісня                                                                                    | Песна                                                     | Андрій Лисенко                                 | Андрій Лисенко. Від серця до серця (+ наприкінці книжки «Коротко про авторів»)                                         | Юрій Чеканюк        |
| Книжка тринадцята 1972 28000 прим. 364 стор. | Македонська новела                                                                         | Коле Чашуле. Дюшу                                                                        | Коле Чашуле. Ѓушу                                         | Андрій Лисенко                                 | Андрій Лисенко. Від серця до серця (+ наприкінці книжки «Коротко про авторів»)                                         | Юрій Чеканюк        |
| Книжка тринадцята 1972 28000 прим. 364 стор. | Македонська новела                                                                         | Коце Солунський. Щоденник пошепки                                                        | Коце Солунски. Дневникот шепнешкум                        | Андрій Лисенко                                 | Андрій Лисенко. Від серця до серця (+ наприкінці книжки «Коротко про авторів»)                                         | Юрій Чеканюк        |
| Книжка тринадцята 1972 28000 прим. 364 стор. | Македонська новела                                                                         | Міле Поповський. Ювілейна математика                                                     | Миле Поповски. Роденденска математика                     | Андрій Лисенко                                 | Андрій Лисенко. Від серця до серця (+ наприкінці книжки «Коротко про авторів»)                                         | Юрій Чеканюк        |
| Книжка тринадцята 1972 28000 прим. 364 стор. | Македонська новела                                                                         | Жертви літератури                                                                        | Литературни жертви                                        | Андрій Лисенко                                 | Андрій Лисенко. Від серця до серця (+ наприкінці книжки «Коротко про авторів»)                                         | Юрій Чеканюк        |
| Книжка тринадцята 1972 28000 прим. 364 стор. | Македонська новела                                                                         | Лазо Каровський. Сліди пальців на асигнації                                              | Лазо Каровски. Илјадарка, на неа отисок од палецот        | Андрій Лисенко                                 | Андрій Лисенко. Від серця до серця (+ наприкінці книжки «Коротко про авторів»)                                         | Юрій Чеканюк        |
| Книжка тринадцята 1972 28000 прим. 364 стор. | Македонська новела                                                                         | Томе Момировський. Діо Богдан                                                            | Томе Момировски. Дио Богдан                               | Андрій Лисенко                                 | Андрій Лисенко. Від серця до серця (+ наприкінці книжки «Коротко про авторів»)                                         | Юрій Чеканюк        |
| Книжка тринадцята 1972 28000 прим. 364 стор. | Македонська новела                                                                         | Бранко Пендовський. Бажання                                                              | Бранко Пендовски. Желба                                   | Андрій Лисенко                                 | Андрій Лисенко. Від серця до серця (+ наприкінці книжки «Коротко про авторів»)                                         | Юрій Чеканюк        |
| Книжка тринадцята 1972 28000 прим. 364 стор. | Македонська новела                                                                         | Шкуринка з помаранчі                                                                     | Корка од портокал                                         | Андрій Лисенко                                 | Андрій Лисенко. Від серця до серця (+ наприкінці книжки «Коротко про авторів»)                                         | Юрій Чеканюк        |
| Книжка тринадцята 1972 28000 прим. 364 стор. | Македонська новела                                                                         | Томе Арсовський. Пригода з паном Корнхером                                               | Томе Арсовски. Случајот со господин Корнхер               | Андрій Лисенко                                 | Андрій Лисенко. Від серця до серця (+ наприкінці книжки «Коротко про авторів»)                                         | Юрій Чеканюк        |
| Книжка тринадцята 1972 28000 прим. 364 стор. | Македонська новела                                                                         | Велика синя брошка                                                                       | Големиот син брош                                         | Андрій Лисенко                                 | Андрій Лисенко. Від серця до серця (+ наприкінці книжки «Коротко про авторів»)                                         | Юрій Чеканюк        |
| Книжка тринадцята 1972 28000 прим. 364 стор. | Македонська новела                                                                         | Србо Івановський. Сорочка                                                                | Србо Ивановски. Кошула                                    | Андрій Лисенко                                 | Андрій Лисенко. Від серця до серця (+ наприкінці книжки «Коротко про авторів»)                                         | Юрій Чеканюк        |
| Книжка тринадцята 1972 28000 прим. 364 стор. | Македонська новела                                                                         | Глигор Поповський. Дилема                                                                | Глигор Поповски. Дилема                                   | Андрій Лисенко                                 | Андрій Лисенко. Від серця до серця (+ наприкінці книжки «Коротко про авторів»)                                         | Юрій Чеканюк        |
| Книжка тринадцята 1972 28000 прим. 364 стор. | Македонська новела                                                                         | Симон Дракул. З чужини                                                                   | Симон Дракул. Туѓоземјанин                                | Андрій Лисенко                                 | Андрій Лисенко. Від серця до серця (+ наприкінці книжки «Коротко про авторів»)                                         | Юрій Чеканюк        |
| Книжка тринадцята 1972 28000 прим. 364 стор. | Македонська новела                                                                         | Цветко Мартиновський. Мертва петля                                                       | Цветко Мартиновски. Мртва јамка                           | Андрій Лисенко                                 | Андрій Лисенко. Від серця до серця (+ наприкінці книжки «Коротко про авторів»)                                         | Юрій Чеканюк        |
| Книжка тринадцята 1972 28000 прим. 364 стор. | Македонська новела                                                                         | Ката Мисиркова-Руменова. Вогні                                                           | Ката Мисиркова — Руменова. Огнови                         | Андрій Лисенко                                 | Андрій Лисенко. Від серця до серця (+ наприкінці книжки «Коротко про авторів»)                                         | Юрій Чеканюк        |
| Книжка тринадцята 1972 28000 прим. 364 стор. | Македонська новела                                                                         | Біографія                                                                                | Биографија                                                | Андрій Лисенко                                 | Андрій Лисенко. Від серця до серця (+ наприкінці книжки «Коротко про авторів»)                                         | Юрій Чеканюк        |
| Книжка тринадцята 1972 28000 прим. 364 стор. | Македонська новела                                                                         | Димитр Солев. Талий сніг                                                                 | Димитар Солев. Кашест снег                                | Андрій Лисенко                                 | Андрій Лисенко. Від серця до серця (+ наприкінці книжки «Коротко про авторів»)                                         | Юрій Чеканюк        |
| Книжка тринадцята 1972 28000 прим. 364 стор. | Македонська новела                                                                         | Благоя Іванов. Вітер                                                                     | Благоја Иванов. Ветар                                     | Андрій Лисенко                                 | Андрій Лисенко. Від серця до серця (+ наприкінці книжки «Коротко про авторів»)                                         | Юрій Чеканюк        |
| Книжка тринадцята 1972 28000 прим. 364 стор. | Македонська новела                                                                         | Йован Стрезовський. Неспокійна ніч                                                       | Јован Стрезовски. Неспокојна ноќ                          | Андрій Лисенко                                 | Андрій Лисенко. Від серця до серця (+ наприкінці книжки «Коротко про авторів»)                                         | Юрій Чеканюк        |
| Книжка тринадцята 1972 28000 прим. 364 стор. | Македонська новела                                                                         | Доброволки                                                                               | Доброволки                                                | Андрій Лисенко                                 | Андрій Лисенко. Від серця до серця (+ наприкінці книжки «Коротко про авторів»)                                         | Юрій Чеканюк        |
| Книжка тринадцята 1972 28000 прим. 364 стор. | Македонська новела                                                                         | Відоє Подгорець. Лебедина любов                                                          | Видое Подгорец. Лебедова љубов                            | Андрій Лисенко                                 | Андрій Лисенко. Від серця до серця (+ наприкінці книжки «Коротко про авторів»)                                         | Юрій Чеканюк        |
| Книжка тринадцята 1972 28000 прим. 364 стор. | Македонська новела                                                                         | Скрипка                                                                                  | Цигулка                                                   | Андрій Лисенко                                 | Андрій Лисенко. Від серця до серця (+ наприкінці книжки «Коротко про авторів»)                                         | Юрій Чеканюк        |
| Книжка тринадцята 1972 28000 прим. 364 стор. | Македонська новела                                                                         | Ніч у соломі                                                                             | Ноќ во сламата                                            | Андрій Лисенко                                 | Андрій Лисенко. Від серця до серця (+ наприкінці книжки «Коротко про авторів»)                                         | Юрій Чеканюк        |
| Книжка тринадцята 1972 28000 прим. 364 стор. | Македонська новела                                                                         | Ташко Георгієвський. Дев'ять наречених                                                   | Ташко Георгиевски. Девет невести                          | Андрій Лисенко                                 | Андрій Лисенко. Від серця до серця (+ наприкінці книжки «Коротко про авторів»)                                         | Юрій Чеканюк        |
| Книжка тринадцята 1972 28000 прим. 364 стор. | Македонська новела                                                                         | Олівера Николова. То була тільки біла шаль…                                              | Оливера Николова. Тоа беше само белиот шал                | Андрій Лисенко                                 | Андрій Лисенко. Від серця до серця (+ наприкінці книжки «Коротко про авторів»)                                         | Юрій Чеканюк        |
| Книжка тринадцята 1972 28000 прим. 364 стор. | Македонська новела                                                                         | Мінливі очі ліхтариків                                                                   | Шарените очи на лампионите                                | Андрій Лисенко                                 | Андрій Лисенко. Від серця до серця (+ наприкінці книжки «Коротко про авторів»)                                         | Юрій Чеканюк        |
| Книжка тринадцята 1972 28000 прим. 364 стор. | Македонська новела                                                                         | Живко Чинго. Хуртовина                                                                   | Живко Чинго. Фортуна                                      | Андрій Лисенко                                 | Андрій Лисенко. Від серця до серця (+ наприкінці книжки «Коротко про авторів»)                                         | Юрій Чеканюк        |
| Книжка тринадцята 1972 28000 прим. 364 стор. | Македонська новела                                                                         | Батько                                                                                   | Татко                                                     | Андрій Лисенко                                 | Андрій Лисенко. Від серця до серця (+ наприкінці книжки «Коротко про авторів»)                                         | Юрій Чеканюк        |
| Книжка тринадцята 1972 28000 прим. 364 стор. | Македонська новела                                                                         | Слободан Рошковський. Рідне вогнище («Люди»)                                             | Слободан Рошковски. Луѓе                                  | Андрій Лисенко                                 | Андрій Лисенко. Від серця до серця (+ наприкінці книжки «Коротко про авторів»)                                         | Юрій Чеканюк        |
| Книжка тринадцята 1972 28000 прим. 364 стор. | Македонська новела                                                                         | Улітку, коли випадають дощі                                                              | Во лето кога дождовите доаѓаат                            | Андрій Лисенко                                 | Андрій Лисенко. Від серця до серця (+ наприкінці книжки «Коротко про авторів»)                                         | Юрій Чеканюк        |
| Книжка чотирнадцята 1973 30000 прим. 236 стор. | Янко Єсенський. Жених та інші новели (Janko Jesenský)                                      | Жених (Шкіц)                                                                             | Ženích                                                    | Ганна Пашко                                    | Володимир Житник. Про Янка Єсенського                                                                                  | В. М. Дозорець      |
| Книжка чотирнадцята 1973 30000 прим. 236 стор. | Янко Єсенський. Жених та інші новели (Janko Jesenský)                                      | Пантофля                                                                                 | Papuča                                                    | Ганна Пашко                                    | Володимир Житник. Про Янка Єсенського                                                                                  | В. М. Дозорець      |
| Книжка чотирнадцята 1973 30000 прим. 236 стор. | Янко Єсенський. Жених та інші новели (Janko Jesenský)                                      | Еленка (Нарис)                                                                           | Elenka                                                    | Ганна Пашко                                    | Володимир Житник. Про Янка Єсенського                                                                                  | В. М. Дозорець      |
| Книжка чотирнадцята 1973 30000 прим. 236 стор. | Янко Єсенський. Жених та інші новели (Janko Jesenský)                                      | Пані Рафікова                                                                            | Pani Rafiková                                             | Ганна Пашко                                    | Володимир Житник. Про Янка Єсенського                                                                                  | В. М. Дозорець      |
| Книжка чотирнадцята 1973 30000 прим. 236 стор. | Янко Єсенський. Жених та інші новели (Janko Jesenský)                                      | Кінець кохання                                                                           | Koniec lásky                                              | Ганна Пашко                                    | Володимир Житник. Про Янка Єсенського                                                                                  | В. М. Дозорець      |
| Книжка чотирнадцята 1973 30000 прим. 236 стор. | Янко Єсенський. Жених та інші новели (Janko Jesenský)                                      | Кадриль (Епізоди з містечкового життя)                                                   | Štvorylka                                                 | Ганна Пашко                                    | Володимир Житник. Про Янка Єсенського                                                                                  | В. М. Дозорець      |
| Книжка чотирнадцята 1973 30000 прим. 236 стор. | Янко Єсенський. Жених та інші новели (Janko Jesenský)                                      | Раби                                                                                     | Otroci                                                    | Ганна Пашко                                    | Володимир Житник. Про Янка Єсенського                                                                                  | В. М. Дозорець      |
| Книжка чотирнадцята 1973 30000 прим. 236 стор. | Янко Єсенський. Жених та інші новели (Janko Jesenský)                                      | Бал-маскарад                                                                             | Maškarný ples                                             | Ганна Пашко                                    | Володимир Житник. Про Янка Єсенського                                                                                  | В. М. Дозорець      |
| Книжка чотирнадцята 1973 30000 прим. 236 стор. | Янко Єсенський. Жених та інші новели (Janko Jesenský)                                      | Кокетка                                                                                  | Koketka                                                   | Ганна Пашко                                    | Володимир Житник. Про Янка Єсенського                                                                                  | В. М. Дозорець      |
| Книжка чотирнадцята 1973 30000 прим. 236 стор. | Янко Єсенський. Жених та інші новели (Janko Jesenský)                                      | Сонячна купіль                                                                           | Slnečný kúpeľ                                             | Ганна Пашко                                    | Володимир Житник. Про Янка Єсенського                                                                                  | В. М. Дозорець      |
| Книжка чотирнадцята 1973 30000 прим. 236 стор. | Янко Єсенський. Жених та інші новели (Janko Jesenský)                                      | Привид                                                                                   | Strašidlo                                                 | Ганна Пашко                                    | Володимир Житник. Про Янка Єсенського                                                                                  | В. М. Дозорець      |
| Книжка чотирнадцята 1973 30000 прим. 236 стор. | Янко Єсенський. Жених та інші новели (Janko Jesenský)                                      | Страх                                                                                    | Strach                                                    | Ганна Пашко                                    | Володимир Житник. Про Янка Єсенського                                                                                  | В. М. Дозорець      |
| Книжка чотирнадцята 1973 30000 прим. 236 стор. | Янко Єсенський. Жених та інші новели (Janko Jesenský)                                      | Сватання                                                                                 | Vydaj                                                     | Ганна Пашко                                    | Володимир Житник. Про Янка Єсенського                                                                                  | В. М. Дозорець      |
| Книжка чотирнадцята 1973 30000 прим. 236 стор. | Янко Єсенський. Жених та інші новели (Janko Jesenský)                                      | Вечеря                                                                                   | Večera                                                    | Ганна Пашко                                    | Володимир Житник. Про Янка Єсенського                                                                                  | В. М. Дозорець      |
| Книжка чотирнадцята 1973 30000 прим. 236 стор. | Янко Єсенський. Жених та інші новели (Janko Jesenský)                                      | Слово кохання                                                                            | Slovo lásky                                               | Ганна Пашко                                    | Володимир Житник. Про Янка Єсенського                                                                                  | В. М. Дозорець      |
| Книжка чотирнадцята 1973 30000 прим. 236 стор. | Янко Єсенський. Жених та інші новели (Janko Jesenský)                                      | Поцілунок (Сторінки щоденника)                                                           | Bozk                                                      | Ганна Пашко                                    | Володимир Житник. Про Янка Єсенського                                                                                  | В. М. Дозорець      |
| Книжка чотирнадцята 1973 30000 прим. 236 стор. | Янко Єсенський. Жених та інші новели (Janko Jesenský)                                      | Економка                                                                                 | Gazdiná                                                   | Ганна Пашко                                    | Володимир Житник. Про Янка Єсенського                                                                                  | В. М. Дозорець      |
| Книжка п'ятнадцята 1973 30000 прим. 332 стор. | Іво Андрич. Притча про візирового слона та інші новели (Иво Андрић)                        | Шляхи                                                                                    | Стазе                                                     | Іван Ющук                                      | Іван Ющук. Співець людяності                                                                                           | Ю. А. Чеканюк       |
| Книжка п'ятнадцята 1973 30000 прим. 332 стор. | Іво Андрич. Притча про візирового слона та інші новели (Иво Андрић)                        | Обличчя                                                                                  | Лица                                                      | Іван Ющук                                      | Іван Ющук. Співець людяності                                                                                           | Ю. А. Чеканюк       |
| Книжка п'ятнадцята 1973 30000 прим. 332 стор. | Іво Андрич. Притча про візирового слона та інші новели (Иво Андрић)                        | На березі                                                                                | На обали                                                  | Іван Ющук                                      | Іван Ющук. Співець людяності                                                                                           | Ю. А. Чеканюк       |
| Книжка п'ятнадцята 1973 30000 прим. 332 стор. | Іво Андрич. Притча про візирового слона та інші новели (Иво Андрић)                        | Краєвиди                                                                                 | Предели                                                   | Іван Ющук                                      | Іван Ющук. Співець людяності                                                                                           | Ю. А. Чеканюк       |
| Книжка п'ятнадцята 1973 30000 прим. 332 стор. | Іво Андрич. Притча про візирового слона та інші новели (Иво Андрић)                        | Гадюка                                                                                   | Змија                                                     | Іван Ющук                                      | Іван Ющук. Співець людяності                                                                                           | Ю. А. Чеканюк       |
| Книжка п'ятнадцята 1973 30000 прим. 332 стор. | Іво Андрич. Притча про візирового слона та інші новели (Иво Андрић)                        | Смерть у Синановій текії                                                                 | Смрт у Синановој текији                                   | Іван Ющук                                      | Іван Ющук. Співець людяності                                                                                           | Ю. А. Чеканюк       |
| Книжка п'ятнадцята 1973 30000 прим. 332 стор. | Іво Андрич. Притча про візирового слона та інші новели (Иво Андрић)                        | Сповідь                                                                                  | Исповијед                                                 | Іван Ющук                                      | Іван Ющук. Співець людяності                                                                                           | Ю. А. Чеканюк       |
| Книжка п'ятнадцята 1973 30000 прим. 332 стор. | Іво Андрич. Притча про візирового слона та інші новели (Иво Андрић)                        | У холодній                                                                               | У зиндану                                                 | Іван Ющук                                      | Іван Ющук. Співець людяності                                                                                           | Ю. А. Чеканюк       |
| Книжка п'ятнадцята 1973 30000 прим. 332 стор. | Іво Андрич. Притча про візирового слона та інші новели (Иво Андрић)                        | Мустафа Маджар                                                                           | Мустафа Маџар                                             | Іван Ющук                                      | Іван Ющук. Співець людяності                                                                                           | Ю. А. Чеканюк       |
| Книжка п'ятнадцята 1973 30000 прим. 332 стор. | Іво Андрич. Притча про візирового слона та інші новели (Иво Андрић)                        | Жарт у Самсариному заїзді                                                                | Шала у Самсарином хану                                    | Іван Ющук                                      | Іван Ющук. Співець людяності                                                                                           | Ю. А. Чеканюк       |
| Книжка п'ятнадцята 1973 30000 прим. 332 стор. | Іво Андрич. Притча про візирового слона та інші новели (Иво Андрић)                        | Оцупок                                                                                   | Труп                                                      | Іван Ющук                                      | Іван Ющук. Співець людяності                                                                                           | Ю. А. Чеканюк       |
| Книжка п'ятнадцята 1973 30000 прим. 332 стор. | Іво Андрич. Притча про візирового слона та інші новели (Иво Андрић)                        | Притча про візирового слона                                                              | Прича о везировом слону                                   | Іван Ющук                                      | Іван Ющук. Співець людяності                                                                                           | Ю. А. Чеканюк       |
| Книжка п'ятнадцята 1973 30000 прим. 332 стор. | Іво Андрич. Притча про візирового слона та інші новели (Иво Андрић)                        | На камені, у Почителі                                                                    | На камену, у Почитељу                                     | Іван Ющук                                      | Іван Ющук. Співець людяності                                                                                           | Ю. А. Чеканюк       |
| Книжка п'ятнадцята 1973 30000 прим. 332 стор. | Іво Андрич. Притча про візирового слона та інші новели (Иво Андрић)                        | Велетовці                                                                                | Велетовци                                                 | Іван Ющук                                      | Іван Ющук. Співець людяності                                                                                           | Ю. А. Чеканюк       |
| Книжка п'ятнадцята 1973 30000 прим. 332 стор. | Іво Андрич. Притча про візирового слона та інші новели (Иво Андрић)                        | Розповідь про кметя Симана                                                               | Прича о кмету Симану                                      | Іван Ющук                                      | Іван Ющук. Співець людяності                                                                                           | Ю. А. Чеканюк       |
| Книжка п'ятнадцята 1973 30000 прим. 332 стор. | Іво Андрич. Притча про візирового слона та інші новели (Иво Андрић)                        | Килим                                                                                    | Ћилим                                                     | Іван Ющук                                      | Іван Ющук. Співець людяності                                                                                           | Ю. А. Чеканюк       |
| Книжка п'ятнадцята 1973 30000 прим. 332 стор. | Іво Андрич. Притча про візирового слона та інші новели (Иво Андрић)                        | Коса                                                                                     | Коса                                                      | Іван Ющук                                      | Іван Ющук. Співець людяності                                                                                           | Ю. А. Чеканюк       |
| Книжка п'ятнадцята 1973 30000 прим. 332 стор. | Іво Андрич. Притча про візирового слона та інші новели (Иво Андрић)                        | Осатичани                                                                                | Осатичани                                                 | Іван Ющук                                      | Іван Ющук. Співець людяності                                                                                           | Ю. А. Чеканюк       |
| Книжка п'ятнадцята 1973 30000 прим. 332 стор. | Іво Андрич. Притча про візирового слона та інші новели (Иво Андрић)                        | Мости                                                                                    | Мостови                                                   | Іван Ющук                                      | Іван Ющук. Співець людяності                                                                                           | Ю. А. Чеканюк       |
| Книжка п'ятнадцята 1973 30000 прим. 332 стор. | Іво Андрич. Притча про візирового слона та інші новели (Иво Андрић)                        | Міст на Жепі                                                                             | Мост на Жепи                                              | Іван Ющук                                      | Іван Ющук. Співець людяності                                                                                           | Ю. А. Чеканюк       |
| Книжка п'ятнадцята 1973 30000 прим. 332 стор. | Іво Андрич. Притча про візирового слона та інші новели (Иво Андрић)                        | Вино                                                                                     | Вино                                                      | Іван Ющук                                      | Іван Ющук. Співець людяності                                                                                           | Ю. А. Чеканюк       |
| Книжка шістнадцята 1974 30000 прим. 336 стор. | Ярослав Івашкевич. Новели (Jarosław Iwaszkiewicz)                                          | Біля мосту                                                                               | Przy moście                                               | Олена Медущенко                                | Дмитро Павличко. Новели Ярослава Івашкевича                                                                            | І. В. Коптілов      |
| Книжка шістнадцята 1974 30000 прим. 336 стор. | Ярослав Івашкевич. Новели (Jarosław Iwaszkiewicz)                                          | Ружа                                                                                     | Róża                                                      | Олена Медущенко                                | Дмитро Павличко. Новели Ярослава Івашкевича                                                                            | І. В. Коптілов      |
| Книжка шістнадцята 1974 30000 прим. 336 стор. | Ярослав Івашкевич. Новели (Jarosław Iwaszkiewicz)                                          | Сніданок у Теодора                                                                       | Śniadanie u Teodora                                       | Олена Медущенко                                | Дмитро Павличко. Новели Ярослава Івашкевича                                                                            | І. В. Коптілов      |
| Книжка шістнадцята 1974 30000 прим. 336 стор. | Ярослав Івашкевич. Новели (Jarosław Iwaszkiewicz)                                          | Ікар                                                                                     | Ikar                                                      | Олена Медущенко                                | Дмитро Павличко. Новели Ярослава Івашкевича                                                                            | І. В. Коптілов      |
| Книжка шістнадцята 1974 30000 прим. 336 стор. | Ярослав Івашкевич. Новели (Jarosław Iwaszkiewicz)                                          | Млин на Лютині                                                                           | Młyn nad Lutynią                                          | Олена Медущенко                                | Дмитро Павличко. Новели Ярослава Івашкевича                                                                            | І. В. Коптілов      |
| Книжка шістнадцята 1974 30000 прим. 336 стор. | Ярослав Івашкевич. Новели (Jarosław Iwaszkiewicz)                                          | Втеча Фелека Оконя                                                                       | Ucieczka Felka Okonia                                     | Олена Медущенко                                | Дмитро Павличко. Новели Ярослава Івашкевича                                                                            | І. В. Коптілов      |
| Книжка шістнадцята 1974 30000 прим. 336 стор. | Ярослав Івашкевич. Новели (Jarosław Iwaszkiewicz)                                          | Квартет Мендельсона                                                                      | Kwartet Mendelssohna                                      | Олена Медущенко                                | Дмитро Павличко. Новели Ярослава Івашкевича                                                                            | І. В. Коптілов      |
| Книжка шістнадцята 1974 30000 прим. 336 стор. | Ярослав Івашкевич. Новели (Jarosław Iwaszkiewicz)                                          | Оповідання про країну папуасів                                                           | Opowiadanie z krainy Papuasów                             | Олена Медущенко                                | Дмитро Павличко. Новели Ярослава Івашкевича                                                                            | І. В. Коптілов      |
| Книжка шістнадцята 1974 30000 прим. 336 стор. | Ярослав Івашкевич. Новели (Jarosław Iwaszkiewicz)                                          | Серпневий день                                                                           | Dzień sierpniowy                                          | Олена Медущенко                                | Дмитро Павличко. Новели Ярослава Івашкевича                                                                            | І. В. Коптілов      |
| Книжка шістнадцята 1974 30000 прим. 336 стор. | Ярослав Івашкевич. Новели (Jarosław Iwaszkiewicz)                                          | Ядвіня                                                                                   | Jadwinia                                                  | Олена Медущенко                                | Дмитро Павличко. Новели Ярослава Івашкевича                                                                            | І. В. Коптілов      |
| Книжка шістнадцята 1974 30000 прим. 336 стор. | Ярослав Івашкевич. Новели (Jarosław Iwaszkiewicz)                                          | Дівчина і голуби                                                                         | Dziewczyna i gołębie                                      | Олена Медущенко                                | Дмитро Павличко. Новели Ярослава Івашкевича                                                                            | І. В. Коптілов      |
| Книжка сімнадцята 1974 65000 прим. 240 стор. | Альберто Моравіа. Римські оповідання (Alberto Moravia)                                     | Затятий                                                                                  | Fanatico                                                  | Іван Труш                                      | В. Скуратовський. «Римські оповідання» та їх автор                                                                     | Н. О. Григорова     |
| Книжка сімнадцята 1974 65000 прим. 240 стор. | Альберто Моравіа. Римські оповідання (Alberto Moravia)                                     | Травневий дощ                                                                            | Pioggia di maggio                                         | Іван Труш                                      | В. Скуратовський. «Римські оповідання» та їх автор                                                                     | Н. О. Григорова     |
| Книжка сімнадцята 1974 65000 прим. 240 стор. | Альберто Моравіа. Римські оповідання (Alberto Moravia)                                     | Блазень                                                                                  | Il pagliaccio                                             | Іван Труш                                      | В. Скуратовський. «Римські оповідання» та їх автор                                                                     | Н. О. Григорова     |
| Книжка сімнадцята 1974 65000 прим. 240 стор. | Альберто Моравіа. Римські оповідання (Alberto Moravia)                                     | Немовля                                                                                  | Il pupo                                                   | Іван Труш                                      | В. Скуратовський. «Римські оповідання» та їх автор                                                                     | Н. О. Григорова     |
| Книжка сімнадцята 1974 65000 прим. 240 стор. | Альберто Моравіа. Римські оповідання (Alberto Moravia)                                     | Бездоганний злочин                                                                       | Il delitto perfetto                                       | Іван Труш                                      | В. Скуратовський. «Римські оповідання» та їх автор                                                                     | Н. О. Григорова     |
| Книжка сімнадцята 1974 65000 прим. 240 стор. | Альберто Моравіа. Римські оповідання (Alberto Moravia)                                     | Пікнік                                                                                   | Il picche nicche                                          | Іван Труш                                      | В. Скуратовський. «Римські оповідання» та їх автор                                                                     | Н. О. Григорова     |
| Книжка сімнадцята 1974 65000 прим. 240 стор. | Альберто Моравіа. Римські оповідання (Alberto Moravia)                                     | Я не кажу ні                                                                             | Io non dico di no                                         | Іван Труш                                      | В. Скуратовський. «Римські оповідання» та їх автор                                                                     | Н. О. Григорова     |
| Книжка сімнадцята 1974 65000 прим. 240 стор. | Альберто Моравіа. Римські оповідання (Alberto Moravia)                                     | Чочарка                                                                                  | La ciociara                                               | Іван Труш                                      | В. Скуратовський. «Римські оповідання» та їх автор                                                                     | Н. О. Григорова     |
| Книжка сімнадцята 1974 65000 прим. 240 стор. | Альберто Моравіа. Римські оповідання (Alberto Moravia)                                     | Обдурив                                                                                  | Impataccato                                               | Іван Труш                                      | В. Скуратовський. «Римські оповідання» та їх автор                                                                     | Н. О. Григорова     |
| Книжка сімнадцята 1974 65000 прим. 240 стор. | Альберто Моравіа. Римські оповідання (Alberto Moravia)                                     | Дружба                                                                                   | L'amicizia                                                | Іван Труш                                      | В. Скуратовський. «Римські оповідання» та їх автор                                                                     | Н. О. Григорова     |
| Книжка сімнадцята 1974 65000 прим. 240 стор. | Альберто Моравіа. Римські оповідання (Alberto Moravia)                                     | Катерина                                                                                 | Caterina                                                  | Іван Труш                                      | В. Скуратовський. «Римські оповідання» та їх автор                                                                     | Н. О. Григорова     |
| Книжка сімнадцята 1974 65000 прим. 240 стор. | Альберто Моравіа. Римські оповідання (Alberto Moravia)                                     | Слово «мама»                                                                             | La parola mamma                                           | Іван Труш                                      | В. Скуратовський. «Римські оповідання» та їх автор                                                                     | Н. О. Григорова     |
| Книжка сімнадцята 1974 65000 прим. 240 стор. | Альберто Моравіа. Римські оповідання (Alberto Moravia)                                     | Китайський пес                                                                           | Il cane cinese                                            | Іван Труш                                      | В. Скуратовський. «Римські оповідання» та їх автор                                                                     | Н. О. Григорова     |
| Книжка сімнадцята 1974 65000 прим. 240 стор. | Альберто Моравіа. Римські оповідання (Alberto Moravia)                                     | Маріо                                                                                    | Mario                                                     | Іван Труш                                      | В. Скуратовський. «Римські оповідання» та їх автор                                                                     | Н. О. Григорова     |
| Книжка сімнадцята 1974 65000 прим. 240 стор. | Альберто Моравіа. Римські оповідання (Alberto Moravia)                                     | Гав-гав-гав                                                                              | Bu bu bu                                                  | Іван Труш                                      | В. Скуратовський. «Римські оповідання» та їх автор                                                                     | Н. О. Григорова     |
| Книжка сімнадцята 1974 65000 прим. 240 стор. | Альберто Моравіа. Римські оповідання (Alberto Moravia)                                     | Крадії в церкві                                                                          | Ladri in chiesa                                           | Іван Труш                                      | В. Скуратовський. «Римські оповідання» та їх автор                                                                     | Н. О. Григорова     |
| Книжка сімнадцята 1974 65000 прим. 240 стор. | Альберто Моравіа. Римські оповідання (Alberto Moravia)                                     | Випало тобі                                                                              | Precisamente a te                                         | Іван Труш                                      | В. Скуратовський. «Римські оповідання» та їх автор                                                                     | Н. О. Григорова     |
| Книжка сімнадцята 1974 65000 прим. 240 стор. | Альберто Моравіа. Римські оповідання (Alberto Moravia)                                     | Попий бульйончику                                                                        | Pigliati un brodo                                         | Іван Труш                                      | В. Скуратовський. «Римські оповідання» та їх автор                                                                     | Н. О. Григорова     |
| Книжка сімнадцята 1974 65000 прим. 240 стор. | Альберто Моравіа. Римські оповідання (Alberto Moravia)                                     | Як помстився Тарзан                                                                      | La rivincita di Tarzan                                    | Іван Труш                                      | В. Скуратовський. «Римські оповідання» та їх автор                                                                     | Н. О. Григорова     |
| Книжка сімнадцята 1974 65000 прим. 240 стор. | Альберто Моравіа. Римські оповідання (Alberto Moravia)                                     | Ромул і Рем                                                                              | Romolo e Remo                                             | Іван Труш                                      | В. Скуратовський. «Римські оповідання» та їх автор                                                                     | Н. О. Григорова     |
| Книжка сімнадцята 1974 65000 прим. 240 стор. | Альберто Моравіа. Римські оповідання (Alberto Moravia)                                     | Сторож                                                                                   | Il guardiano                                              | Іван Труш                                      | В. Скуратовський. «Римські оповідання» та їх автор                                                                     | Н. О. Григорова     |
| Книжка сімнадцята 1974 65000 прим. 240 стор. | Альберто Моравіа. Римські оповідання (Alberto Moravia)                                     | Ніс                                                                                      | Il naso                                                   | Іван Труш                                      | В. Скуратовський. «Римські оповідання» та їх автор                                                                     | Н. О. Григорова     |
| Книжка сімнадцята 1974 65000 прим. 240 стор. | Альберто Моравіа. Римські оповідання (Alberto Moravia)                                     | Рекомендація                                                                             | La raccomandazione                                        | Іван Труш                                      | В. Скуратовський. «Римські оповідання» та їх автор                                                                     | Н. О. Григорова     |
| Книжка сімнадцята 1974 65000 прим. 240 стор. | Альберто Моравіа. Римські оповідання (Alberto Moravia)                                     | Життя — це танок                                                                         | La vita è danza                                           | Іван Труш                                      | В. Скуратовський. «Римські оповідання» та їх автор                                                                     | Н. О. Григорова     |
| Книжка сімнадцята 1974 65000 прим. 240 стор. | Альберто Моравіа. Римські оповідання (Alberto Moravia)                                     | Покута                                                                                   | La riparazione                                            | Іван Труш                                      | В. Скуратовський. «Римські оповідання» та їх автор                                                                     | Н. О. Григорова     |
| Книжка сімнадцята 1974 65000 прим. 240 стор. | Альберто Моравіа. Римські оповідання (Alberto Moravia)                                     | Заробіток                                                                                | Il morso                                                  | Іван Труш                                      | В. Скуратовський. «Римські оповідання» та їх автор                                                                     | Н. О. Григорова     |
| Книжка сімнадцята 1974 65000 прим. 240 стор. | Альберто Моравіа. Римські оповідання (Alberto Moravia)                                     | Найспритніший                                                                            | Fortissimo                                                | Іван Труш                                      | В. Скуратовський. «Римські оповідання» та їх автор                                                                     | Н. О. Григорова     |
| Книжка сімнадцята 1974 65000 прим. 240 стор. | Альберто Моравіа. Римські оповідання (Alberto Moravia)                                     | Індіанець                                                                                | L'indiano                                                 | Іван Труш                                      | В. Скуратовський. «Римські оповідання» та їх автор                                                                     | Н. О. Григорова     |
| Книжка сімнадцята 1974 65000 прим. 240 стор. | Альберто Моравіа. Римські оповідання (Alberto Moravia)                                     | Прощавай, передмістя!                                                                    | Addio alla borgata                                        | Іван Труш                                      | В. Скуратовський. «Римські оповідання» та їх автор                                                                     | Н. О. Григорова     |
| Книжка сімнадцята 1974 65000 прим. 240 стор. | Альберто Моравіа. Римські оповідання (Alberto Moravia)                                     | Весільний подарунок                                                                      | Il regalo di nozze                                        | Іван Труш                                      | В. Скуратовський. «Римські оповідання» та їх автор                                                                     | Н. О. Григорова     |
| Книжка вісімнадцята 1974 28000 прим. 304 стор. | Лао Ше. Серп місяця Новели (老舍)                                                          | Вдалий почин                                                                             | 𨴐市大吉                                                  | Іван Чирко                                     | Б. Рифтін. Китайський сатирик Лао Ше                                                                                   | Вілен Чеканюк       |
| Книжка вісімнадцята 1974 28000 прим. 304 стор. | Лао Ше. Серп місяця Новели (老舍)                                                          | Благодійниця                                                                             | 善人                                                      | Іван Чирко                                     | Б. Рифтін. Китайський сатирик Лао Ше                                                                                   | Вілен Чеканюк       |
| Книжка вісімнадцята 1974 28000 прим. 304 стор. | Лао Ше. Серп місяця Новели (老舍)                                                          | Біля храму Великої Скорботи                                                              | 大悲寺外                                                  | Іван Чирко                                     | Б. Рифтін. Китайський сатирик Лао Ше                                                                                   | Вілен Чеканюк       |
| Книжка вісімнадцята 1974 28000 прим. 304 стор. | Лао Ше. Серп місяця Новели (老舍)                                                          | Серп місяця                                                                              | 月牙儿                                                    | Іван Чирко                                     | Б. Рифтін. Китайський сатирик Лао Ше                                                                                   | Вілен Чеканюк       |
| Книжка вісімнадцята 1974 28000 прим. 304 стор. | Лао Ше. Серп місяця Новели (老舍)                                                          | Своєрідний трикутник                                                                     | 也是三角                                                  | Іван Чирко                                     | Б. Рифтін. Китайський сатирик Лао Ше                                                                                   | Вілен Чеканюк       |
| Книжка вісімнадцята 1974 28000 прим. 304 стор. | Лао Ше. Серп місяця Новели (老舍)                                                          | Пан у галіфе                                                                             | 馬褲先生                                                  | Іван Чирко                                     | Б. Рифтін. Китайський сатирик Лао Ше                                                                                   | Вілен Чеканюк       |
| Книжка вісімнадцята 1974 28000 прим. 304 стор. | Лао Ше. Серп місяця Новели (老舍)                                                          | Сусіди                                                                                   | 鄰居們                                                    | Іван Чирко                                     | Б. Рифтін. Китайський сатирик Лао Ше                                                                                   | Вілен Чеканюк       |
| Книжка вісімнадцята 1974 28000 прим. 304 стор. | Лао Ше. Серп місяця Новели (老舍)                                                          | Химерний сон                                                                             | 微神                                                      | Іван Чирко                                     | Б. Рифтін. Китайський сатирик Лао Ше                                                                                   | Вілен Чеканюк       |
| Книжка вісімнадцята 1974 28000 прим. 304 стор. | Лао Ше. Серп місяця Новели (老舍)                                                          | Записки про Котяче місто                                                                 | 貓城記                                                    | Іван Чирко                                     | Б. Рифтін. Китайський сатирик Лао Ше                                                                                   | Вілен Чеканюк       |
| Книжка дев'ятнадцята 1975 65000 прим. 320 стор. | Генрик Сенкевич. Новели (Henryk Sienkiewicz)                                               | Ескізи вуглем                                                                            | Szkice węglem                                             | Степан Ковганюк                                | Юлія Булаховська. Сенкевич-новеліст (+ наприкінці книжки примітки)                                                     | О. Є. Ніколаєць     |
| Книжка дев'ятнадцята 1975 65000 прим. 320 стор. | Генрик Сенкевич. Новели (Henryk Sienkiewicz)                                               | Янко-музикант                                                                            | Janko muzykant                                            | Степан Ковганюк                                | Юлія Булаховська. Сенкевич-новеліст (+ наприкінці книжки примітки)                                                     | О. Є. Ніколаєць     |
| Книжка дев'ятнадцята 1975 65000 прим. 320 стор. | Генрик Сенкевич. Новели (Henryk Sienkiewicz)                                               | Із спогадів познанського вчителя                                                         | Z pamiętnika poznańskiego nauczyciela                     | Степан Ковганюк                                | Юлія Булаховська. Сенкевич-новеліст (+ наприкінці книжки примітки)                                                     | О. Є. Ніколаєць     |
| Книжка дев'ятнадцята 1975 65000 прим. 320 стор. | Генрик Сенкевич. Новели (Henryk Sienkiewicz)                                               | Бартек-переможець                                                                        | Bartek zwycięzca                                          | Степан Ковганюк                                | Юлія Булаховська. Сенкевич-новеліст (+ наприкінці книжки примітки)                                                     | О. Є. Ніколаєць     |
| Книжка дев'ятнадцята 1975 65000 прим. 320 стор. | Генрик Сенкевич. Новели (Henryk Sienkiewicz)                                               | По хліб                                                                                  | Za chlebem                                                | Степан Ковганюк                                | Юлія Булаховська. Сенкевич-новеліст (+ наприкінці книжки примітки)                                                     | О. Є. Ніколаєць     |
| Книжка дев'ятнадцята 1975 65000 прим. 320 стор. | Генрик Сенкевич. Новели (Henryk Sienkiewicz)                                               | Доглядач маяка                                                                           | Latarnik                                                  | Степан Ковганюк                                | Юлія Булаховська. Сенкевич-новеліст (+ наприкінці книжки примітки)                                                     | О. Є. Ніколаєць     |
| Книжка дев'ятнадцята 1975 65000 прим. 320 стор. | Генрик Сенкевич. Новели (Henryk Sienkiewicz)                                               | Спогад про Маріпозу                                                                      | Wspomnienie z Maripozy                                    | Степан Ковганюк                                | Юлія Булаховська. Сенкевич-новеліст (+ наприкінці книжки примітки)                                                     | О. Є. Ніколаєць     |
| Книжка дев'ятнадцята 1975 65000 прим. 320 стор. | Генрик Сенкевич. Новели (Henryk Sienkiewicz)                                               | Орсо                                                                                     | Orso                                                      | Степан Ковганюк                                | Юлія Булаховська. Сенкевич-новеліст (+ наприкінці книжки примітки)                                                     | О. Є. Ніколаєць     |
| Книжка дев'ятнадцята 1975 65000 прим. 320 стор. | Генрик Сенкевич. Новели (Henryk Sienkiewicz)                                               | Сахем                                                                                    | Sachem                                                    | Степан Ковганюк                                | Юлія Булаховська. Сенкевич-новеліст (+ наприкінці книжки примітки)                                                     | О. Є. Ніколаєць     |
| Книжка двадцята 1975 65000 прим. 192 стор. | Мартті Ларні. Сократ у Хельсінкі Новели (Martti Larni)                                     | Сократ у Хельсінкі                                                                       | Sokrates Helsingissä                                      | Емма Лисецька                                  | Федір Маківчук. Слово про Мартті Ларні                                                                                 | О. Є. Ніколаєць     |
| Книжка двадцята 1975 65000 прим. 192 стор. | Мартті Ларні. Сократ у Хельсінкі Новели (Martti Larni)                                     | Рада богів                                                                               | Jumalten näytelmä                                         | Емма Лисецька                                  | Федір Маківчук. Слово про Мартті Ларні                                                                                 | О. Є. Ніколаєць     |
| Книжка двадцята 1975 65000 прим. 192 стор. | Мартті Ларні. Сократ у Хельсінкі Новели (Martti Larni)                                     | Пенсія                                                                                   | Turvallinen eläke                                         | Емма Лисецька                                  | Федір Маківчук. Слово про Мартті Ларні                                                                                 | О. Є. Ніколаєць     |
| Книжка двадцята 1975 65000 прим. 192 стор. | Мартті Ларні. Сократ у Хельсінкі Новели (Martti Larni)                                     | Салонікський Ніко                                                                        | Niko thessalonikilainen                                   | Емма Лисецька                                  | Федір Маківчук. Слово про Мартті Ларні                                                                                 | О. Є. Ніколаєць     |
| Книжка двадцята 1975 65000 прим. 192 стор. | Мартті Ларні. Сократ у Хельсінкі Новели (Martti Larni)                                     | Премія за покупку                                                                        | Kaupanpäällisiä                                           | Емма Лисецька                                  | Федір Маківчук. Слово про Мартті Ларні                                                                                 | О. Є. Ніколаєць     |
| Книжка двадцята 1975 65000 прим. 192 стор. | Мартті Ларні. Сократ у Хельсінкі Новели (Martti Larni)                                     | Реалістичний театр                                                                       | Realistista teatteria                                     | Емма Лисецька                                  | Федір Маківчук. Слово про Мартті Ларні                                                                                 | О. Є. Ніколаєць     |
| Книжка двадцята 1975 65000 прим. 192 стор. | Мартті Ларні. Сократ у Хельсінкі Новели (Martti Larni)                                     | Право на самозахист                                                                      | Itsepuolustusoikeus                                       | Емма Лисецька                                  | Федір Маківчук. Слово про Мартті Ларні                                                                                 | О. Є. Ніколаєць     |
| Книжка двадцята 1975 65000 прим. 192 стор. | Мартті Ларні. Сократ у Хельсінкі Новели (Martti Larni)                                     | Спеціаліст                                                                               | Spesialisti                                               | Емма Лисецька                                  | Федір Маківчук. Слово про Мартті Ларні                                                                                 | О. Є. Ніколаєць     |
| Книжка двадцята 1975 65000 прим. 192 стор. | Мартті Ларні. Сократ у Хельсінкі Новели (Martti Larni)                                     | Пристосовницький гуманізм                                                                | Sovelluttua humanismia                                    | Емма Лисецька                                  | Федір Маківчук. Слово про Мартті Ларні                                                                                 | О. Є. Ніколаєць     |
| Книжка двадцята 1975 65000 прим. 192 стор. | Мартті Ларні. Сократ у Хельсінкі Новели (Martti Larni)                                     | Найгірша кара                                                                            | Ankara rangaistus                                         | Емма Лисецька                                  | Федір Маківчук. Слово про Мартті Ларні                                                                                 | О. Є. Ніколаєць     |
| Книжка двадцята 1975 65000 прим. 192 стор. | Мартті Ларні. Сократ у Хельсінкі Новели (Martti Larni)                                     | Непрощенна помилка                                                                       | Anteeksiantamaton erehdys                                 | Емма Лисецька                                  | Федір Маківчук. Слово про Мартті Ларні                                                                                 | О. Є. Ніколаєць     |
| Книжка двадцята 1975 65000 прим. 192 стор. | Мартті Ларні. Сократ у Хельсінкі Новели (Martti Larni)                                     | Секс на сповіді                                                                          | Seksirippi                                                | Емма Лисецька                                  | Федір Маківчук. Слово про Мартті Ларні                                                                                 | О. Є. Ніколаєць     |
| Книжка двадцята 1975 65000 прим. 192 стор. | Мартті Ларні. Сократ у Хельсінкі Новели (Martti Larni)                                     | Півнячі голоси                                                                           | Kukkoen äänet                                             | Емма Лисецька                                  | Федір Маківчук. Слово про Мартті Ларні                                                                                 | О. Є. Ніколаєць     |
| Книжка двадцята 1975 65000 прим. 192 стор. | Мартті Ларні. Сократ у Хельсінкі Новели (Martti Larni)                                     | Містер Макклоун                                                                          | Mister Makkloun                                           | Емма Лисецька                                  | Федір Маківчук. Слово про Мартті Ларні                                                                                 | О. Є. Ніколаєць     |
| Книжка двадцята 1975 65000 прим. 192 стор. | Мартті Ларні. Сократ у Хельсінкі Новели (Martti Larni)                                     | За проектом забудови                                                                     | Asemakaava                                                | Емма Лисецька                                  | Федір Маківчук. Слово про Мартті Ларні                                                                                 | О. Є. Ніколаєць     |
| Книжка двадцята 1975 65000 прим. 192 стор. | Мартті Ларні. Сократ у Хельсінкі Новели (Martti Larni)                                     | Тільки для жінок                                                                         | Vain naisille                                             | Емма Лисецька                                  | Федір Маківчук. Слово про Мартті Ларні                                                                                 | О. Є. Ніколаєць     |
| Книжка двадцята 1975 65000 прим. 192 стор. | Мартті Ларні. Сократ у Хельсінкі Новели (Martti Larni)                                     | Не зазіхай на ріпу ближнього свого                                                       | Älä varasta lähimmäisesi naurista                         | Емма Лисецька                                  | Федір Маківчук. Слово про Мартті Ларні                                                                                 | О. Є. Ніколаєць     |
| Книжка двадцята 1975 65000 прим. 192 стор. | Мартті Ларні. Сократ у Хельсінкі Новели (Martti Larni)                                     | Нестерпний сусід                                                                         | Hankala naapuri                                           | Емма Лисецька                                  | Федір Маківчук. Слово про Мартті Ларні                                                                                 | О. Є. Ніколаєць     |
| Книжка двадцята 1975 65000 прим. 192 стор. | Мартті Ларні. Сократ у Хельсінкі Новели (Martti Larni)                                     | Ролі міняються                                                                           | Osat vaihtuvat                                            | Емма Лисецька                                  | Федір Маківчук. Слово про Мартті Ларні                                                                                 | О. Є. Ніколаєць     |
| Книжка двадцята 1975 65000 прим. 192 стор. | Мартті Ларні. Сократ у Хельсінкі Новели (Martti Larni)                                     | Гендлярі                                                                                 | Hevoshuijarit                                             | Емма Лисецька                                  | Федір Маківчук. Слово про Мартті Ларні                                                                                 | О. Є. Ніколаєць     |
| Книжка двадцята 1975 65000 прим. 192 стор. | Мартті Ларні. Сократ у Хельсінкі Новели (Martti Larni)                                     | Нічия                                                                                    | Tasapeli                                                  | Емма Лисецька                                  | Федір Маківчук. Слово про Мартті Ларні                                                                                 | О. Є. Ніколаєць     |
| Книжка двадцята 1975 65000 прим. 192 стор. | Мартті Ларні. Сократ у Хельсінкі Новели (Martti Larni)                                     | Хлопчисько                                                                               | Nulikka                                                   | Емма Лисецька                                  | Федір Маківчук. Слово про Мартті Ларні                                                                                 | О. Є. Ніколаєць     |
| Книжка двадцята 1975 65000 прим. 192 стор. | Мартті Ларні. Сократ у Хельсінкі Новели (Martti Larni)                                     | Ліга захисту лисих                                                                       | Kaljupäisten suojeluliitto                                | Емма Лисецька                                  | Федір Маківчук. Слово про Мартті Ларні                                                                                 | О. Є. Ніколаєць     |
| Книжка двадцята 1975 65000 прим. 192 стор. | Мартті Ларні. Сократ у Хельсінкі Новели (Martti Larni)                                     | Відверті роздуми                                                                         | Avomielistä mietiskelyä                                   | Емма Лисецька                                  | Федір Маківчук. Слово про Мартті Ларні                                                                                 | О. Є. Ніколаєць     |
| Книжка двадцять перша 1975 30000 прим. 320 стор. | Нам Као. Очі Новели (Nam Cao)                                                              | Ті Фео                                                                                   | Chí Phèo                                                  | Майя Кашель                                    | Микола Нікулін. Передмова                                                                                              | М. С. Туровський    |
| Книжка двадцять перша 1975 30000 прим. 320 стор. | Нам Као. Очі Новели (Nam Cao)                                                              | Тітонька Хао                                                                             | Dì Hảo                                                    | Майя Кашель                                    | Микола Нікулін. Передмова                                                                                              | М. С. Туровський    |
| Книжка двадцять перша 1975 30000 прим. 320 стор. | Нам Као. Очі Новели (Nam Cao)                                                              | Дві свинячі ніжки                                                                        | Đôi móng giò                                              | Майя Кашель                                    | Микола Нікулін. Передмова                                                                                              | М. С. Туровський    |
| Книжка двадцять перша 1975 30000 прим. 320 стор. | Нам Као. Очі Новели (Nam Cao)                                                              | Пообідала досхочу                                                                        | Một bữa nọ                                                | Майя Кашель                                    | Микола Нікулін. Передмова                                                                                              | М. С. Туровський    |
| Книжка двадцять перша 1975 30000 прим. 320 стор. | Нам Као. Очі Новели (Nam Cao)                                                              | У ворожбита                                                                              | Xem bói                                                   | Майя Кашель                                    | Микола Нікулін. Передмова                                                                                              | М. С. Туровський    |
| Книжка двадцять перша 1975 30000 прим. 320 стор. | Нам Као. Очі Новели (Nam Cao)                                                              | Мати зникла                                                                              | Mất mẹ                                                    | Майя Кашель                                    | Микола Нікулін. Передмова                                                                                              | М. С. Туровський    |
| Книжка двадцять перша 1975 30000 прим. 320 стор. | Нам Као. Очі Новели (Nam Cao)                                                              | Сльози                                                                                   | Nước mắt                                                  | Майя Кашель                                    | Микола Нікулін. Передмова                                                                                              | М. С. Туровський    |
| Книжка двадцять перша 1975 30000 прим. 320 стор. | Нам Као. Очі Новели (Nam Cao)                                                              | Змарноване життя                                                                         | Đời thừa                                                  | Майя Кашель                                    | Микола Нікулін. Передмова                                                                                              | М. С. Туровський    |
| Книжка двадцять перша 1975 30000 прим. 320 стор. | Нам Као. Очі Новели (Nam Cao)                                                              | Дід Хак                                                                                  | Lão Hạc                                                   | Майя Кашель                                    | Микола Нікулін. Передмова                                                                                              | М. С. Туровський    |
| Книжка двадцять перша 1975 30000 прим. 320 стор. | Нам Као. Очі Новели (Nam Cao)                                                              | Як я купив будинок                                                                       | Mua nhà                                                   | Майя Кашель                                    | Микола Нікулін. Передмова                                                                                              | М. С. Туровський    |
| Книжка двадцять перша 1975 30000 прим. 320 стор. | Нам Као. Очі Новели (Nam Cao)                                                              | Місячне сяйво                                                                            | Trăng sáng                                                | Майя Кашель                                    | Микола Нікулін. Передмова                                                                                              | М. С. Туровський    |
| Книжка двадцять перша 1975 30000 прим. 320 стор. | Нам Као. Очі Новели (Nam Cao)                                                              | Сміх                                                                                     | Cười                                                      | Майя Кашель                                    | Микола Нікулін. Передмова                                                                                              | М. С. Туровський    |
| Книжка двадцять перша 1975 30000 прим. 320 стор. | Нам Као. Очі Новели (Nam Cao)                                                              | Шампанське                                                                               | Mò «Săm-ban»                                              | Майя Кашель                                    | Микола Нікулін. Передмова                                                                                              | М. С. Туровський    |
| Книжка двадцять перша 1975 30000 прим. 320 стор. | Нам Као. Очі Новели (Nam Cao)                                                              | Дорога на Південь                                                                        | Đường vô Nam                                              | Майя Кашель                                    | Микола Нікулін. Передмова                                                                                              | М. С. Туровський    |
| Книжка двадцять перша 1975 30000 прим. 320 стор. | Нам Као. Очі Новели (Nam Cao)                                                              | Прикрощі рожевощоких красунь                                                             | Nỗi truân truyên của khách má hồng                        | Майя Кашель                                    | Микола Нікулін. Передмова                                                                                              | М. С. Туровський    |
| Книжка двадцять перша 1975 30000 прим. 320 стор. | Нам Као. Очі Новели (Nam Cao)                                                              | Революція                                                                                | Cách mạng                                                 | Майя Кашель                                    | Микола Нікулін. Передмова                                                                                              | М. С. Туровський    |
| Книжка двадцять перша 1975 30000 прим. 320 стор. | Нам Као. Очі Новели (Nam Cao)                                                              | У лісі (щоденник)                                                                        | Ở rừng                                                    | Майя Кашель                                    | Микола Нікулін. Передмова                                                                                              | М. С. Туровський    |
| Книжка двадцять перша 1975 30000 прим. 320 стор. | Нам Као. Очі Новели (Nam Cao)                                                              | Очі                                                                                      | Đôi mắt                                                   | Майя Кашель                                    | Микола Нікулін. Передмова                                                                                              | М. С. Туровський    |
| Книжка двадцять перша 1975 30000 прим. 320 стор. | Нам Као. Очі Новели (Nam Cao)                                                              | Чекання                                                                                  | Đợi chờ                                                   | Майя Кашель                                    | Микола Нікулін. Передмова                                                                                              | М. С. Туровський    |
| Книжка двадцять перша 1975 30000 прим. 320 стор. | Нам Као. Очі Новели (Nam Cao)                                                              | Прикордонні оповідання:                                                                  | Chuyện biên giới:                                         | Майя Кашель                                    | Микола Нікулін. Передмова                                                                                              | М. С. Туровський    |
| Книжка двадцять перша 1975 30000 прим. 320 стор. | Нам Као. Очі Новели (Nam Cao)                                                              | Служба фронту                                                                            | Phục vụ chiến trường                                      | Майя Кашель                                    | Микола Нікулін. Передмова                                                                                              | М. С. Туровський    |
| Книжка двадцять перша 1975 30000 прим. 320 стор. | Нам Као. Очі Новели (Nam Cao)                                                              | Рятівниця кукурудза                                                                      | Ngô chống đói                                             | Майя Кашель                                    | Микола Нікулін. Передмова                                                                                              | М. С. Туровський    |
| Книжка двадцять перша 1975 30000 прим. 320 стор. | Нам Као. Очі Новели (Nam Cao)                                                              | Кадровик народних носіїв                                                                 | Người cán bộ dân công                                     | Майя Кашель                                    | Микола Нікулін. Передмова                                                                                              | М. С. Туровський    |
| Книжка двадцять перша 1975 30000 прим. 320 стор. | Нам Као. Очі Новели (Nam Cao)                                                              | Американська зброя                                                                       | Súng mỹ                                                   | Майя Кашель                                    | Микола Нікулін. Передмова                                                                                              | М. С. Туровський    |
| Книжка двадцять перша 1975 30000 прим. 320 стор. | Нам Као. Очі Новели (Nam Cao)                                                              | Сім'я Панга                                                                              | Gia đình ông Pàng                                         | Майя Кашель                                    | Микола Нікулін. Передмова                                                                                              | М. С. Туровський    |
| Книжка двадцять перша 1975 30000 прим. 320 стор. | Нам Као. Очі Новели (Nam Cao)                                                              | Відверта розмова                                                                         | Nói thẳng                                                 | Майя Кашель                                    | Микола Нікулін. Передмова                                                                                              | М. С. Туровський    |
| Книжка двадцять перша 1975 30000 прим. 320 стор. | Нам Као. Очі Новели (Nam Cao)                                                              | Пам'ятний день                                                                           | Ngày kỷ niêm                                              | Майя Кашель                                    | Микола Нікулін. Передмова                                                                                              | М. С. Туровський    |
| Книжка двадцять перша 1975 30000 прим. 320 стор. | Нам Као. Очі Новели (Nam Cao)                                                              | Техніка                                                                                  | Kỹ thuật                                                  | Майя Кашель                                    | Микола Нікулін. Передмова                                                                                              | М. С. Туровський    |
| Книжка двадцять перша 1975 30000 прим. 320 стор. | Нам Као. Очі Новели (Nam Cao)                                                              | Дорога на передову                                                                       | Đường ra tiền tuyến                                       | Майя Кашель                                    | Микола Нікулін. Передмова                                                                                              | М. С. Туровський    |
| Книжка двадцять перша 1975 30000 прим. 320 стор. | Нам Као. Очі Новели (Nam Cao)                                                              | Чан Ки                                                                                   | Trần Cừ                                                   | Майя Кашель                                    | Микола Нікулін. Передмова                                                                                              | М. С. Туровський    |
| Книжка двадцять друга 1975 65000 прим. 296 стор. | Томас Манн. Трістан Новели (Thomas Mann)                                                   | Трістан                                                                                  | Tristan                                                   | Євген Попович                                  | Дмитро Наливайко. Томас Манн — новеліст (+ наприкінці книжки його ж примітки)                                          | М. С. Туровський    |
| Книжка двадцять друга 1975 65000 прим. 296 стор. | Томас Манн. Трістан Новели (Thomas Mann)                                                   | Тоніо Крегер                                                                             | Tonio Kröger                                              | Євген Попович                                  | Дмитро Наливайко. Томас Манн — новеліст (+ наприкінці книжки його ж примітки)                                          | М. С. Туровський    |
| Книжка двадцять друга 1975 65000 прим. 296 стор. | Томас Манн. Трістан Новели (Thomas Mann)                                                   | Вундеркінд                                                                               | Das Wunderkind                                            | Євген Попович                                  | Дмитро Наливайко. Томас Манн — новеліст (+ наприкінці книжки його ж примітки)                                          | М. С. Туровський    |
| Книжка двадцять друга 1975 65000 прим. 296 стор. | Томас Манн. Трістан Новели (Thomas Mann)                                                   | Смерть у Венеції                                                                         | Der Tod in Venedig                                        | Євген Попович                                  | Дмитро Наливайко. Томас Манн — новеліст (+ наприкінці книжки його ж примітки)                                          | М. С. Туровський    |
| Книжка двадцять друга 1975 65000 прим. 296 стор. | Томас Манн. Трістан Новели (Thomas Mann)                                                   | Маріо і чарівник                                                                         | Mario und der Zauberer                                    | Євген Попович                                  | Дмитро Наливайко. Томас Манн — новеліст (+ наприкінці книжки його ж примітки)                                          | М. С. Туровський    |
| Книжка двадцять третя 1975 50000 прим. 384 стор. | Сучасна норвезька новела                                                                   | Кура Сандель. Мистецтво вбивати                                                          | Cora Sandel. Kunsten å myrde                              | Ольга Сенюк                                    | Валерій Берков. Вступне слово (+ наприкінці книжки «Довідки про авторів»)                                              | М. С. Туровський    |
| Книжка двадцять третя 1975 50000 прим. 384 стор. | Сучасна норвезька новела                                                                   | Артур Омре. Вугрі в підливі з прянощами                                                  | Arthur Omre. Ål i karri                                   | Ольга Сенюк                                    | Валерій Берков. Вступне слово (+ наприкінці книжки «Довідки про авторів»)                                              | М. С. Туровський    |
| Книжка двадцять третя 1975 50000 прим. 384 стор. | Сучасна норвезька новела                                                                   | Втеча                                                                                    | Flukt                                                     | Ольга Сенюк                                    | Валерій Берков. Вступне слово (+ наприкінці книжки «Довідки про авторів»)                                              | М. С. Туровський    |
| Книжка двадцять третя 1975 50000 прим. 384 стор. | Сучасна норвезька новела                                                                   | Арнульф Еверланн. Той, що зник безвісти                                                  | Arnulf Øverland. Den savnede                              | Ольга Сенюк                                    | Валерій Берков. Вступне слово (+ наприкінці книжки «Довідки про авторів»)                                              | М. С. Туровський    |
| Книжка двадцять третя 1975 50000 прим. 384 стор. | Сучасна норвезька новела                                                                   | Сігурд Гуль. Вбивця                                                                      | Sigurd Hoel. Morderen                                     | Ольга Сенюк                                    | Валерій Берков. Вступне слово (+ наприкінці книжки «Довідки про авторів»)                                              | М. С. Туровський    |
| Книжка двадцять третя 1975 50000 прим. 384 стор. | Сучасна норвезька новела                                                                   | Тар'єй Весос. Нільс Фет                                                                  | Tarjei Vesaas. Nils Fêt                                   | Ольга Сенюк                                    | Валерій Берков. Вступне слово (+ наприкінці книжки «Довідки про авторів»)                                              | М. С. Туровський    |
| Книжка двадцять третя 1975 50000 прим. 384 стор. | Сучасна норвезька новела                                                                   | Кінь                                                                                     | Hesten frå Hogget                                         | Ольга Сенюк                                    | Валерій Берков. Вступне слово (+ наприкінці книжки «Довідки про авторів»)                                              | М. С. Туровський    |
| Книжка двадцять третя 1975 50000 прим. 384 стор. | Сучасна норвезька новела                                                                   | Енгвалл Баккан. Сліпе серце                                                              | Engvald Bakkan. Det blinde hjarta                         | Ольга Сенюк                                    | Валерій Берков. Вступне слово (+ наприкінці книжки «Довідки про авторів»)                                              | М. С. Туровський    |
| Книжка двадцять третя 1975 50000 прим. 384 стор. | Сучасна норвезька новела                                                                   | Аксель Сандемусе. Щур                                                                    | Aksel Sandemose. Rotten                                   | Ольга Сенюк                                    | Валерій Берков. Вступне слово (+ наприкінці книжки «Довідки про авторів»)                                              | М. С. Туровський    |
| Книжка двадцять третя 1975 50000 прим. 384 стор. | Сучасна норвезька новела                                                                   | Йон Гієвер. Собака розуміє                                                               | John Giæver. En hund forstår                              | Ольга Сенюк                                    | Валерій Берков. Вступне слово (+ наприкінці книжки «Довідки про авторів»)                                              | М. С. Туровський    |
| Книжка двадцять третя 1975 50000 прим. 384 стор. | Сучасна норвезька новела                                                                   | Юган Борген. Літній будиночок                                                            | Johan Borgen. Sommerhuset                                 | Ольга Сенюк                                    | Валерій Берков. Вступне слово (+ наприкінці книжки «Довідки про авторів»)                                              | М. С. Туровський    |
| Книжка двадцять третя 1975 50000 прим. 384 стор. | Сучасна норвезька новела                                                                   | Кінець гри                                                                               | Leken slutt                                               | Ольга Сенюк                                    | Валерій Берков. Вступне слово (+ наприкінці книжки «Довідки про авторів»)                                              | М. С. Туровський    |
| Книжка двадцять третя 1975 50000 прим. 384 стор. | Сучасна норвезька новела                                                                   | Фінн Гавреволл. Це Карл Юган прийшов з квітками                                          | Finn Havrevold. Det er Karl Johan som kommer med blomster | Ольга Сенюк                                    | Валерій Берков. Вступне слово (+ наприкінці книжки «Довідки про авторів»)                                              | М. С. Туровський    |
| Книжка двадцять третя 1975 50000 прим. 384 стор. | Сучасна норвезька новела                                                                   | Ейвінн Булстад. Мала жінка                                                               | Øivind Bolstad. En liten kvinne                           | Ольга Сенюк                                    | Валерій Берков. Вступне слово (+ наприкінці книжки «Довідки про авторів»)                                              | М. С. Туровський    |
| Книжка двадцять третя 1975 50000 прим. 384 стор. | Сучасна норвезька новела                                                                   | Без медалі                                                                               | Uten medalje                                              | Ольга Сенюк                                    | Валерій Берков. Вступне слово (+ наприкінці книжки «Довідки про авторів»)                                              | М. С. Туровський    |
| Книжка двадцять третя 1975 50000 прим. 384 стор. | Сучасна норвезька новела                                                                   | Турборг Недреос. Час затемнених вікон                                                    | Torborg Nedreaas. Blendingstider                          | Ольга Сенюк                                    | Валерій Берков. Вступне слово (+ наприкінці книжки «Довідки про авторів»)                                              | М. С. Туровський    |
| Книжка двадцять третя 1975 50000 прим. 384 стор. | Сучасна норвезька новела                                                                   | Нільс Юган Рюд. Юлія і білий кінь                                                        | Nils Johan Rud. Julie og den hvite hesten                 | Ольга Сенюк                                    | Валерій Берков. Вступне слово (+ наприкінці книжки «Довідки про авторів»)                                              | М. С. Туровський    |
| Книжка двадцять третя 1975 50000 прим. 384 стор. | Сучасна норвезька новела                                                                   | Туролф Ельстер. Ранок на вулиці Ейлерта Сюндта                                           | Torolf Elster. Morgen i Eilert Sundt gatte                | Ольга Сенюк                                    | Валерій Берков. Вступне слово (+ наприкінці книжки «Довідки про авторів»)                                              | М. С. Туровський    |
| Книжка двадцять третя 1975 50000 прим. 384 стор. | Сучасна норвезька новела                                                                   | Сігурд Евенсму. Нічний кельнер                                                           | Sigurd Evensmo. Nattkelneren                              | Ольга Сенюк                                    | Валерій Берков. Вступне слово (+ наприкінці книжки «Довідки про авторів»)                                              | М. С. Туровський    |
| Книжка двадцять третя 1975 50000 прим. 384 стор. | Сучасна норвезька новела                                                                   | Інгвалл Свінсос. Історія з кабаном                                                       | Ingvald Svinsaas. Gris-slakting                           | Ольга Сенюк                                    | Валерій Берков. Вступне слово (+ наприкінці книжки «Довідки про авторів»)                                              | М. С. Туровський    |
| Книжка двадцять третя 1975 50000 прим. 384 стор. | Сучасна норвезька новела                                                                   | Дудник лісовий                                                                           | Skogsstuten                                               | Ольга Сенюк                                    | Валерій Берков. Вступне слово (+ наприкінці книжки «Довідки про авторів»)                                              | М. С. Туровський    |
| Книжка двадцять третя 1975 50000 прим. 384 стор. | Сучасна норвезька новела                                                                   | Алф Прейсен. Пасторська дорога                                                           | Alf Prøysen. Præstvæggen                                  | Ольга Сенюк                                    | Валерій Берков. Вступне слово (+ наприкінці книжки «Довідки про авторів»)                                              | М. С. Туровський    |
| Книжка двадцять третя 1975 50000 прим. 384 стор. | Сучасна норвезька новела                                                                   | Агнар Мюкле. Підсолоджене приниження                                                     | Agnar Mykle. Skjenselens korinter                         | Ольга Сенюк                                    | Валерій Берков. Вступне слово (+ наприкінці книжки «Довідки про авторів»)                                              | М. С. Туровський    |
| Книжка двадцять третя 1975 50000 прим. 384 стор. | Сучасна норвезька новела                                                                   | Коре Голт. Мій брат                                                                      | Kåre Holt. Bror min                                       | Ольга Сенюк                                    | Валерій Берков. Вступне слово (+ наприкінці книжки «Довідки про авторів»)                                              | М. С. Туровський    |
| Книжка двадцять третя 1975 50000 прим. 384 стор. | Сучасна норвезька новела                                                                   | Сульвейг Крістов. Райська рибина                                                         | Solveig Christov. Paradisfisken                           | Ольга Сенюк                                    | Валерій Берков. Вступне слово (+ наприкінці книжки «Довідки про авторів»)                                              | М. С. Туровський    |
| Книжка двадцять третя 1975 50000 прим. 384 стор. | Сучасна норвезька новела                                                                   | Тер'є Стіген. Скриня                                                                     | Terje Stigen. Kisten                                      | Ольга Сенюк                                    | Валерій Берков. Вступне слово (+ наприкінці книжки «Довідки про авторів»)                                              | М. С. Туровський    |
| Книжка двадцять третя 1975 50000 прим. 384 стор. | Сучасна норвезька новела                                                                   | Сігб'єрн Гельмебакк. Бірта із Свейгенеса                                                 | Sigbjørn Hølmebakk. Birte på Sveigenes                    | Ольга Сенюк                                    | Валерій Берков. Вступне слово (+ наприкінці книжки «Довідки про авторів»)                                              | М. С. Туровський    |
| Книжка двадцять третя 1975 50000 прим. 384 стор. | Сучасна норвезька новела                                                                   | Фінн Б'єрнсет. Дівчина в червоних капцях                                                 | Finn Bjørnseth. Piken med røde tøflene                    | Ольга Сенюк                                    | Валерій Берков. Вступне слово (+ наприкінці книжки «Довідки про авторів»)                                              | М. С. Туровський    |
| Книжка двадцять третя 1975 50000 прим. 384 стор. | Сучасна норвезька новела                                                                   | Гуннар Буль Гуннерсен. Ластівка в руці                                                   | Gunnar Bull Gundersen. En svale i hånden                  | Ольга Сенюк                                    | Валерій Берков. Вступне слово (+ наприкінці книжки «Довідки про авторів»)                                              | М. С. Туровський    |
| Книжка двадцять третя 1975 50000 прим. 384 стор. | Сучасна норвезька новела                                                                   | Турист                                                                                   | Turisten                                                  | Ольга Сенюк                                    | Валерій Берков. Вступне слово (+ наприкінці книжки «Довідки про авторів»)                                              | М. С. Туровський    |
| Книжка двадцять третя 1975 50000 прим. 384 стор. | Сучасна норвезька новела                                                                   | Гуннар Люнде. Активна психологічна війна                                                 | Gunnar Lunde. Direkte mental krig                         | Ольга Сенюк                                    | Валерій Берков. Вступне слово (+ наприкінці книжки «Довідки про авторів»)                                              | М. С. Туровський    |
| Книжка двадцять третя 1975 50000 прим. 384 стор. | Сучасна норвезька новела                                                                   | Еспен Говардсголм. Які новини?                                                           | Espen Haavardsholm. Godt nytt? Dårlig nytt?               | Ольга Сенюк                                    | Валерій Берков. Вступне слово (+ наприкінці книжки «Довідки про авторів»)                                              | М. С. Туровський    |
| Книжка двадцять четверта 1976 50000 прим. 376 стор. | Премчанд. Свято кохання Новели (प्रेमचन्द)                                                    | Найдорожче у світі                                                                       | [ 6 ]                                                     | Степан Наливайко                               | В. Балін. Премчанд і його творчість                                                                                    | В. М. Гринько       |
| Книжка двадцять четверта 1976 50000 прим. 376 стор. | Премчанд. Свято кохання Новели (प्रेमचन्द)                                                    | Прикрий спомин                                                                           |                                                           | Степан Наливайко                               | В. Балін. Премчанд і його творчість                                                                                    | В. М. Гринько       |
| Книжка двадцять четверта 1976 50000 прим. 376 стор. | Премчанд. Свято кохання Новели (प्रेमचन्द)                                                    | Спасенна путь                                                                            |                                                           | Степан Наливайко                               | В. Балін. Премчанд і його творчість                                                                                    | В. М. Гринько       |
| Книжка двадцять четверта 1976 50000 прим. 376 стор. | Премчанд. Свято кохання Новели (प्रेमचन्द)                                                    | Пригорща пшениці                                                                         |                                                           | Степан Наливайко                               | В. Балін. Премчанд і його творчість                                                                                    | В. М. Гринько       |
| Книжка двадцять четверта 1976 50000 прим. 376 стор. | Премчанд. Свято кохання Новели (प्रेमचन्द)                                                    | Забобон                                                                                  |                                                           | Степан Наливайко                               | В. Балін. Премчанд і його творчість                                                                                    | В. М. Гринько       |
| Книжка двадцять четверта 1976 50000 прим. 376 стор. | Премчанд. Свято кохання Новели (प्रेमचन्द)                                                    | Секрет культури                                                                          |                                                           | Степан Наливайко                               | В. Балін. Премчанд і його творчість                                                                                    | В. М. Гринько       |
| Книжка двадцять четверта 1976 50000 прим. 376 стор. | Премчанд. Свято кохання Новели (प्रेमचन्द)                                                    | Набожний Суджан                                                                          |                                                           | Степан Наливайко                               | В. Балін. Премчанд і його творчість                                                                                    | В. М. Гринько       |
| Книжка двадцять четверта 1976 50000 прим. 376 стор. | Премчанд. Свято кохання Новели (प्रेमचन्द)                                                    | Саті                                                                                     |                                                           | Степан Наливайко                               | В. Балін. Премчанд і його творчість                                                                                    | В. М. Гринько       |
| Книжка двадцять четверта 1976 50000 прим. 376 стор. | Премчанд. Свято кохання Новели (प्रेमचन्द)                                                    | Храм                                                                                     |                                                           | Степан Наливайко                               | В. Балін. Премчанд і його творчість                                                                                    | В. М. Гринько       |
| Книжка двадцять четверта 1976 50000 прим. 376 стор. | Премчанд. Свято кохання Новели (प्रेमचन्द)                                                    | Розділ                                                                                   |                                                           | Степан Наливайко                               | В. Балін. Премчанд і його творчість                                                                                    | В. М. Гринько       |
| Книжка двадцять четверта 1976 50000 прим. 376 стор. | Премчанд. Свято кохання Новели (प्रेमचन्द)                                                    | Самопожертва                                                                             |                                                           | Степан Наливайко                               | В. Балін. Премчанд і його творчість                                                                                    | В. М. Гринько       |
| Книжка двадцять четверта 1976 50000 прим. 376 стор. | Премчанд. Свято кохання Новели (प्रेमचन्द)                                                    | Холодна ніч                                                                              |                                                           | Степан Наливайко                               | В. Балін. Премчанд і його творчість                                                                                    | В. М. Гринько       |
| Книжка двадцять четверта 1976 50000 прим. 376 стор. | Премчанд. Свято кохання Новели (प्रेमचन्द)                                                    | Ратний хід                                                                               |                                                           | Степан Наливайко                               | В. Балін. Премчанд і його творчість                                                                                    | В. М. Гринько       |
| Книжка двадцять четверта 1976 50000 прим. 376 стор. | Премчанд. Свято кохання Новели (प्रेमचन्द)                                                    | Письменник                                                                               |                                                           | Степан Наливайко                               | В. Балін. Премчанд і його творчість                                                                                    | В. М. Гринько       |
| Книжка двадцять четверта 1976 50000 прим. 376 стор. | Премчанд. Свято кохання Новели (प्रेमचन्द)                                                    | В'язниця                                                                                 |                                                           | Степан Наливайко                               | В. Балін. Премчанд і його творчість                                                                                    | В. М. Гринько       |
| Книжка двадцять четверта 1976 50000 прим. 376 стор. | Премчанд. Свято кохання Новели (प्रेमचन्द)                                                    | Подарунок                                                                                |                                                           | Степан Наливайко                               | В. Балін. Премчанд і його творчість                                                                                    | В. М. Гринько       |
| Книжка двадцять четверта 1976 50000 прим. 376 стор. | Премчанд. Свято кохання Новели (प्रेमचन्द)                                                    | Розповідь про двох волів                                                                 |                                                           | Степан Наливайко                               | В. Балін. Премчанд і його творчість                                                                                    | В. М. Гринько       |
| Книжка двадцять четверта 1976 50000 прим. 376 стор. | Премчанд. Свято кохання Новели (प्रेमचन्द)                                                    | Панський колодязь                                                                        |                                                           | Степан Наливайко                               | В. Балін. Премчанд і його творчість                                                                                    | В. М. Гринько       |
| Книжка двадцять четверта 1976 50000 прим. 376 стор. | Премчанд. Свято кохання Новели (प्रेमचन्द)                                                    | Поминки                                                                                  |                                                           | Степан Наливайко                               | В. Балін. Премчанд і його творчість                                                                                    | В. М. Гринько       |
| Книжка двадцять четверта 1976 50000 прим. 376 стор. | Премчанд. Свято кохання Новели (प्रेमचन्द)                                                    | Ярмарок                                                                                  |                                                           | Степан Наливайко                               | В. Балін. Премчанд і його творчість                                                                                    | В. М. Гринько       |
| Книжка двадцять четверта 1976 50000 прим. 376 стор. | Премчанд. Свято кохання Новели (प्रेमचन्द)                                                    | Гра в цурки                                                                              |                                                           | Степан Наливайко                               | В. Балін. Премчанд і його творчість                                                                                    | В. М. Гринько       |
| Книжка двадцять четверта 1976 50000 прим. 376 стор. | Премчанд. Свято кохання Новели (प्रेमचन्द)                                                    | Свято кохання                                                                            |                                                           | Степан Наливайко                               | В. Балін. Премчанд і його творчість                                                                                    | В. М. Гринько       |
| Книжка двадцять четверта 1976 50000 прим. 376 стор. | Премчанд. Свято кохання Новели (प्रेमचन्द)                                                    | Штраф                                                                                    |                                                           | Степан Наливайко                               | В. Балін. Премчанд і його творчість                                                                                    | В. М. Гринько       |
| Книжка двадцять четверта 1976 50000 прим. 376 стор. | Премчанд. Свято кохання Новели (प्रेमचन्द)                                                    | Щоденник Мотерама Шастрі                                                                 |                                                           | Степан Наливайко                               | В. Балін. Премчанд і його творчість                                                                                    | В. М. Гринько       |
| Книжка двадцять четверта 1976 50000 прим. 376 стор. | Премчанд. Свято кохання Новели (प्रेमचन्द)                                                    | Ціна молока                                                                              |                                                           | Степан Наливайко                               | В. Балін. Премчанд і його творчість                                                                                    | В. М. Гринько       |
| Книжка двадцять четверта 1976 50000 прим. 376 стор. | Премчанд. Свято кохання Новели (प्रेमचन्द)                                                    | Мій перший твір                                                                          |                                                           | Степан Наливайко                               | В. Балін. Премчанд і його творчість                                                                                    | В. М. Гринько       |
| Книжка двадцять четверта 1976 50000 прим. 376 стор. | Премчанд. Свято кохання Новели (प्रेमचन्द)                                                    | Саван                                                                                    |                                                           | Степан Наливайко                               | В. Балін. Премчанд і його творчість                                                                                    | В. М. Гринько       |
| Книжка двадцять п'ята 1976 30000 прим. 352 стор. | Йордан Йовков. Старопланинські легенди (Йордан Йовков)                                     | Шибил                                                                                    | Шибил                                                     | Олександр Кетков                               | Тетяна Лапинська. Йордан Йовков                                                                                        | В. М. Гринько       |
| Книжка двадцять п'ята 1976 30000 прим. 352 стор. | Йордан Йовков. Старопланинські легенди (Йордан Йовков)                                     | Сарна                                                                                    | Кошута                                                    | Олександр Кетков                               | Тетяна Лапинська. Йордан Йовков                                                                                        | В. М. Гринько       |
| Книжка двадцять п'ята 1976 30000 прим. 352 стор. | Йордан Йовков. Старопланинські легенди (Йордан Йовков)                                     | Найнадійніша варта                                                                       | Най-вярната стража                                        | Олександр Кетков                               | Тетяна Лапинська. Йордан Йовков                                                                                        | В. М. Гринько       |
| Книжка двадцять п'ята 1976 30000 прим. 352 стор. | Йордан Йовков. Старопланинські легенди (Йордан Йовков)                                     | Божура                                                                                   | Божура                                                    | Олександр Кетков                               | Тетяна Лапинська. Йордан Йовков                                                                                        | В. М. Гринько       |
| Книжка двадцять п'ята 1976 30000 прим. 352 стор. | Йордан Йовков. Старопланинські легенди (Йордан Йовков)                                     | Юнацькі голови                                                                           | Юнашки глави                                              | Олександр Кетков                               | Тетяна Лапинська. Йордан Йовков                                                                                        | В. М. Гринько       |
| Книжка двадцять п'ята 1976 30000 прим. 352 стор. | Йордан Йовков. Старопланинські легенди (Йордан Йовков)                                     | Постолові млини                                                                          | Постолови воденици                                        | Олександр Кетков                               | Тетяна Лапинська. Йордан Йовков                                                                                        | В. М. Гринько       |
| Книжка двадцять п'ята 1976 30000 прим. 352 стор. | Йордан Йовков. Старопланинські легенди (Йордан Йовков)                                     | Індже                                                                                    | Индже                                                     | Олександр Кетков                               | Тетяна Лапинська. Йордан Йовков                                                                                        | В. М. Гринько       |
| Книжка двадцять п'ята 1976 30000 прим. 352 стор. | Йордан Йовков. Старопланинські легенди (Йордан Йовков)                                     | Вівчарева туга                                                                           | Овчарова жалба                                            | Олександр Кетков                               | Тетяна Лапинська. Йордан Йовков                                                                                        | В. М. Гринько       |
| Книжка двадцять п'ята 1976 30000 прим. 352 стор. | Йордан Йовков. Старопланинські легенди (Йордан Йовков)                                     | Під час чуми                                                                             | През чумавото                                             | Олександр Кетков                               | Тетяна Лапинська. Йордан Йовков                                                                                        | В. М. Гринько       |
| Книжка двадцять п'ята 1976 30000 прим. 352 стор. | Йордан Йовков. Старопланинські легенди (Йордан Йовков)                                     | На Іглічиній галявині                                                                    | На Игликина поляна                                        | Олександр Кетков                               | Тетяна Лапинська. Йордан Йовков                                                                                        | В. М. Гринько       |
| Книжка двадцять п'ята 1976 30000 прим. 352 стор. | Йордан Йовков. Старопланинські легенди (Йордан Йовков)                                     | Земляки                                                                                  | Земляци                                                   | Олександр Кетков                               | Тетяна Лапинська. Йордан Йовков                                                                                        | В. М. Гринько       |
| Книжка двадцять п'ята 1976 30000 прим. 352 стор. | Йордан Йовков. Старопланинські легенди (Йордан Йовков)                                     | Болгарка                                                                                 | Българка                                                  | Олександр Кетков                               | Тетяна Лапинська. Йордан Йовков                                                                                        | В. М. Гринько       |
| Книжка двадцять п'ята 1976 30000 прим. 352 стор. | Йордан Йовков. Старопланинські легенди (Йордан Йовков)                                     | Пісня Сольвейг                                                                           | Песента на Солвейг                                        | Олександр Кетков                               | Тетяна Лапинська. Йордан Йовков                                                                                        | В. М. Гринько       |
| Книжка двадцять п'ята 1976 30000 прим. 352 стор. | Йордан Йовков. Старопланинські легенди (Йордан Йовков)                                     | Білі троянди                                                                             | Белите рози                                               | Олександр Кетков                               | Тетяна Лапинська. Йордан Йовков                                                                                        | В. М. Гринько       |
| Книжка двадцять п'ята 1976 30000 прим. 352 стор. | Йордан Йовков. Старопланинські легенди (Йордан Йовков)                                     | Колеса співають                                                                          | Песента на колелетата                                     | Олександр Кетков                               | Тетяна Лапинська. Йордан Йовков                                                                                        | В. М. Гринько       |
| Книжка двадцять п'ята 1976 30000 прим. 352 стор. | Йордан Йовков. Старопланинські легенди (Йордан Йовков)                                     | Мрійник                                                                                  | Мечтател                                                  | Олександр Кетков                               | Тетяна Лапинська. Йордан Йовков                                                                                        | В. М. Гринько       |
| Книжка двадцять п'ята 1976 30000 прим. 352 стор. | Йордан Йовков. Старопланинські легенди (Йордан Йовков)                                     | А Калмук дрімає                                                                          | Дрямката на Калмука                                       | Олександр Кетков                               | Тетяна Лапинська. Йордан Йовков                                                                                        | В. М. Гринько       |
| Книжка двадцять п'ята 1976 30000 прим. 352 стор. | Йордан Йовков. Старопланинські легенди (Йордан Йовков)                                     | Уздовж дротів                                                                            | По жицата                                                 | Олександр Кетков                               | Тетяна Лапинська. Йордан Йовков                                                                                        | В. М. Гринько       |
| Книжка двадцять п'ята 1976 30000 прим. 352 стор. | Йордан Йовков. Старопланинські легенди (Йордан Йовков)                                     | Албена                                                                                   | Албена                                                    | Олександр Кетков                               | Тетяна Лапинська. Йордан Йовков                                                                                        | В. М. Гринько       |
| Книжка двадцять п'ята 1976 30000 прим. 352 стор. | Йордан Йовков. Старопланинські легенди (Йордан Йовков)                                     | Сенебирські брати                                                                        | Сенебирските братя                                        | Олександр Кетков                               | Тетяна Лапинська. Йордан Йовков                                                                                        | В. М. Гринько       |
| Книжка двадцять п'ята 1976 30000 прим. 352 стор. | Йордан Йовков. Старопланинські легенди (Йордан Йовков)                                     | Гріх Івана Беліна                                                                        | Грехът на Иван Белин                                      | Олександр Кетков                               | Тетяна Лапинська. Йордан Йовков                                                                                        | В. М. Гринько       |
| Книжка двадцять п'ята 1976 30000 прим. 352 стор. | Йордан Йовков. Старопланинські легенди (Йордан Йовков)                                     | Чужосілець                                                                               | Другоселец                                                | Олександр Кетков                               | Тетяна Лапинська. Йордан Йовков                                                                                        | В. М. Гринько       |
| Книжка двадцять п'ята 1976 30000 прим. 352 стор. | Йордан Йовков. Старопланинські легенди (Йордан Йовков)                                     | Серафим                                                                                  | Серафим                                                   | Олександр Кетков                               | Тетяна Лапинська. Йордан Йовков                                                                                        | В. М. Гринько       |
| Книжка двадцять п'ята 1976 30000 прим. 352 стор. | Йордан Йовков. Старопланинські легенди (Йордан Йовков)                                     | Жіноче серце                                                                             | Женско сърце                                              | Олександр Кетков                               | Тетяна Лапинська. Йордан Йовков                                                                                        | В. М. Гринько       |
| Книжка двадцять п'ята 1976 30000 прим. 352 стор. | Йордан Йовков. Старопланинські легенди (Йордан Йовков)                                     | Молодша сестра                                                                           | По-малката сестра                                         | Олександр Кетков                               | Тетяна Лапинська. Йордан Йовков                                                                                        | В. М. Гринько       |
| Книжка двадцять п'ята 1976 30000 прим. 352 стор. | Йордан Йовков. Старопланинські легенди (Йордан Йовков)                                     | Комолий віл                                                                              | Шутият вол                                                | Олександр Кетков                               | Тетяна Лапинська. Йордан Йовков                                                                                        | В. М. Гринько       |
| Книжка двадцять п'ята 1976 30000 прим. 352 стор. | Йордан Йовков. Старопланинські легенди (Йордан Йовков)                                     | Нічний гість                                                                             | Нощен гост                                                | Олександр Кетков                               | Тетяна Лапинська. Йордан Йовков                                                                                        | В. М. Гринько       |
| Книжка двадцять п'ята 1976 30000 прим. 352 стор. | Йордан Йовков. Старопланинські легенди (Йордан Йовков)                                     | До своїх                                                                                 | При своите си                                             | Олександр Кетков                               | Тетяна Лапинська. Йордан Йовков                                                                                        | В. М. Гринько       |
| Книжка двадцять шоста 1977 30000 прим. 240 стор. | Мануел да Фонсека. Ангел на трапеції Новели (Manuel da Fonseca)                            | Ангел на трапеції                                                                        | Um anjo no trapézio                                       | Михайло Литвинець                              | Михайло Литвинець. Вступне слово                                                                                       | Р. М. Багаутдінов   |
| Книжка двадцять шоста 1977 30000 прим. 240 стор. | Мануел да Фонсека. Ангел на трапеції Новели (Manuel da Fonseca)                            | Рукавичка                                                                                | A luva                                                    | Михайло Литвинець                              | Михайло Литвинець. Вступне слово                                                                                       | Р. М. Багаутдінов   |
| Книжка двадцять шоста 1977 30000 прим. 240 стор. | Мануел да Фонсека. Ангел на трапеції Новели (Manuel da Fonseca)                            | Шум вечірнього лісу                                                                      | Os ruidos da floresta ao anoitecer                        | Михайло Литвинець                              | Михайло Литвинець. Вступне слово                                                                                       | Р. М. Багаутдінов   |
| Книжка двадцять шоста 1977 30000 прим. 240 стор. | Мануел да Фонсека. Ангел на трапеції Новели (Manuel da Fonseca)                            | Майдан                                                                                   | O largo                                                   | Михайло Литвинець                              | Михайло Литвинець. Вступне слово                                                                                       | Р. М. Багаутдінов   |
| Книжка двадцять шоста 1977 30000 прим. 240 стор. | Мануел да Фонсека. Ангел на трапеції Новели (Manuel da Fonseca)                            | Вогонь і попіл                                                                           | O fogo e as cinzas                                        | Михайло Литвинець                              | Михайло Литвинець. Вступне слово                                                                                       | Р. М. Багаутдінов   |
| Книжка двадцять шоста 1977 30000 прим. 240 стор. | Мануел да Фонсека. Ангел на трапеції Новели (Manuel da Fonseca)                            | Різдвяна ніч                                                                             | Noite de Natal                                            | Михайло Литвинець                              | Михайло Литвинець. Вступне слово                                                                                       | Р. М. Багаутдінов   |
| Книжка двадцять шоста 1977 30000 прим. 240 стор. | Мануел да Фонсека. Ангел на трапеції Новели (Manuel da Fonseca)                            | Сільське кохання                                                                         | Amor agreste                                              | Михайло Литвинець                              | Михайло Литвинець. Вступне слово                                                                                       | Р. М. Багаутдінов   |
| Книжка двадцять шоста 1977 30000 прим. 240 стор. | Мануел да Фонсека. Ангел на трапеції Новели (Manuel da Fonseca)                            | Свідок                                                                                   | A testemunha                                              | Михайло Литвинець                              | Михайло Литвинець. Вступне слово                                                                                       | Р. М. Багаутдінов   |
| Книжка двадцять шоста 1977 30000 прим. 240 стор. | Мануел да Фонсека. Ангел на трапеції Новели (Manuel da Fonseca)                            | Любов до ближнього                                                                       | Um nosso semelhante                                       | Михайло Литвинець                              | Михайло Литвинець. Вступне слово                                                                                       | Р. М. Багаутдінов   |
| Книжка двадцять шоста 1977 30000 прим. 240 стор. | Мануел да Фонсека. Ангел на трапеції Новели (Manuel da Fonseca)                            | Хоч не будемо самотні                                                                    | Sempre é uma companhia                                    | Михайло Литвинець                              | Михайло Литвинець. Вступне слово                                                                                       | Р. М. Багаутдінов   |
| Книжка двадцять шоста 1977 30000 прим. 240 стор. | Мануел да Фонсека. Ангел на трапеції Новели (Manuel da Fonseca)                            | Маестро Фінезаш                                                                          | O maestro Finezas                                         | Михайло Литвинець                              | Михайло Литвинець. Вступне слово                                                                                       | Р. М. Багаутдінов   |
| Книжка двадцять шоста 1977 30000 прим. 240 стор. | Мануел да Фонсека. Ангел на трапеції Новели (Manuel da Fonseca)                            | Зерно гніву                                                                              | Seara de vento                                            | Михайло Литвинець                              | Михайло Литвинець. Вступне слово                                                                                       | Р. М. Багаутдінов   |
| Книжка двадцять сьома 1977 30000 прим. 328 стор. | Йордан Радичков. Пороховий буквар Новели (Йордан Радичков)                                 | Перевернуте небо                                                                         | Обърнато небе                                             | Микола Павлюк                                  | Вікторія Захаржевська. Серце б'ється для людей                                                                         | М. С. Туровський    |
| Книжка двадцять сьома 1977 30000 прим. 328 стор. | Йордан Радичков. Пороховий буквар Новели (Йордан Радичков)                                 | Серце б'ється для людей                                                                  | Сърцето бие за хората                                     | Микола Павлюк                                  | Вікторія Захаржевська. Серце б'ється для людей                                                                         | М. С. Туровський    |
| Книжка двадцять сьома 1977 30000 прим. 328 стор. | Йордан Радичков. Пороховий буквар Новели (Йордан Радичков)                                 | Вітер супокою                                                                            | Вятърът на спокойствието                                  | Микола Павлюк                                  | Вікторія Захаржевська. Серце б'ється для людей                                                                         | М. С. Туровський    |
| Книжка двадцять сьома 1977 30000 прим. 328 стор. | Йордан Радичков. Пороховий буквар Новели (Йордан Радичков)                                 | Гарячий полудень                                                                         | Горещо пладне                                             | Микола Павлюк                                  | Вікторія Захаржевська. Серце б'ється для людей                                                                         | М. С. Туровський    |
| Книжка двадцять сьома 1977 30000 прим. 328 стор. | Йордан Радичков. Пороховий буквар Новели (Йордан Радичков)                                 | Ми, духовий оркестр                                                                      | Ние, духова музика                                        | Микола Павлюк                                  | Вікторія Захаржевська. Серце б'ється для людей                                                                         | М. С. Туровський    |
| Книжка двадцять сьома 1977 30000 прим. 328 стор. | Йордан Радичков. Пороховий буквар Новели (Йордан Радичков)                                 | Пісенька                                                                                 | Песничка                                                  | Микола Павлюк                                  | Вікторія Захаржевська. Серце б'ється для людей                                                                         | М. С. Туровський    |
| Книжка двадцять сьома 1977 30000 прим. 328 стор. | Йордан Радичков. Пороховий буквар Новели (Йордан Радичков)                                 | Зелена долина                                                                            | Зелената долина                                           | Микола Павлюк                                  | Вікторія Захаржевська. Серце б'ється для людей                                                                         | М. С. Туровський    |
| Книжка двадцять сьома 1977 30000 прим. 328 стор. | Йордан Радичков. Пороховий буквар Новели (Йордан Радичков)                                 | Про надію                                                                                | За надеждата                                              | Микола Павлюк                                  | Вікторія Захаржевська. Серце б'ється для людей                                                                         | М. С. Туровський    |
| Книжка двадцять сьома 1977 30000 прим. 328 стор. | Йордан Радичков. Пороховий буквар Новели (Йордан Радичков)                                 | Зелене дерево                                                                            | Зеленото дърво                                            | Микола Павлюк                                  | Вікторія Захаржевська. Серце б'ється для людей                                                                         | М. С. Туровський    |
| Книжка двадцять сьома 1977 30000 прим. 328 стор. | Йордан Радичков. Пороховий буквар Новели (Йордан Радичков)                                 | У надвечір'я                                                                             | На залез                                                  | Микола Павлюк                                  | Вікторія Захаржевська. Серце б'ється для людей                                                                         | М. С. Туровський    |
| Книжка двадцять сьома 1977 30000 прим. 328 стор. | Йордан Радичков. Пороховий буквар Новели (Йордан Радичков)                                 | Молоді літа                                                                              | Млади години                                              | Микола Павлюк                                  | Вікторія Захаржевська. Серце б'ється для людей                                                                         | М. С. Туровський    |
| Книжка двадцять сьома 1977 30000 прим. 328 стор. | Йордан Радичков. Пороховий буквар Новели (Йордан Радичков)                                 | Негарна жінка                                                                            | Грозната жена                                             | Микола Павлюк                                  | Вікторія Захаржевська. Серце б'ється для людей                                                                         | М. С. Туровський    |
| Книжка двадцять сьома 1977 30000 прим. 328 стор. | Йордан Радичков. Пороховий буквар Новели (Йордан Радичков)                                 | Париж сьогодні вихідний                                                                  | Париж има почивен ден                                     | Микола Павлюк                                  | Вікторія Захаржевська. Серце б'ється для людей                                                                         | М. С. Туровський    |
| Книжка двадцять сьома 1977 30000 прим. 328 стор. | Йордан Радичков. Пороховий буквар Новели (Йордан Радичков)                                 | Колотнеча                                                                                | Суматоха                                                  | Микола Павлюк                                  | Вікторія Захаржевська. Серце б'ється для людей                                                                         | М. С. Туровський    |
| Книжка двадцять сьома 1977 30000 прим. 328 стор. | Йордан Радичков. Пороховий буквар Новели (Йордан Радичков)                                 | Тенець                                                                                   | Тенец                                                     | Микола Павлюк                                  | Вікторія Захаржевська. Серце б'ється для людей                                                                         | М. С. Туровський    |
| Книжка двадцять сьома 1977 30000 прим. 328 стор. | Йордан Радичков. Пороховий буквар Новели (Йордан Радичков)                                 | Епічні часи                                                                              | Епични времена                                            | Микола Павлюк                                  | Вікторія Захаржевська. Серце б'ється для людей                                                                         | М. С. Туровський    |
| Книжка двадцять сьома 1977 30000 прим. 328 стор. | Йордан Радичков. Пороховий буквар Новели (Йордан Радичков)                                 | Про невігластво                                                                          | За простотията                                            | Микола Павлюк                                  | Вікторія Захаржевська. Серце б'ється для людей                                                                         | М. С. Туровський    |
| Книжка двадцять сьома 1977 30000 прим. 328 стор. | Йордан Радичков. Пороховий буквар Новели (Йордан Радичков)                                 | Про пастухів                                                                             | За пастирите                                              | Микола Павлюк                                  | Вікторія Захаржевська. Серце б'ється для людей                                                                         | М. С. Туровський    |
| Книжка двадцять сьома 1977 30000 прим. 328 стор. | Йордан Радичков. Пороховий буквар Новели (Йордан Радичков)                                 | Видресируй корову!                                                                       | Дресирай кравата!                                         | Микола Павлюк                                  | Вікторія Захаржевська. Серце б'ється для людей                                                                         | М. С. Туровський    |
| Книжка двадцять сьома 1977 30000 прим. 328 стор. | Йордан Радичков. Пороховий буквар Новели (Йордан Радичков)                                 | Розум на всіх                                                                            | Акъл за всички                                            | Микола Павлюк                                  | Вікторія Захаржевська. Серце б'ється для людей                                                                         | М. С. Туровський    |
| Книжка двадцять сьома 1977 30000 прим. 328 стор. | Йордан Радичков. Пороховий буквар Новели (Йордан Радичков)                                 | Сумирний чоловічок                                                                       | Кротък човечец                                            | Микола Павлюк                                  | Вікторія Захаржевська. Серце б'ється для людей                                                                         | М. С. Туровський    |
| Книжка двадцять сьома 1977 30000 прим. 328 стор. | Йордан Радичков. Пороховий буквар Новели (Йордан Радичков)                                 | Солдатик                                                                                 | Войничето                                                 | Микола Павлюк                                  | Вікторія Захаржевська. Серце б'ється для людей                                                                         | М. С. Туровський    |
| Книжка двадцять сьома 1977 30000 прим. 328 стор. | Йордан Радичков. Пороховий буквар Новели (Йордан Радичков)                                 | Гуня                                                                                     | Ямурлук                                                   | Микола Павлюк                                  | Вікторія Захаржевська. Серце б'ється для людей                                                                         | М. С. Туровський    |
| Книжка двадцять сьома 1977 30000 прим. 328 стор. | Йордан Радичков. Пороховий буквар Новели (Йордан Радичков)                                 | Візок                                                                                    | Каруцата                                                  | Микола Павлюк                                  | Вікторія Захаржевська. Серце б'ється для людей                                                                         | М. С. Туровський    |
| Книжка двадцять сьома 1977 30000 прим. 328 стор. | Йордан Радичков. Пороховий буквар Новели (Йордан Радичков)                                 | Двоє лелечат                                                                             | Две щърклета                                              | Микола Павлюк                                  | Вікторія Захаржевська. Серце б'ється для людей                                                                         | М. С. Туровський    |
| Книжка двадцять сьома 1977 30000 прим. 328 стор. | Йордан Радичков. Пороховий буквар Новели (Йордан Радичков)                                 | Хлопчина                                                                                 | Момчето                                                   | Микола Павлюк                                  | Вікторія Захаржевська. Серце б'ється для людей                                                                         | М. С. Туровський    |
| Книжка двадцять сьома 1977 30000 прим. 328 стор. | Йордан Радичков. Пороховий буквар Новели (Йордан Радичков)                                 | Пороховий буквар                                                                         | Барутният буквар                                          | Микола Павлюк                                  | Вікторія Захаржевська. Серце б'ється для людей                                                                         | М. С. Туровський    |
| Книжка двадцять сьома 1977 30000 прим. 328 стор. | Йордан Радичков. Пороховий буквар Новели (Йордан Радичков)                                 | Хліб                                                                                     | Хляб                                                      | Микола Павлюк                                  | Вікторія Захаржевська. Серце б'ється для людей                                                                         | М. С. Туровський    |
| Книжка двадцять сьома 1977 30000 прим. 328 стор. | Йордан Радичков. Пороховий буквар Новели (Йордан Радичков)                                 | Камені                                                                                   | Камъни                                                    | Микола Павлюк                                  | Вікторія Захаржевська. Серце б'ється для людей                                                                         | М. С. Туровський    |
| Книжка двадцять сьома 1977 30000 прим. 328 стор. | Йордан Радичков. Пороховий буквар Новели (Йордан Радичков)                                 | Милойко                                                                                  | Милойко                                                   | Микола Павлюк                                  | Вікторія Захаржевська. Серце б'ється для людей                                                                         | М. С. Туровський    |
| Книжка двадцять сьома 1977 30000 прим. 328 стор. | Йордан Радичков. Пороховий буквар Новели (Йордан Радичков)                                 | Російська верста                                                                         | Руската верста                                            | Микола Павлюк                                  | Вікторія Захаржевська. Серце б'ється для людей                                                                         | М. С. Туровський    |
| Книжка двадцять восьма 1978 30000 прим. 240 стор. | Марсель Еме. Семимильні чоботи Новели (Marcel Aymé)                                        | Семимильні чоботи                                                                        | Les bottes de sept lieues                                 | Марія Венгренівська                            | Галина Рягузова. Вступне слово                                                                                         | В. Й. Агафонов      |
| Книжка двадцять восьма 1978 30000 прим. 240 стор. | Марсель Еме. Семимильні чоботи Новели (Marcel Aymé)                                        | Людина, що проходила крізь стіни                                                         | Le passe-muraille                                         | Марія Венгренівська                            | Галина Рягузова. Вступне слово                                                                                         | В. Й. Агафонов      |
| Книжка двадцять восьма 1978 30000 прим. 240 стор. | Марсель Еме. Семимильні чоботи Новели (Marcel Aymé)                                        | Карлик                                                                                   | Le nain                                                   | Марія Венгренівська                            | Галина Рягузова. Вступне слово                                                                                         | В. Й. Агафонов      |
| Книжка двадцять восьма 1978 30000 прим. 240 стор. | Марсель Еме. Семимильні чоботи Новели (Marcel Aymé)                                        | Лати                                                                                     | L'armure                                                  | Марія Венгренівська                            | Галина Рягузова. Вступне слово                                                                                         | В. Й. Агафонов      |
| Книжка двадцять восьма 1978 30000 прим. 240 стор. | Марсель Еме. Семимильні чоботи Новели (Marcel Aymé)                                        | Польдевська легенда                                                                      | Légende Poldéve                                           | Марія Венгренівська                            | Галина Рягузова. Вступне слово                                                                                         | В. Й. Агафонов      |
| Книжка двадцять восьма 1978 30000 прим. 240 стор. | Марсель Еме. Семимильні чоботи Новели (Marcel Aymé)                                        | Судовий виконавець                                                                       | L'huissier                                                | Марія Венгренівська                            | Галина Рягузова. Вступне слово                                                                                         | В. Й. Агафонов      |
| Книжка двадцять восьма 1978 30000 прим. 240 стор. | Марсель Еме. Семимильні чоботи Новели (Marcel Aymé)                                        | Останній                                                                                 | Le dernier                                                | Марія Венгренівська                            | Галина Рягузова. Вступне слово                                                                                         | В. Й. Агафонов      |
| Книжка двадцять восьма 1978 30000 прим. 240 стор. | Марсель Еме. Семимильні чоботи Новели (Marcel Aymé)                                        | Оскар та Ерік                                                                            | Oscar et Erick                                            | Марія Венгренівська                            | Галина Рягузова. Вступне слово                                                                                         | В. Й. Агафонов      |
| Книжка двадцять восьма 1978 30000 прим. 240 стор. | Марсель Еме. Семимильні чоботи Новели (Marcel Aymé)                                        | Вулиця Сен-Сюльпіс                                                                       | Rue Saint-Sulpice                                         | Марія Венгренівська                            | Галина Рягузова. Вступне слово                                                                                         | В. Й. Агафонов      |
| Книжка двадцять восьма 1978 30000 прим. 240 стор. | Марсель Еме. Семимильні чоботи Новели (Marcel Aymé)                                        | Ключ під порогом                                                                         | La clé sous le paillasson                                 | Марія Венгренівська                            | Галина Рягузова. Вступне слово                                                                                         | В. Й. Агафонов      |
| Книжка двадцять восьма 1978 30000 прим. 240 стор. | Марсель Еме. Семимильні чоботи Новели (Marcel Aymé)                                        | Палиця                                                                                   | La canne                                                  | Марія Венгренівська                            | Галина Рягузова. Вступне слово                                                                                         | В. Й. Агафонов      |
| Книжка двадцять восьма 1978 30000 прим. 240 стор. | Марсель Еме. Семимильні чоботи Новели (Marcel Aymé)                                        | При місячному сяйві                                                                      | Clair de lune                                             | Марія Венгренівська                            | Галина Рягузова. Вступне слово                                                                                         | В. Й. Агафонов      |
| Книжка двадцять восьма 1978 30000 прим. 240 стор. | Марсель Еме. Семимильні чоботи Новели (Marcel Aymé)                                        | Збирач податків                                                                          | Le percepteur d’épouses                                   | Марія Венгренівська                            | Галина Рягузова. Вступне слово                                                                                         | В. Й. Агафонов      |
| Книжка двадцять восьма 1978 30000 прим. 240 стор. | Марсель Еме. Семимильні чоботи Новели (Marcel Aymé)                                        | «А» і «Б»                                                                                | A et B                                                    | Марія Венгренівська                            | Галина Рягузова. Вступне слово                                                                                         | В. Й. Агафонов      |
| Книжка двадцять восьма 1978 30000 прим. 240 стор. | Марсель Еме. Семимильні чоботи Новели (Marcel Aymé)                                        | «Назад»                                                                                  | En arrière                                                | Марія Венгренівська                            | Галина Рягузова. Вступне слово                                                                                         | В. Й. Агафонов      |
| Книжка двадцять дев'ята 1978 50000 прим. 368 стор. | Вільям Фолкнер. Червоне листя Новели (William Faulkner)                                    | Ведмідь                                                                                  | The Bear                                                  | Ростислав Доценко                              | Дмитро Затонський. Фолкнер-новеліст                                                                                    | Ю. А. Чеканюк       |
| Книжка двадцять дев'ята 1978 50000 прим. 368 стор. | Вільям Фолкнер. Червоне листя Новели (William Faulkner)                                    | Червоне листя                                                                            | Red Leaves                                                | Ростислав Доценко                              | Дмитро Затонський. Фолкнер-новеліст                                                                                    | Ю. А. Чеканюк       |
| Книжка двадцять дев'ята 1978 50000 прим. 368 стор. | Вільям Фолкнер. Червоне листя Новели (William Faulkner)                                    | Троянда для Емілі                                                                        | A Rose for Emily                                          | Ростислав Доценко                              | Дмитро Затонський. Фолкнер-новеліст                                                                                    | Ю. А. Чеканюк       |
| Книжка двадцять дев'ята 1978 50000 прим. 368 стор. | Вільям Фолкнер. Червоне листя Новели (William Faulkner)                                    | Посушливий вересень                                                                      | Dry September                                             | Ростислав Доценко                              | Дмитро Затонський. Фолкнер-новеліст                                                                                    | Ю. А. Чеканюк       |
| Книжка двадцять дев'ята 1978 50000 прим. 368 стор. | Вільям Фолкнер. Червоне листя Новели (William Faulkner)                                    | Після заходу сонця                                                                       | That Evening Sun                                          | Ольга Сенюк                                    | Дмитро Затонський. Фолкнер-новеліст                                                                                    | Ю. А. Чеканюк       |
| Книжка двадцять дев'ята 1978 50000 прим. 368 стор. | Вільям Фолкнер. Червоне листя Новели (William Faulkner)                                    | Еллі                                                                                     | Elly                                                      | Ростислав Доценко                              | Дмитро Затонський. Фолкнер-новеліст                                                                                    | Ю. А. Чеканюк       |
| Книжка двадцять дев'ята 1978 50000 прим. 368 стор. | Вільям Фолкнер. Червоне листя Новели (William Faulkner)                                    | Справедливість                                                                           | A Justice                                                 | Ростислав Доценко                              | Дмитро Затонський. Фолкнер-новеліст                                                                                    | Ю. А. Чеканюк       |
| Книжка двадцять дев'ята 1978 50000 прим. 368 стор. | Вільям Фолкнер. Червоне листя Новели (William Faulkner)                                    | По той бік                                                                               | Beyond                                                    | Ростислав Доценко                              | Дмитро Затонський. Фолкнер-новеліст                                                                                    | Ю. А. Чеканюк       |
| Книжка двадцять дев'ята 1978 50000 прим. 368 стор. | Вільям Фолкнер. Червоне листя Новели (William Faulkner)                                    | Персі Грімм                                                                              | Percy Grimm                                               | Ольга Сенюк                                    | Дмитро Затонський. Фолкнер-новеліст                                                                                    | Ю. А. Чеканюк       |
| Книжка двадцять дев'ята 1978 50000 прим. 368 стор. | Вільям Фолкнер. Червоне листя Новели (William Faulkner)                                    | Підпал                                                                                   | Barn Burning                                              | Ростислав Доценко                              | Дмитро Затонський. Фолкнер-новеліст                                                                                    | Ю. А. Чеканюк       |
| Книжка двадцять дев'ята 1978 50000 прим. 368 стор. | Вільям Фолкнер. Червоне листя Новели (William Faulkner)                                    | Залицяння                                                                                | A Courtship                                               | Ростислав Доценко                              | Дмитро Затонський. Фолкнер-новеліст                                                                                    | Ю. А. Чеканюк       |
| Книжка двадцять дев'ята 1978 50000 прим. 368 стор. | Вільям Фолкнер. Червоне листя Новели (William Faulkner)                                    | Дядько Віллі                                                                             | Uncle Willy                                               | Ростислав Доценко                              | Дмитро Затонський. Фолкнер-новеліст                                                                                    | Ю. А. Чеканюк       |
| Книжка двадцять дев'ята 1978 50000 прим. 368 стор. | Вільям Фолкнер. Червоне листя Новели (William Faulkner)                                    | Велетні                                                                                  | The Tall Men                                              | Елла Фурманська                                | Дмитро Затонський. Фолкнер-новеліст                                                                                    | Ю. А. Чеканюк       |
| Книжка двадцять дев'ята 1978 50000 прим. 368 стор. | Вільям Фолкнер. Червоне листя Новели (William Faulkner)                                    | І все буде чудово                                                                        | That Will Be Fine                                         | Ірина Шмарук                                   | Дмитро Затонський. Фолкнер-новеліст                                                                                    | Ю. А. Чеканюк       |
| Книжка тридцята 1978 30000 прим. 320 стор. | Томас Гарді. Троє незнайомців Новели (Thomas Hardy)                                        | Троє незнайомців                                                                         | The Three Strangers                                       | Іван Понежа                                    | Андрій Баканов. Томас Гарді                                                                                            | В. Руденко          |
| Книжка тридцята 1978 30000 прим. 320 стор. | Томас Гарді. Троє незнайомців Новели (Thomas Hardy)                                        | Зайди на белебні                                                                         | Interlopers at the Knap                                   | Олександр Мокровольський                       | Андрій Баканов. Томас Гарді                                                                                            | В. Руденко          |
| Книжка тридцята 1978 30000 прим. 320 стор. | Томас Гарді. Троє незнайомців Новели (Thomas Hardy)                                        | Барбара з роду Гребів                                                                    | Barbara, of the House of Grebe                            | Марія Венгренівська                            | Андрій Баканов. Томас Гарді                                                                                            | В. Руденко          |
| Книжка тридцята 1978 30000 прим. 320 стор. | Томас Гарді. Троє незнайомців Новели (Thomas Hardy)                                        | Скрипаль-чаклун                                                                          | The Fiddler of the Reels                                  | Павло Зернецький                               | Андрій Баканов. Томас Гарді                                                                                            | В. Руденко          |
| Книжка тридцята 1978 30000 прим. 320 стор. | Томас Гарді. Троє незнайомців Новели (Thomas Hardy)                                        | Жінка з уявою                                                                            | An Imaginative Woman                                      | Богдан Кузяк                                   | Андрій Баканов. Томас Гарді                                                                                            | В. Руденко          |
| Книжка тридцята 1978 30000 прим. 320 стор. | Томас Гарді. Троє незнайомців Новели (Thomas Hardy)                                        | В Західній судовій окрузі                                                                | On the Western Circuit                                    | Іван Понежа                                    | Андрій Баканов. Томас Гарді                                                                                            | В. Руденко          |
| Книжка тридцята 1978 30000 прим. 320 стор. | Томас Гарді. Троє незнайомців Новели (Thomas Hardy)                                        | Перемінився чоловік                                                                      | A Changed Man                                             | Олександр Мокровольський                       | Андрій Баканов. Томас Гарді                                                                                            | В. Руденко          |
| Книжка тридцята 1978 30000 прим. 320 стор. | Томас Гарді. Троє незнайомців Новели (Thomas Hardy)                                        | Щоденник Алісії                                                                          | Alicia's Diary                                            | Олександр Мокровольський                       | Андрій Баканов. Томас Гарді                                                                                            | В. Руденко          |
| Книжка тридцята 1978 30000 прим. 320 стор. | Томас Гарді. Троє незнайомців Новели (Thomas Hardy)                                        | Могила на роздоріжжі                                                                     | The Grave by the Handpost                                 | Іван Понежа                                    | Андрій Баканов. Томас Гарді                                                                                            | В. Руденко          |
| Книжка тридцята 1978 30000 прим. 320 стор. | Томас Гарді. Троє незнайомців Новели (Thomas Hardy)                                        | Зустріч на стародавньому валу                                                            | A Tryst at an Ancient Earthwork                           | Володимир Діброва                              | Андрій Баканов. Томас Гарді                                                                                            | В. Руденко          |
| Книжка тридцята 1978 30000 прим. 320 стор. | Томас Гарді. Троє незнайомців Новели (Thomas Hardy)                                        | Що бачив вівчар                                                                          | What the Shepherd Saw                                     | Віктор Ружицький                               | Андрій Баканов. Томас Гарді                                                                                            | В. Руденко          |
| Книжка тридцять перша 1979 30000 прим. 248 стор. | Редьярд Кіплінг. Місто Страшної Ночі Новели (Rudyard Kipling)                              | Ліспет                                                                                   | Lispeth                                                   | Юрій Лісняк                                    | Ніна Михальська. Оповідання Редьярда Кіплінга                                                                          | О. Є. Ніколаєць     |
| Книжка тридцять перша 1979 30000 прим. 248 стор. | Редьярд Кіплінг. Місто Страшної Ночі Новели (Rudyard Kipling)                              | В домі Судгу                                                                             | In the House of Sudhoo                                    | Юрій Лісняк                                    | Ніна Михальська. Оповідання Редьярда Кіплінга                                                                          | О. Є. Ніколаєць     |
| Книжка тридцять перша 1979 30000 прим. 248 стор. | Редьярд Кіплінг. Місто Страшної Ночі Новели (Rudyard Kipling)                              | За гранню                                                                                | Beyond the Pale                                           | Юрій Лісняк                                    | Ніна Михальська. Оповідання Редьярда Кіплінга                                                                          | О. Є. Ніколаєць     |
| Книжка тридцять перша 1979 30000 прим. 248 стор. | Редьярд Кіплінг. Місто Страшної Ночі Новели (Rudyard Kipling)                              | Втеча Білих гусарів                                                                      | The Rout of the White Hussars                             | Юрій Лісняк                                    | Ніна Михальська. Оповідання Редьярда Кіплінга                                                                          | О. Є. Ніколаєць     |
| Книжка тридцять перша 1979 30000 прим. 248 стор. | Редьярд Кіплінг. Місто Страшної Ночі Новели (Rudyard Kipling)                              | Життя Мухаммед-Діна                                                                      | The Story of Muhammed Din                                 | Юрій Лісняк                                    | Ніна Михальська. Оповідання Редьярда Кіплінга                                                                          | О. Є. Ніколаєць     |
| Книжка тридцять перша 1979 30000 прим. 248 стор. | Редьярд Кіплінг. Місто Страшної Ночі Новели (Rudyard Kipling)                              | Випадок з одним солдатом                                                                 | In the Matter of a Private                                | Юрій Лісняк                                    | Ніна Михальська. Оповідання Редьярда Кіплінга                                                                          | О. Є. Ніколаєць     |
| Книжка тридцять перша 1979 30000 прим. 248 стор. | Редьярд Кіплінг. Місто Страшної Ночі Новели (Rudyard Kipling)                              | Три мушкетери                                                                            | The Three Musketeers                                      | Юрій Лісняк                                    | Ніна Михальська. Оповідання Редьярда Кіплінга                                                                          | О. Є. Ніколаєць     |
| Книжка тридцять перша 1979 30000 прим. 248 стор. | Редьярд Кіплінг. Місто Страшної Ночі Новели (Rudyard Kipling)                              | Божевілля солдата Ортеріса                                                               | The Madness of Private Ortheris                           | Юрій Лісняк                                    | Ніна Михальська. Оповідання Редьярда Кіплінга                                                                          | О. Є. Ніколаєць     |
| Книжка тридцять перша 1979 30000 прим. 248 стор. | Редьярд Кіплінг. Місто Страшної Ночі Новели (Rudyard Kipling)                              | Дангарина кара                                                                           | The Judgment of Dungara                                   | Юрій Лісняк                                    | Ніна Михальська. Оповідання Редьярда Кіплінга                                                                          | О. Є. Ніколаєць     |
| Книжка тридцять перша 1979 30000 прим. 248 стор. | Редьярд Кіплінг. Місто Страшної Ночі Новели (Rudyard Kipling)                              | У повінь                                                                                 | In Flood Time                                             | Юрій Лісняк                                    | Ніна Михальська. Оповідання Редьярда Кіплінга                                                                          | О. Є. Ніколаєць     |
| Книжка тридцять перша 1979 30000 прим. 248 стор. | Редьярд Кіплінг. Місто Страшної Ночі Новели (Rudyard Kipling)                              | Крізь вогонь                                                                             | Through the Fire                                          | Юрій Лісняк                                    | Ніна Михальська. Оповідання Редьярда Кіплінга                                                                          | О. Є. Ніколаєць     |
| Книжка тридцять перша 1979 30000 прим. 248 стор. | Редьярд Кіплінг. Місто Страшної Ночі Новели (Rudyard Kipling)                              | Малий Тобра                                                                              | Little Tobrah                                             | Юрій Лісняк                                    | Ніна Михальська. Оповідання Редьярда Кіплінга                                                                          | О. Є. Ніколаєць     |
| Книжка тридцять перша 1979 30000 прим. 248 стор. | Редьярд Кіплінг. Місто Страшної Ночі Новели (Rudyard Kipling)                              | Місто Страшної Ночі                                                                      | The City of Dreadful Night                                | Юрій Лісняк                                    | Ніна Михальська. Оповідання Редьярда Кіплінга                                                                          | О. Є. Ніколаєць     |
| Книжка тридцять перша 1979 30000 прим. 248 стор. | Редьярд Кіплінг. Місто Страшної Ночі Новели (Rudyard Kipling)                              | Бунтар Моті Гадж                                                                         | Moti Guj, Mutineer                                        | Юрій Лісняк                                    | Ніна Михальська. Оповідання Редьярда Кіплінга                                                                          | О. Є. Ніколаєць     |
| Книжка тридцять перша 1979 30000 прим. 248 стор. | Редьярд Кіплінг. Місто Страшної Ночі Новели (Rudyard Kipling)                              | Бімі                                                                                     | Bimi                                                      | Юрій Лісняк                                    | Ніна Михальська. Оповідання Редьярда Кіплінга                                                                          | О. Є. Ніколаєць     |
| Книжка тридцять перша 1979 30000 прим. 248 стор. | Редьярд Кіплінг. Місто Страшної Ночі Новели (Rudyard Kipling)                              | Будівники мосту                                                                          | The Btidge-builders                                       | Юрій Лісняк                                    | Ніна Михальська. Оповідання Редьярда Кіплінга                                                                          | О. Є. Ніколаєць     |
| Книжка тридцять перша 1979 30000 прим. 248 стор. | Редьярд Кіплінг. Місто Страшної Ночі Новели (Rudyard Kipling)                              | 007                                                                                      | 007                                                       | Юрій Лісняк                                    | Ніна Михальська. Оповідання Редьярда Кіплінга                                                                          | О. Є. Ніколаєць     |
| Книжка тридцять перша 1979 30000 прим. 248 стор. | Редьярд Кіплінг. Місто Страшної Ночі Новели (Rudyard Kipling)                              | Ріккі-Тіккі-Таві                                                                         | Rikki-Tikki-Tavi                                          | Юрій Лісняк                                    | Ніна Михальська. Оповідання Редьярда Кіплінга                                                                          | О. Є. Ніколаєць     |
| Книжка тридцять перша 1979 30000 прим. 248 стор. | Редьярд Кіплінг. Місто Страшної Ночі Новели (Rudyard Kipling)                              | Місіс Батерст                                                                            | Mrs. Bathurst                                             | Юрій Лісняк                                    | Ніна Михальська. Оповідання Редьярда Кіплінга                                                                          | О. Є. Ніколаєць     |
| Книжка тридцять друга 1979 50000 прим. 344 стор. | Джойс Керол Оутс. Після аварії Новели (Joyce Carol Oates)                                  | Здійснення бажань                                                                        | Accomplished Desires                                      | Ольга Лєнік                                    | Тамара Денисова. Знайомство з Джойс Керол Оутс                                                                         | О. Є. Ніколаєць     |
| Книжка тридцять друга 1979 50000 прим. 344 стор. | Джойс Керол Оутс. Після аварії Новели (Joyce Carol Oates)                                  | Ти                                                                                       | You                                                       | Марія Венгренівська                            | Тамара Денисова. Знайомство з Джойс Керол Оутс                                                                         | О. Є. Ніколаєць     |
| Книжка тридцять друга 1979 50000 прим. 344 стор. | Джойс Керол Оутс. Після аварії Новели (Joyce Carol Oates)                                  | На порозі ночі                                                                           | By the North Gate                                         | Оксана Тараненко                               | Тамара Денисова. Знайомство з Джойс Керол Оутс                                                                         | О. Є. Ніколаєць     |
| Книжка тридцять друга 1979 50000 прим. 344 стор. | Джойс Керол Оутс. Після аварії Новели (Joyce Carol Oates)                                  | Мертві                                                                                   | The Dead                                                  | Михайло Тупайло                                | Тамара Денисова. Знайомство з Джойс Керол Оутс                                                                         | О. Є. Ніколаєць     |
| Книжка тридцять друга 1979 50000 прим. 344 стор. | Джойс Керол Оутс. Після аварії Новели (Joyce Carol Oates)                                  | Після аварії                                                                             | Convalescing                                              | Віктор Батюк                                   | Тамара Денисова. Знайомство з Джойс Керол Оутс                                                                         | О. Є. Ніколаєць     |
| Книжка тридцять друга 1979 50000 прим. 344 стор. | Джойс Керол Оутс. Після аварії Новели (Joyce Carol Oates)                                  | Безпритульні діти                                                                        | Stray Children                                            | Віктор Батюк                                   | Тамара Денисова. Знайомство з Джойс Керол Оутс                                                                         | О. Є. Ніколаєць     |
| Книжка тридцять друга 1979 50000 прим. 344 стор. | Джойс Керол Оутс. Після аварії Новели (Joyce Carol Oates)                                  | Чекання                                                                                  | Waiting                                                   | Михайло Тупайло                                | Тамара Денисова. Знайомство з Джойс Керол Оутс                                                                         | О. Є. Ніколаєць     |
| Книжка тридцять друга 1979 50000 прим. 344 стор. | Джойс Керол Оутс. Після аварії Новели (Joyce Carol Oates)                                  | Мито                                                                                     | Customs                                                   | Тарас Кінько                                   | Тамара Денисова. Знайомство з Джойс Керол Оутс                                                                         | О. Є. Ніколаєць     |
| Книжка тридцять друга 1979 50000 прим. 344 стор. | Джойс Керол Оутс. Після аварії Новели (Joyce Carol Oates)                                  | Норман і вбивця                                                                          | Norman and Killer                                         | Віктор Батюк                                   | Тамара Денисова. Знайомство з Джойс Керол Оутс                                                                         | О. Є. Ніколаєць     |
| Книжка тридцять друга 1979 50000 прим. 344 стор. | Джойс Керол Оутс. Після аварії Новели (Joyce Carol Oates)                                  | Перша сутичка                                                                            | First Views of the Enemy                                  | Віктор Батюк                                   | Тамара Денисова. Знайомство з Джойс Керол Оутс                                                                         | О. Є. Ніколаєць     |
| Книжка тридцять друга 1979 50000 прим. 344 стор. | Джойс Керол Оутс. Після аварії Новели (Joyce Carol Oates)                                  | Біла імла                                                                                | The Fine White Mist of Winter                             | Віктор Батюк                                   | Тамара Денисова. Знайомство з Джойс Керол Оутс                                                                         | О. Є. Ніколаєць     |
| Книжка тридцять друга 1979 50000 прим. 344 стор. | Джойс Керол Оутс. Після аварії Новели (Joyce Carol Oates)                                  | Спадщина                                                                                 | A Legacy                                                  | Оксана Тараненко                               | Тамара Денисова. Знайомство з Джойс Керол Оутс                                                                         | О. Є. Ніколаєць     |
| Книжка тридцять друга 1979 50000 прим. 344 стор. | Джойс Керол Оутс. Після аварії Новели (Joyce Carol Oates)                                  | Смерть місіс Шір                                                                         | The Death of Mrs. Sheer                                   | Марія Венгренівська                            | Тамара Денисова. Знайомство з Джойс Керол Оутс                                                                         | О. Є. Ніколаєць     |
| Книжка тридцять третя 1979 50000 прим. 344 стор. | Маски Оповідання письменників ФРН                                                          | Альфред Андерш. Із шефом у Шенонсо                                                       | Alfred Andersch                                           | Богдан Гавришків                               | Надія Матузова. Передмова (+ наприкінці книжки «Коротко про авторів»)                                                  | О. Є. Ніколаєць     |
| Книжка тридцять третя 1979 50000 прим. 344 стор. | Маски Оповідання письменників ФРН                                                          | Вольфганг Борхерт. Цього вівторка                                                        | Wolfgang Borchert                                         | Володимир Василюк                              | Надія Матузова. Передмова (+ наприкінці книжки «Коротко про авторів»)                                                  | О. Є. Ніколаєць     |
| Книжка тридцять третя 1979 50000 прим. 344 стор. | Маски Оповідання письменників ФРН                                                          | Хліб                                                                                     |                                                           | Володимир Василюк                              | Надія Матузова. Передмова (+ наприкінці книжки «Коротко про авторів»)                                                  | О. Є. Ніколаєць     |
| Книжка тридцять третя 1979 50000 прим. 344 стор. | Маски Оповідання письменників ФРН                                                          | Теодор Вайссенборн. Голос пана Газенцера                                                 | Theodor Weissenborn                                       | Євген Попович                                  | Надія Матузова. Передмова (+ наприкінці книжки «Коротко про авторів»)                                                  | О. Є. Ніколаєць     |
| Книжка тридцять третя 1979 50000 прим. 344 стор. | Маски Оповідання письменників ФРН                                                          | Вони йому заплатили                                                                      |                                                           | Петро Марусик                                  | Надія Матузова. Передмова (+ наприкінці книжки «Коротко про авторів»)                                                  | О. Є. Ніколаєць     |
| Книжка тридцять третя 1979 50000 прим. 344 стор. | Маски Оповідання письменників ФРН                                                          | Мартін Вальзер. Після смерті Зігфріда                                                    | Martin Walser                                             | Віталій Андрушко                               | Надія Матузова. Передмова (+ наприкінці книжки «Коротко про авторів»)                                                  | О. Є. Ніколаєць     |
| Книжка тридцять третя 1979 50000 прим. 344 стор. | Маски Оповідання письменників ФРН                                                          | Елізабет Віггер. Вдалий торг                                                             | Elisabeth Wigger                                          | Володимир Шелест                               | Надія Матузова. Передмова (+ наприкінці книжки «Коротко про авторів»)                                                  | О. Є. Ніколаєць     |
| Книжка тридцять третя 1979 50000 прим. 344 стор. | Маски Оповідання письменників ФРН                                                          | Клаус Петер Вольф. Втеча                                                                 | Klaus-Peter Wolf                                          | Євгенія Горева                                 | Надія Матузова. Передмова (+ наприкінці книжки «Коротко про авторів»)                                                  | О. Є. Ніколаєць     |
| Книжка тридцять третя 1979 50000 прим. 344 стор. | Маски Оповідання письменників ФРН                                                          | Після футболу                                                                            |                                                           | Євгенія Горева                                 | Надія Матузова. Передмова (+ наприкінці книжки «Коротко про авторів»)                                                  | О. Є. Ніколаєць     |
| Книжка тридцять третя 1979 50000 прим. 344 стор. | Маски Оповідання письменників ФРН                                                          | Габрієла Воман.У неділю в Крайзандів                                                     | Gabriele Wohmann                                          | Євгенія Горева                                 | Надія Матузова. Передмова (+ наприкінці книжки «Коротко про авторів»)                                                  | О. Є. Ніколаєць     |
| Книжка тридцять третя 1979 50000 прим. 344 стор. | Маски Оповідання письменників ФРН                                                          | Гюнтер Гербургер. Сезон                                                                  | Günter Herburger                                          | Богдан Гавришків                               | Надія Матузова. Передмова (+ наприкінці книжки «Коротко про авторів»)                                                  | О. Є. Ніколаєць     |
| Книжка тридцять третя 1979 50000 прим. 344 стор. | Маски Оповідання письменників ФРН                                                          | Макс фон дер Грюн. Маски                                                                 | Max von der Grün                                          | Євген Попович                                  | Надія Матузова. Передмова (+ наприкінці книжки «Коротко про авторів»)                                                  | О. Є. Ніколаєць     |
| Книжка тридцять третя 1979 50000 прим. 344 стор. | Маски Оповідання письменників ФРН                                                          | Коли вечоріє                                                                             |                                                           | Євген Попович                                  | Надія Матузова. Передмова (+ наприкінці книжки «Коротко про авторів»)                                                  | О. Є. Ніколаєць     |
| Книжка тридцять третя 1979 50000 прим. 344 стор. | Маски Оповідання письменників ФРН                                                          | Інгеборг Древіц. Ніхто не ходив у жалобі                                                 | Ingeborg Drewitz                                          | Володимир Василюк                              | Надія Матузова. Передмова (+ наприкінці книжки «Коротко про авторів»)                                                  | О. Є. Ніколаєць     |
| Книжка тридцять третя 1979 50000 прим. 344 стор. | Маски Оповідання письменників ФРН                                                          | Клас Еверт Евервін. Здібні люди не перевелись, або Злочин, якого немає в карному кодексі | Klas-Ewert Ewerwyn                                        | Михайло Тупайло                                | Надія Матузова. Передмова (+ наприкінці книжки «Коротко про авторів»)                                                  | О. Є. Ніколаєць     |
| Книжка тридцять третя 1979 50000 прим. 344 стор. | Маски Оповідання письменників ФРН                                                          | Нещасний випадок на виробництві                                                          |                                                           | Наталія Кочерга                                | Надія Матузова. Передмова (+ наприкінці книжки «Коротко про авторів»)                                                  | О. Є. Ніколаєць     |
| Книжка тридцять третя 1979 50000 прим. 344 стор. | Маски Оповідання письменників ФРН                                                          | Герд Зовка. Наступник Вальтера Фіша                                                      | Gerd Sowka                                                | Зоя Бакуліна                                   | Надія Матузова. Передмова (+ наприкінці книжки «Коротко про авторів»)                                                  | О. Є. Ніколаєць     |
| Книжка тридцять третя 1979 50000 прим. 344 стор. | Маски Оповідання письменників ФРН                                                          | Вольфганг Кеппен. Руїни, або Куди ж нам тікати                                           | Wolfgang Koeppen                                          | Володимир Шелест                               | Надія Матузова. Передмова (+ наприкінці книжки «Коротко про авторів»)                                                  | О. Є. Ніколаєць     |
| Книжка тридцять третя 1979 50000 прим. 344 стор. | Маски Оповідання письменників ФРН                                                          | Вольфганг Кернер. Крістіна та людожери                                                   | Wolfgang Körner                                           | Михайло Тупайло                                | Надія Матузова. Передмова (+ наприкінці книжки «Коротко про авторів»)                                                  | О. Є. Ніколаєць     |
| Книжка тридцять третя 1979 50000 прим. 344 стор. | Маски Оповідання письменників ФРН                                                          | Гейнц Кюппер. От і все, що я знаю про нього                                              | Heinz Küpper                                              | Михайло Тупайло                                | Надія Матузова. Передмова (+ наприкінці книжки «Коротко про авторів»)                                                  | О. Є. Ніколаєць     |
| Книжка тридцять третя 1979 50000 прим. 344 стор. | Маски Оповідання письменників ФРН                                                          | Курт Кютер. Жертва зрадливої коханої                                                     | Kurt Küther                                               | Зоя Бакуліна                                   | Надія Матузова. Передмова (+ наприкінці книжки «Коротко про авторів»)                                                  | О. Є. Ніколаєць     |
| Книжка тридцять третя 1979 50000 прим. 344 стор. | Маски Оповідання письменників ФРН                                                          | Зігфрід Ленц. Найстаріша жителька                                                        | Siegfried Lenz                                            | Володимир Василюк                              | Надія Матузова. Передмова (+ наприкінці книжки «Коротко про авторів»)                                                  | О. Є. Ніколаєць     |
| Книжка тридцять третя 1979 50000 прим. 344 стор. | Маски Оповідання письменників ФРН                                                          | Таємний переможець виборів                                                               |                                                           | Петро Марусик                                  | Надія Матузова. Передмова (+ наприкінці книжки «Коротко про авторів»)                                                  | О. Є. Ніколаєць     |
| Книжка тридцять третя 1979 50000 прим. 344 стор. | Маски Оповідання письменників ФРН                                                          | Ангеліка Мехтель. Історія Ріти Б.                                                        | Angelika Mechtel                                          | Наталія Кочерга                                | Надія Матузова. Передмова (+ наприкінці книжки «Коротко про авторів»)                                                  | О. Є. Ніколаєць     |
| Книжка тридцять третя 1979 50000 прим. 344 стор. | Маски Оповідання письменників ФРН                                                          | Йозеф Редінг. Вчитель Пантенбург                                                         | Josef Reding                                              | Микола Настека                                 | Надія Матузова. Передмова (+ наприкінці книжки «Коротко про авторів»)                                                  | О. Є. Ніколаєць     |
| Книжка тридцять третя 1979 50000 прим. 344 стор. | Маски Оповідання письменників ФРН                                                          | Нейтральна смуга                                                                         |                                                           | Євгенія Горева                                 | Надія Матузова. Передмова (+ наприкінці книжки «Коротко про авторів»)                                                  | О. Є. Ніколаєць     |
| Книжка тридцять третя 1979 50000 прим. 344 стор. | Маски Оповідання письменників ФРН                                                          | Ервін Сільванус. Кавові зерна                                                            | Erwin Sylvanus                                            | Микола Настека                                 | Надія Матузова. Передмова (+ наприкінці книжки «Коротко про авторів»)                                                  | О. Є. Ніколаєць     |
| Книжка тридцять третя 1979 50000 прим. 344 стор. | Маски Оповідання письменників ФРН                                                          | Леонгард Франк. Столяр                                                                   | Leonhard Frank                                            | Віталій Андрушко                               | Надія Матузова. Передмова (+ наприкінці книжки «Коротко про авторів»)                                                  | О. Є. Ніколаєць     |
| Книжка тридцять третя 1979 50000 прим. 344 стор. | Маски Оповідання письменників ФРН                                                          | Уве Фрізель. Таємниче вбивство                                                           | Uwe Friesel                                               | Микола Дятленко                                | Надія Матузова. Передмова (+ наприкінці книжки «Коротко про авторів»)                                                  | О. Є. Ніколаєць     |
| Книжка тридцять третя 1979 50000 прим. 344 стор. | Маски Оповідання письменників ФРН                                                          | Міхаель Хатрі. Незакінчене розслідування                                                 | Michael Hatry                                             | Олександр Деко                                 | Надія Матузова. Передмова (+ наприкінці книжки «Коротко про авторів»)                                                  | О. Є. Ніколаєць     |
| Книжка тридцять третя 1979 50000 прим. 344 стор. | Маски Оповідання письменників ФРН                                                          | Гретль Цоттман. Жіночі руки впораються найкраще                                          | Gretl Zottmann                                            | Наталія Кочерга                                | Надія Матузова. Передмова (+ наприкінці книжки «Коротко про авторів»)                                                  | О. Є. Ніколаєць     |
| Книжка тридцять третя 1979 50000 прим. 344 стор. | Маски Оповідання письменників ФРН                                                          | Пауль Шаллюк. Cage номер п'ятнадцать                                                     | Paul Schallück                                            | Михайло Тупайло                                | Надія Матузова. Передмова (+ наприкінці книжки «Коротко про авторів»)                                                  | О. Є. Ніколаєць     |
| Книжка тридцять третя 1979 50000 прим. 344 стор. | Маски Оповідання письменників ФРН                                                          | Редактор радіомовлення                                                                   |                                                           | Зоя Бакуліна                                   | Надія Матузова. Передмова (+ наприкінці книжки «Коротко про авторів»)                                                  | О. Є. Ніколаєць     |
| Книжка тридцять третя 1979 50000 прим. 344 стор. | Маски Оповідання письменників ФРН                                                          | Вольфдітріх Шнурре. Скандал                                                              | Wolfdietrich Schnurre                                     | Наталія Кочерга                                | Надія Матузова. Передмова (+ наприкінці книжки «Коротко про авторів»)                                                  | О. Є. Ніколаєць     |
| Книжка тридцять третя 1979 50000 прим. 344 стор. | Маски Оповідання письменників ФРН                                                          | Ріта Шульце-Франк. Без вини винна                                                        | Rita Schulze-Frank                                        | Зоя Бакуліна                                   | Надія Матузова. Передмова (+ наприкінці книжки «Коротко про авторів»)                                                  | О. Є. Ніколаєць     |
| Книжка тридцять четверта 1980 50000 прим. 264 стор. | Елин Пелин. Весняний міраж Новели (Елин Пелин)                                             | Кара божа                                                                                | Напаст божия                                              | Любим Копиленко                                | Олександр Чирков. Елин Пелин                                                                                           | Р. С. Адамович      |
| Книжка тридцять четверта 1980 50000 прим. 264 стор. | Елин Пелин. Весняний міраж Новели (Елин Пелин)                                             | Вітряк                                                                                   | Ветрената мелница                                         | Микола Лукаш                                   | Олександр Чирков. Елин Пелин                                                                                           | Р. С. Адамович      |
| Книжка тридцять четверта 1980 50000 прим. 264 стор. | Елин Пелин. Весняний міраж Новели (Елин Пелин)                                             | Самодивські скелі                                                                        | Самодивските скали                                        | Любим Копиленко                                | Олександр Чирков. Елин Пелин                                                                                           | Р. С. Адамович      |
| Книжка тридцять четверта 1980 50000 прим. 264 стор. | Елин Пелин. Весняний міраж Новели (Елин Пелин)                                             | На тому світі                                                                            | На оня свят                                               | Микола Ятко                                    | Олександр Чирков. Елин Пелин                                                                                           | Р. С. Адамович      |
| Книжка тридцять четверта 1980 50000 прим. 264 стор. | Елин Пелин. Весняний міраж Новели (Елин Пелин)                                             | Спокуса                                                                                  | Изкушение                                                 | Любим Копиленко                                | Олександр Чирков. Елин Пелин                                                                                           | Р. С. Адамович      |
| Книжка тридцять четверта 1980 50000 прим. 264 стор. | Елин Пелин. Весняний міраж Новели (Елин Пелин)                                             | Любов                                                                                    | Любов                                                     | Любим Копиленко                                | Олександр Чирков. Елин Пелин                                                                                           | Р. С. Адамович      |
| Книжка тридцять четверта 1980 50000 прим. 264 стор. | Елин Пелин. Весняний міраж Новели (Елин Пелин)                                             | Косарі                                                                                   | Косачи                                                    | Лідія Горячко                                  | Олександр Чирков. Елин Пелин                                                                                           | Р. С. Адамович      |
| Книжка тридцять четверта 1980 50000 прим. 264 стор. | Елин Пелин. Весняний міраж Новели (Елин Пелин)                                             | Андрешко                                                                                 | Андрешко                                                  | Павло Тичина                                   | Олександр Чирков. Елин Пелин                                                                                           | Р. С. Адамович      |
| Книжка тридцять четверта 1980 50000 прим. 264 стор. | Елин Пелин. Весняний міраж Новели (Елин Пелин)                                             | Весняний міраж                                                                           | Пролетна измама                                           | Любим Копиленко                                | Олександр Чирков. Елин Пелин                                                                                           | Р. С. Адамович      |
| Книжка тридцять четверта 1980 50000 прим. 264 стор. | Елин Пелин. Весняний міраж Новели (Елин Пелин)                                             | Адвокат                                                                                  | Адвокат                                                   | Олександр Кетков                               | Олександр Чирков. Елин Пелин                                                                                           | Р. С. Адамович      |
| Книжка тридцять четверта 1980 50000 прим. 264 стор. | Елин Пелин. Весняний міраж Новели (Елин Пелин)                                             | Печений гарбуз                                                                           | Печена тиква                                              | Любим Копиленко                                | Олександр Чирков. Елин Пелин                                                                                           | Р. С. Адамович      |
| Книжка тридцять четверта 1980 50000 прим. 264 стор. | Елин Пелин. Весняний міраж Новели (Елин Пелин)                                             | У борозні                                                                                | На браздата                                               | Лідія Горячко                                  | Олександр Чирков. Елин Пелин                                                                                           | Р. С. Адамович      |
| Книжка тридцять четверта 1980 50000 прим. 264 стор. | Елин Пелин. Весняний міраж Новели (Елин Пелин)                                             | Невижата нива                                                                            | Закъснялата нива                                          | Любим Копиленко                                | Олександр Чирков. Елин Пелин                                                                                           | Р. С. Адамович      |
| Книжка тридцять четверта 1980 50000 прим. 264 стор. | Елин Пелин. Весняний міраж Новели (Елин Пелин)                                             | Злочин                                                                                   | Престъпление                                              | Любим Копиленко                                | Олександр Чирков. Елин Пелин                                                                                           | Р. С. Адамович      |
| Книжка тридцять четверта 1980 50000 прим. 264 стор. | Елин Пелин. Весняний міраж Новели (Елин Пелин)                                             | Молодиця Нена                                                                            | Невеста Нена                                              | Микола Ятко                                    | Олександр Чирков. Елин Пелин                                                                                           | Р. С. Адамович      |
| Книжка тридцять четверта 1980 50000 прим. 264 стор. | Елин Пелин. Весняний міраж Новели (Елин Пелин)                                             | Спасова могила                                                                           | Спасова могила                                            | Анатолій Коваль                                | Олександр Чирков. Елин Пелин                                                                                           | Р. С. Адамович      |
| Книжка тридцять четверта 1980 50000 прим. 264 стор. | Елин Пелин. Весняний міраж Новели (Елин Пелин)                                             | Братія                                                                                   | Братя                                                     | Микола Ятко                                    | Олександр Чирков. Елин Пелин                                                                                           | Р. С. Адамович      |
| Книжка тридцять четверта 1980 50000 прим. 264 стор. | Елин Пелин. Весняний міраж Новели (Елин Пелин)                                             | Самітна                                                                                  | Самиця                                                    | Лідія Горячко                                  | Олександр Чирков. Елин Пелин                                                                                           | Р. С. Адамович      |
| Книжка тридцять четверта 1980 50000 прим. 264 стор. | Елин Пелин. Весняний міраж Новели (Елин Пелин)                                             | Старий віл                                                                               | Старият вол                                               | Олександр Кетков                               | Олександр Чирков. Елин Пелин                                                                                           | Р. С. Адамович      |
| Книжка тридцять четверта 1980 50000 прим. 264 стор. | Елин Пелин. Весняний міраж Новели (Елин Пелин)                                             | Гераки                                                                                   | Гераците                                                  | Олена Шпильова                                 | Олександр Чирков. Елин Пелин                                                                                           | Р. С. Адамович      |
| Книжка тридцять четверта 1980 50000 прим. 264 стор. | Елин Пелин. Весняний міраж Новели (Елин Пелин)                                             | Бідняцьке щастя                                                                          | Сиромашка радост                                          | Лідія Горячко                                  | Олександр Чирков. Елин Пелин                                                                                           | Р. С. Адамович      |
| Книжка тридцять четверта 1980 50000 прим. 264 стор. | Елин Пелин. Весняний міраж Новели (Елин Пелин)                                             | Шпак                                                                                     | Скорецът                                                  | Вікторія Захаржевська                          | Олександр Чирков. Елин Пелин                                                                                           | Р. С. Адамович      |
| Книжка тридцять четверта 1980 50000 прим. 264 стор. | Елин Пелин. Весняний міраж Новели (Елин Пелин)                                             | Із циклу «Чорні троянди»:                                                                | Черни рози                                                | Микола Павлюк                                  | Олександр Чирков. Елин Пелин                                                                                           | Р. С. Адамович      |
| Книжка тридцять четверта 1980 50000 прим. 264 стор. | Елин Пелин. Весняний міраж Новели (Елин Пелин)                                             | Орлине перо                                                                              | [ 10 ]                                                    |                                                | Олександр Чирков. Елин Пелин                                                                                           | Р. С. Адамович      |
| Книжка тридцять четверта 1980 50000 прим. 264 стор. | Елин Пелин. Весняний міраж Новели (Елин Пелин)                                             | Дві тіні                                                                                 |                                                           |                                                | Олександр Чирков. Елин Пелин                                                                                           | Р. С. Адамович      |
| Книжка тридцять четверта 1980 50000 прим. 264 стор. | Елин Пелин. Весняний міраж Новели (Елин Пелин)                                             | Жайворонок                                                                               |                                                           |                                                | Олександр Чирков. Елин Пелин                                                                                           | Р. С. Адамович      |
| Книжка тридцять четверта 1980 50000 прим. 264 стор. | Елин Пелин. Весняний міраж Новели (Елин Пелин)                                             | Грайливі морські хвилі                                                                   |                                                           |                                                | Олександр Чирков. Елин Пелин                                                                                           | Р. С. Адамович      |
| Книжка тридцять четверта 1980 50000 прим. 264 стор. | Елин Пелин. Весняний міраж Новели (Елин Пелин)                                             | Літня гроза                                                                              |                                                           |                                                | Олександр Чирков. Елин Пелин                                                                                           | Р. С. Адамович      |
| Книжка тридцять четверта 1980 50000 прим. 264 стор. | Елин Пелин. Весняний міраж Новели (Елин Пелин)                                             | Казка                                                                                    |                                                           |                                                | Олександр Чирков. Елин Пелин                                                                                           | Р. С. Адамович      |
| Книжка тридцять четверта 1980 50000 прим. 264 стор. | Елин Пелин. Весняний міраж Новели (Елин Пелин)                                             | Шпаки                                                                                    |                                                           |                                                | Олександр Чирков. Елин Пелин                                                                                           | Р. С. Адамович      |
| Книжка тридцять четверта 1980 50000 прим. 264 стор. | Елин Пелин. Весняний міраж Новели (Елин Пелин)                                             | Старе місто                                                                              |                                                           |                                                | Олександр Чирков. Елин Пелин                                                                                           | Р. С. Адамович      |
| Книжка тридцять четверта 1980 50000 прим. 264 стор. | Елин Пелин. Весняний міраж Новели (Елин Пелин)                                             | Шипшина                                                                                  |                                                           |                                                | Олександр Чирков. Елин Пелин                                                                                           | Р. С. Адамович      |
| Книжка тридцять четверта 1980 50000 прим. 264 стор. | Елин Пелин. Весняний міраж Новели (Елин Пелин)                                             | Літо                                                                                     |                                                           |                                                | Олександр Чирков. Елин Пелин                                                                                           | Р. С. Адамович      |
| Книжка тридцять четверта 1980 50000 прим. 264 стор. | Елин Пелин. Весняний міраж Новели (Елин Пелин)                                             | Непотрібна чешма                                                                         |                                                           |                                                | Олександр Чирков. Елин Пелин                                                                                           | Р. С. Адамович      |
| Книжка тридцять четверта 1980 50000 прим. 264 стор. | Елин Пелин. Весняний міраж Новели (Елин Пелин)                                             | Самотні дерева                                                                           |                                                           |                                                | Олександр Чирков. Елин Пелин                                                                                           | Р. С. Адамович      |
| Книжка тридцять четверта 1980 50000 прим. 264 стор. | Елин Пелин. Весняний міраж Новели (Елин Пелин)                                             | Троянди                                                                                  |                                                           |                                                | Олександр Чирков. Елин Пелин                                                                                           | Р. С. Адамович      |
| Книжка тридцять четверта 1980 50000 прим. 264 стор. | Елин Пелин. Весняний міраж Новели (Елин Пелин)                                             | Під монастирським виноградом:                                                            | Под манастирската лоза                                    | Микола Павлюк                                  | Олександр Чирков. Елин Пелин                                                                                           | Р. С. Адамович      |
| Книжка тридцять четверта 1980 50000 прим. 264 стор. | Елин Пелин. Весняний міраж Новели (Елин Пелин)                                             | Отець Сисой                                                                              | [ 11 ]                                                    |                                                | Олександр Чирков. Елин Пелин                                                                                           | Р. С. Адамович      |
| Книжка тридцять четверта 1980 50000 прим. 264 стор. | Елин Пелин. Весняний міраж Новели (Елин Пелин)                                             | Святі заступники                                                                         |                                                           |                                                | Олександр Чирков. Елин Пелин                                                                                           | Р. С. Адамович      |
| Книжка тридцять четверта 1980 50000 прим. 264 стор. | Елин Пелин. Весняний міраж Новели (Елин Пелин)                                             | Очі святого Спиридона                                                                    |                                                           |                                                | Олександр Чирков. Елин Пелин                                                                                           | Р. С. Адамович      |
| Книжка тридцять четверта 1980 50000 прим. 264 стор. | Елин Пелин. Весняний міраж Новели (Елин Пелин)                                             | Дзеркало святого Христофора                                                              |                                                           |                                                | Олександр Чирков. Елин Пелин                                                                                           | Р. С. Адамович      |
| Книжка тридцять четверта 1980 50000 прим. 264 стор. | Елин Пелин. Весняний міраж Новели (Елин Пелин)                                             | Сповідь                                                                                  |                                                           |                                                | Олександр Чирков. Елин Пелин                                                                                           | Р. С. Адамович      |
| Книжка тридцять четверта 1980 50000 прим. 264 стор. | Елин Пелин. Весняний міраж Новели (Елин Пелин)                                             | Замовклі дзвони                                                                          |                                                           |                                                | Олександр Чирков. Елин Пелин                                                                                           | Р. С. Адамович      |
| Книжка тридцять четверта 1980 50000 прим. 264 стор. | Елин Пелин. Весняний міраж Новели (Елин Пелин)                                             | Прогулянка святого Георгія                                                               |                                                           |                                                | Олександр Чирков. Елин Пелин                                                                                           | Р. С. Адамович      |
| Книжка тридцять четверта 1980 50000 прим. 264 стор. | Елин Пелин. Весняний міраж Новели (Елин Пелин)                                             | Юшка з гріхів отця Никодима                                                              |                                                           |                                                | Олександр Чирков. Елин Пелин                                                                                           | Р. С. Адамович      |
| Книжка тридцять четверта 1980 50000 прим. 264 стор. | Елин Пелин. Весняний міраж Новели (Елин Пелин)                                             | Жінка із золотою волосиною                                                               |                                                           |                                                | Олександр Чирков. Елин Пелин                                                                                           | Р. С. Адамович      |
| Книжка тридцять четверта 1980 50000 прим. 264 стор. | Елин Пелин. Весняний міраж Новели (Елин Пелин)                                             | Пророк                                                                                   |                                                           |                                                | Олександр Чирков. Елин Пелин                                                                                           | Р. С. Адамович      |
| Книжка тридцять четверта 1980 50000 прим. 264 стор. | Елин Пелин. Весняний міраж Новели (Елин Пелин)                                             | Веселий чернець                                                                          |                                                           |                                                | Олександр Чирков. Елин Пелин                                                                                           | Р. С. Адамович      |
| Книжка тридцять п'ята 1981 50000 прим. 264 стор. | Стефан Цвейг. Лист незнайомої Новели (Stefan Zweig)                                        | Гувернантка                                                                              | Die Gouvernante                                           | Ірина Стешенко                                 | Надія Матузова. Знавець людського серця                                                                                | Ю. А. Чеканюк       |
| Книжка тридцять п'ята 1981 50000 прим. 264 стор. | Стефан Цвейг. Лист незнайомої Новели (Stefan Zweig)                                        | Страх                                                                                    | Angst                                                     | Ірина Стешенко                                 | Надія Матузова. Знавець людського серця                                                                                | Ю. А. Чеканюк       |
| Книжка тридцять п'ята 1981 50000 прим. 264 стор. | Стефан Цвейг. Лист незнайомої Новели (Stefan Zweig)                                        | Амок                                                                                     | Der Amokläufer                                            | Василь Бобинський за редакцією Євгена Поповича | Надія Матузова. Знавець людського серця                                                                                | Ю. А. Чеканюк       |
| Книжка тридцять п'ята 1981 50000 прим. 264 стор. | Стефан Цвейг. Лист незнайомої Новели (Stefan Zweig)                                        | Лист незнайомої                                                                          | Brief einer Unbekannten                                   | Василь Бобинський за редакцією Євгена Поповича | Надія Матузова. Знавець людського серця                                                                                | Ю. А. Чеканюк       |
| Книжка тридцять п'ята 1981 50000 прим. 264 стор. | Стефан Цвейг. Лист незнайомої Новели (Stefan Zweig)                                        | Вуличка в місячному сяйві                                                                | Die Mondscheingasse                                       | Василь Бобинський за редакцією Євгена Поповича | Надія Матузова. Знавець людського серця                                                                                | Ю. А. Чеканюк       |
| Книжка тридцять п'ята 1981 50000 прим. 264 стор. | Стефан Цвейг. Лист незнайомої Новели (Stefan Zweig)                                        | Згасле серце                                                                             | Untergang eines Herzens                                   | Василь Бобинський за редакцією Євгена Поповича | Надія Матузова. Знавець людського серця                                                                                | Ю. А. Чеканюк       |
| Книжка тридцять п'ята 1981 50000 прим. 264 стор. | Стефан Цвейг. Лист незнайомої Новели (Stefan Zweig)                                        | Невидима колекція (Епізод з часів інфляції в Німеччині)                                  | Die unsichtbare Sammlung                                  | Євген Попович                                  | Надія Матузова. Знавець людського серця                                                                                | Ю. А. Чеканюк       |
| Книжка тридцять шоста 1980 22000 прим. 384 стор. | Пу Сунлін. Ченці-чудотворці Новели (蒲松齡)                                                | Як персика крали                                                                         | [ 12 ]                                                    | Іван Чирко                                     | Борис Рифтін. «Дивовижні історії з кабінету Ляо» та їхній автор (+ наприкінці книжки його ж коментарі)                 | В. М. Вільчинський  |
| Книжка тридцять шоста 1980 22000 прим. 384 стор. | Пу Сунлін. Ченці-чудотворці Новели (蒲松齡)                                                | Витівки небіжчиці                                                                        |                                                           | Іван Чирко                                     | Борис Рифтін. «Дивовижні історії з кабінету Ляо» та їхній автор (+ наприкінці книжки його ж коментарі)                 | В. М. Вільчинський  |
| Книжка тридцять шоста 1980 22000 прим. 384 стор. | Пу Сунлін. Ченці-чудотворці Новели (蒲松齡)                                                | Як чернець грушу саджав                                                                  |                                                           | Іван Чирко                                     | Борис Рифтін. «Дивовижні історії з кабінету Ляо» та їхній автор (+ наприкінці книжки його ж коментарі)                 | В. М. Вільчинський  |
| Книжка тридцять шоста 1980 22000 прим. 384 стор. | Пу Сунлін. Ченці-чудотворці Новели (蒲松齡)                                                | Відьмацькі витівки                                                                       |                                                           | Іван Чирко                                     | Борис Рифтін. «Дивовижні історії з кабінету Ляо» та їхній автор (+ наприкінці книжки його ж коментарі)                 | В. М. Вільчинський  |
| Книжка тридцять шоста 1980 22000 прим. 384 стор. | Пу Сунлін. Ченці-чудотворці Новели (蒲松齡)                                                | Красуня Цінфин                                                                           |                                                           | Іван Чирко                                     | Борис Рифтін. «Дивовижні історії з кабінету Ляо» та їхній автор (+ наприкінці книжки його ж коментарі)                 | В. М. Вільчинський  |
| Книжка тридцять шоста 1980 22000 прим. 384 стор. | Пу Сунлін. Ченці-чудотворці Новели (蒲松齡)                                                | Сміхотлива Іннін                                                                         |                                                           | Іван Чирко                                     | Борис Рифтін. «Дивовижні історії з кабінету Ляо» та їхній автор (+ наприкінці книжки його ж коментарі)                 | В. М. Вільчинський  |
| Книжка тридцять шоста 1980 22000 прим. 384 стор. | Пу Сунлін. Ченці-чудотворці Новели (蒲松齡)                                                | Цяонян та її коханий                                                                     |                                                           | Іван Чирко                                     | Борис Рифтін. «Дивовижні історії з кабінету Ляо» та їхній автор (+ наприкінці книжки його ж коментарі)                 | В. М. Вільчинський  |
| Книжка тридцять шоста 1980 22000 прим. 384 стор. | Пу Сунлін. Ченці-чудотворці Новели (蒲松齡)                                                | Лис із Вейшуя                                                                            |                                                           | Іван Чирко                                     | Борис Рифтін. «Дивовижні історії з кабінету Ляо» та їхній автор (+ наприкінці книжки його ж коментарі)                 | В. М. Вільчинський  |
| Книжка тридцять шоста 1980 22000 прим. 384 стор. | Пу Сунлін. Ченці-чудотворці Новели (蒲松齡)                                                | Ніжний красень Хуан Дев'ятий                                                             |                                                           | Іван Чирко                                     | Борис Рифтін. «Дивовижні історії з кабінету Ляо» та їхній автор (+ наприкінці книжки його ж коментарі)                 | В. М. Вільчинський  |
| Книжка тридцять шоста 1980 22000 прим. 384 стор. | Пу Сунлін. Ченці-чудотворці Новели (蒲松齡)                                                | Фокуси даоса Даня                                                                        |                                                           | Іван Чирко                                     | Борис Рифтін. «Дивовижні історії з кабінету Ляо» та їхній автор (+ наприкінці книжки його ж коментарі)                 | В. М. Вільчинський  |
| Книжка тридцять шоста 1980 22000 прим. 384 стор. | Пу Сунлін. Ченці-чудотворці Новели (蒲松齡)                                                | Чародій Гун Менбі                                                                        |                                                           | Іван Чирко                                     | Борис Рифтін. «Дивовижні історії з кабінету Ляо» та їхній автор (+ наприкінці книжки його ж коментарі)                 | В. М. Вільчинський  |
| Книжка тридцять шоста 1980 22000 прим. 384 стор. | Пу Сунлін. Ченці-чудотворці Новели (蒲松齡)                                                | Волохата лисиця                                                                          |                                                           | Іван Чирко                                     | Борис Рифтін. «Дивовижні історії з кабінету Ляо» та їхній автор (+ наприкінці книжки його ж коментарі)                 | В. М. Вільчинський  |
| Книжка тридцять шоста 1980 22000 прим. 384 стор. | Пу Сунлін. Ченці-чудотворці Новели (蒲松齡)                                                | Вірна сваха Цінмей                                                                       |                                                           | Іван Чирко                                     | Борис Рифтін. «Дивовижні історії з кабінету Ляо» та їхній автор (+ наприкінці книжки його ж коментарі)                 | В. М. Вільчинський  |
| Книжка тридцять шоста 1980 22000 прим. 384 стор. | Пу Сунлін. Ченці-чудотворці Новели (蒲松齡)                                                | Поки варилася каша                                                                       |                                                           | Іван Чирко                                     | Борис Рифтін. «Дивовижні історії з кабінету Ляо» та їхній автор (+ наприкінці книжки його ж коментарі)                 | В. М. Вільчинський  |
| Книжка тридцять шоста 1980 22000 прим. 384 стор. | Пу Сунлін. Ченці-чудотворці Новели (蒲松齡)                                                | Безпросвітний п'яниця                                                                    |                                                           | Іван Чирко                                     | Борис Рифтін. «Дивовижні історії з кабінету Ляо» та їхній автор (+ наприкінці книжки його ж коментарі)                 | В. М. Вільчинський  |
| Книжка тридцять шоста 1980 22000 прим. 384 стор. | Пу Сунлін. Ченці-чудотворці Новели (蒲松齡)                                                | Віддана Ятоу                                                                             |                                                           | Іван Чирко                                     | Борис Рифтін. «Дивовижні історії з кабінету Ляо» та їхній автор (+ наприкінці книжки його ж коментарі)                 | В. М. Вільчинський  |
| Книжка тридцять шоста 1980 22000 прим. 384 стор. | Пу Сунлін. Ченці-чудотворці Новели (蒲松齡)                                                | Дівчина з Чанчжі                                                                         |                                                           | Іван Чирко                                     | Борис Рифтін. «Дивовижні історії з кабінету Ляо» та їхній автор (+ наприкінці книжки його ж коментарі)                 | В. М. Вільчинський  |
| Книжка тридцять шоста 1980 22000 прим. 384 стор. | Пу Сунлін. Ченці-чудотворці Новели (蒲松齡)                                                | Третя фея лотоса                                                                         |                                                           | Іван Чирко                                     | Борис Рифтін. «Дивовижні історії з кабінету Ляо» та їхній автор (+ наприкінці книжки його ж коментарі)                 | В. М. Вільчинський  |
| Книжка тридцять шоста 1980 22000 прим. 384 стор. | Пу Сунлін. Ченці-чудотворці Новели (蒲松齡)                                                | Помста                                                                                   |                                                           | Іван Чирко                                     | Борис Рифтін. «Дивовижні історії з кабінету Ляо» та їхній автор (+ наприкінці книжки його ж коментарі)                 | В. М. Вільчинський  |
| Книжка тридцять шоста 1980 22000 прим. 384 стор. | Пу Сунлін. Ченці-чудотворці Новели (蒲松齡)                                                | Обдарована Янь                                                                           |                                                           | Іван Чирко                                     | Борис Рифтін. «Дивовижні історії з кабінету Ляо» та їхній автор (+ наприкінці книжки його ж коментарі)                 | В. М. Вільчинський  |
| Книжка тридцять шоста 1980 22000 прим. 384 стор. | Пу Сунлін. Ченці-чудотворці Новели (蒲松齡)                                                | Переродження Сяосе                                                                       |                                                           | Іван Чирко                                     | Борис Рифтін. «Дивовижні історії з кабінету Ляо» та їхній автор (+ наприкінці книжки його ж коментарі)                 | В. М. Вільчинський  |
| Книжка тридцять шоста 1980 22000 прим. 384 стор. | Пу Сунлін. Ченці-чудотворці Новели (蒲松齡)                                                | Чому Сян Гао перетворився на тигра                                                       |                                                           | Іван Чирко                                     | Борис Рифтін. «Дивовижні історії з кабінету Ляо» та їхній автор (+ наприкінці книжки його ж коментарі)                 | В. М. Вільчинський  |
| Книжка тридцять шоста 1980 22000 прим. 384 стор. | Пу Сунлін. Ченці-чудотворці Новели (蒲松齡)                                                | Лисиця карає за блуд                                                                     |                                                           | Іван Чирко                                     | Борис Рифтін. «Дивовижні історії з кабінету Ляо» та їхній автор (+ наприкінці книжки його ж коментарі)                 | В. М. Вільчинський  |
| Книжка тридцять шоста 1980 22000 прим. 384 стор. | Пу Сунлін. Ченці-чудотворці Новели (蒲松齡)                                                | Студент Сунь та його дружина                                                             |                                                           | Іван Чирко                                     | Борис Рифтін. «Дивовижні історії з кабінету Ляо» та їхній автор (+ наприкінці книжки його ж коментарі)                 | В. М. Вільчинський  |
| Книжка тридцять шоста 1980 22000 прим. 384 стор. | Пу Сунлін. Ченці-чудотворці Новели (蒲松齡)                                                | Чудотворець Гун                                                                          |                                                           | Іван Чирко                                     | Борис Рифтін. «Дивовижні історії з кабінету Ляо» та їхній автор (+ наприкінці книжки його ж коментарі)                 | В. М. Вільчинський  |
| Книжка тридцять шоста 1980 22000 прим. 384 стор. | Пу Сунлін. Ченці-чудотворці Новели (蒲松齡)                                                | У гонитві за безсмертною Ціне                                                            |                                                           | Іван Чирко                                     | Борис Рифтін. «Дивовижні історії з кабінету Ляо» та їхній автор (+ наприкінці книжки його ж коментарі)                 | В. М. Вільчинський  |
| Книжка тридцять шоста 1980 22000 прим. 384 стор. | Пу Сунлін. Ченці-чудотворці Новели (蒲松齡)                                                | Пророцтво про Ху четверту                                                                |                                                           | Іван Чирко                                     | Борис Рифтін. «Дивовижні історії з кабінету Ляо» та їхній автор (+ наприкінці книжки його ж коментарі)                 | В. М. Вільчинський  |
| Книжка тридцять шоста 1980 22000 прим. 384 стор. | Пу Сунлін. Ченці-чудотворці Новели (蒲松齡)                                                | Сілю все знала                                                                           |                                                           | Іван Чирко                                     | Борис Рифтін. «Дивовижні історії з кабінету Ляо» та їхній автор (+ наприкінці книжки його ж коментарі)                 | В. М. Вільчинський  |
| Книжка тридцять шоста 1980 22000 прим. 384 стор. | Пу Сунлін. Ченці-чудотворці Новели (蒲松齡)                                                | Бридка лисиця                                                                            |                                                           | Іван Чирко                                     | Борис Рифтін. «Дивовижні історії з кабінету Ляо» та їхній автор (+ наприкінці книжки його ж коментарі)                 | В. М. Вільчинський  |
| Книжка тридцять шоста 1980 22000 прим. 384 стор. | Пу Сунлін. Ченці-чудотворці Новели (蒲松齡)                                                | Ворожка на грошах                                                                        |                                                           | Іван Чирко                                     | Борис Рифтін. «Дивовижні історії з кабінету Ляо» та їхній автор (+ наприкінці книжки його ж коментарі)                 | В. М. Вільчинський  |
| Книжка тридцять шоста 1980 22000 прим. 384 стор. | Пу Сунлін. Ченці-чудотворці Новели (蒲松齡)                                                | Вирок на підставі віршів                                                                 |                                                           | Іван Чирко                                     | Борис Рифтін. «Дивовижні історії з кабінету Ляо» та їхній автор (+ наприкінці книжки його ж коментарі)                 | В. М. Вільчинський  |
| Книжка тридцять шоста 1980 22000 прим. 384 стор. | Пу Сунлін. Ченці-чудотворці Новели (蒲松齡)                                                | Чжан Хунцзянь, якому не щастило в житті                                                  |                                                           | Іван Чирко                                     | Борис Рифтін. «Дивовижні історії з кабінету Ляо» та їхній автор (+ наприкінці книжки його ж коментарі)                 | В. М. Вільчинський  |
| Книжка тридцять шоста 1980 22000 прим. 384 стор. | Пу Сунлін. Ченці-чудотворці Новели (蒲松齡)                                                | Пташина мова                                                                             |                                                           | Іван Чирко                                     | Борис Рифтін. «Дивовижні історії з кабінету Ляо» та їхній автор (+ наприкінці книжки його ж коментарі)                 | В. М. Вільчинський  |
| Книжка тридцять шоста 1980 22000 прим. 384 стор. | Пу Сунлін. Ченці-чудотворці Новели (蒲松齡)                                                | Як Цзя Фенчжі став безсмертним                                                           |                                                           | Іван Чирко                                     | Борис Рифтін. «Дивовижні історії з кабінету Ляо» та їхній автор (+ наприкінці книжки його ж коментарі)                 | В. М. Вільчинський  |
| Книжка тридцять шоста 1980 22000 прим. 384 стор. | Пу Сунлін. Ченці-чудотворці Новели (蒲松齡)                                                | Яньчжі                                                                                   |                                                           | Іван Чирко                                     | Борис Рифтін. «Дивовижні історії з кабінету Ляо» та їхній автор (+ наприкінці книжки його ж коментарі)                 | В. М. Вільчинський  |
| Книжка тридцять шоста 1980 22000 прим. 384 стор. | Пу Сунлін. Ченці-чудотворці Новели (蒲松齡)                                                | Хеннян про чари кохання                                                                  |                                                           | Іван Чирко                                     | Борис Рифтін. «Дивовижні історії з кабінету Ляо» та їхній автор (+ наприкінці книжки його ж коментарі)                 | В. М. Вільчинський  |
| Книжка тридцять шоста 1980 22000 прим. 384 стор. | Пу Сунлін. Ченці-чудотворці Новели (蒲松齡)                                                | Бай Цюлянь, яка любила вірші                                                             |                                                           | Іван Чирко                                     | Борис Рифтін. «Дивовижні історії з кабінету Ляо» та їхній автор (+ наприкінці книжки його ж коментарі)                 | В. М. Вільчинський  |
| Книжка тридцять шоста 1980 22000 прим. 384 стор. | Пу Сунлін. Ченці-чудотворці Новели (蒲松齡)                                                | Наречені-чернички                                                                        |                                                           | Іван Чирко                                     | Борис Рифтін. «Дивовижні історії з кабінету Ляо» та їхній автор (+ наприкінці книжки його ж коментарі)                 | В. М. Вільчинський  |
| Книжка тридцять шоста 1980 22000 прим. 384 стор. | Пу Сунлін. Ченці-чудотворці Новели (蒲松齡)                                                | Рожевий метелик                                                                          |                                                           | Іван Чирко                                     | Борис Рифтін. «Дивовижні історії з кабінету Ляо» та їхній автор (+ наприкінці книжки його ж коментарі)                 | В. М. Вільчинський  |
| Книжка тридцять шоста 1980 22000 прим. 384 стор. | Пу Сунлін. Ченці-чудотворці Новели (蒲松齡)                                                | Тайюанська справа                                                                        |                                                           | Іван Чирко                                     | Борис Рифтін. «Дивовижні історії з кабінету Ляо» та їхній автор (+ наприкінці книжки його ж коментарі)                 | В. М. Вільчинський  |
| Книжка тридцять сьома 1981 65000 прим. 272 стор. | Чезаре Павезе. Роки Новели (Cesare Pavese)                                                 | В краю заслання                                                                          | Terra d'esilio                                            | Віктор Шовкун                                  | Злата Потапова. Чезаре Павезе                                                                                          | М. І. Старощук      |
| Книжка тридцять сьома 1981 65000 прим. 272 стор. | Чезаре Павезе. Роки Новели (Cesare Pavese)                                                 | Наврочив                                                                                 | Jettatura                                                 | Віктор Шовкун                                  | Злата Потапова. Чезаре Павезе                                                                                          | М. І. Старощук      |
| Книжка тридцять сьома 1981 65000 прим. 272 стор. | Чезаре Павезе. Роки Новели (Cesare Pavese)                                                 | Весільна подорож                                                                         | Viaggio di nozze                                          | Віктор Шовкун                                  | Злата Потапова. Чезаре Павезе                                                                                          | М. І. Старощук      |
| Книжка тридцять сьома 1981 65000 прим. 272 стор. | Чезаре Павезе. Роки Новели (Cesare Pavese)                                                 | Убивця                                                                                   | Carogne                                                   | Віктор Шовкун                                  | Злата Потапова. Чезаре Павезе                                                                                          | М. І. Старощук      |
| Книжка тридцять сьома 1981 65000 прим. 272 стор. | Чезаре Павезе. Роки Новели (Cesare Pavese)                                                 | Богиня                                                                                   | L'idolo                                                   | Віктор Шовкун                                  | Злата Потапова. Чезаре Павезе                                                                                          | М. І. Старощук      |
| Книжка тридцять сьома 1981 65000 прим. 272 стор. | Чезаре Павезе. Роки Новели (Cesare Pavese)                                                 | Самогубці                                                                                | Suicidî                                                   | Віктор Шовкун                                  | Злата Потапова. Чезаре Павезе                                                                                          | М. І. Старощук      |
| Книжка тридцять сьома 1981 65000 прим. 272 стор. | Чезаре Павезе. Роки Новели (Cesare Pavese)                                                 | Пшеничне поле                                                                            | Il campo di grano                                         | Віктор Шовкун                                  | Злата Потапова. Чезаре Павезе                                                                                          | М. І. Старощук      |
| Книжка тридцять сьома 1981 65000 прим. 272 стор. | Чезаре Павезе. Роки Новели (Cesare Pavese)                                                 | Вірність                                                                                 | Fedeltà                                                   | Віктор Шовкун                                  | Злата Потапова. Чезаре Павезе                                                                                          | М. І. Старощук      |
| Книжка тридцять сьома 1981 65000 прим. 272 стор. | Чезаре Павезе. Роки Новели (Cesare Pavese)                                                 | Ім'я                                                                                     | Il nome                                                   | Віктор Шовкун                                  | Злата Потапова. Чезаре Павезе                                                                                          | М. І. Старощук      |
| Книжка тридцять сьома 1981 65000 прим. 272 стор. | Чезаре Павезе. Роки Новели (Cesare Pavese)                                                 | Шкіряна куртка                                                                           | La giacchetta di cuoio                                    | Віктор Шовкун                                  | Злата Потапова. Чезаре Павезе                                                                                          | М. І. Старощук      |
| Книжка тридцять сьома 1981 65000 прим. 272 стор. | Чезаре Павезе. Роки Новели (Cesare Pavese)                                                 | Кукурудзяне поле                                                                         | Il campo di granturco                                     | Віктор Шовкун                                  | Злата Потапова. Чезаре Павезе                                                                                          | М. І. Старощук      |
| Книжка тридцять сьома 1981 65000 прим. 272 стор. | Чезаре Павезе. Роки Новели (Cesare Pavese)                                                 | Давнє ремесло                                                                            | Vecchio mestiere                                          | Віктор Шовкун                                  | Злата Потапова. Чезаре Павезе                                                                                          | М. І. Старощук      |
| Книжка тридцять сьома 1981 65000 прим. 272 стор. | Чезаре Павезе. Роки Новели (Cesare Pavese)                                                 | Безсоння                                                                                 | Insonnia                                                  | Віктор Шовкун                                  | Злата Потапова. Чезаре Павезе                                                                                          | М. І. Старощук      |
| Книжка тридцять сьома 1981 65000 прим. 272 стор. | Чезаре Павезе. Роки Новели (Cesare Pavese)                                                 | Місто                                                                                    | La città                                                  | Віктор Шовкун                                  | Злата Потапова. Чезаре Павезе                                                                                          | М. І. Старощук      |
| Книжка тридцять сьома 1981 65000 прим. 272 стор. | Чезаре Павезе. Роки Новели (Cesare Pavese)                                                 | Літо                                                                                     | L'estate                                                  | Віктор Шовкун                                  | Злата Потапова. Чезаре Павезе                                                                                          | М. І. Старощук      |
| Книжка тридцять сьома 1981 65000 прим. 272 стор. | Чезаре Павезе. Роки Новели (Cesare Pavese)                                                 | Море                                                                                     | Il mare                                                   | Віктор Шовкун                                  | Злата Потапова. Чезаре Павезе                                                                                          | М. І. Старощук      |
| Книжка тридцять сьома 1981 65000 прим. 272 стор. | Чезаре Павезе. Роки Новели (Cesare Pavese)                                                 | Сільські свята                                                                           | Le feste                                                  | Віктор Шовкун                                  | Злата Потапова. Чезаре Павезе                                                                                          | М. І. Старощук      |
| Книжка тридцять сьома 1981 65000 прим. 272 стор. | Чезаре Павезе. Роки Новели (Cesare Pavese)                                                 | Роки                                                                                     | Anni                                                      | Віктор Шовкун                                  | Злата Потапова. Чезаре Павезе                                                                                          | М. І. Старощук      |
| Книжка тридцять сьома 1981 65000 прим. 272 стор. | Чезаре Павезе. Роки Новели (Cesare Pavese)                                                 | Працювати — це втіха                                                                     | Lavorare è un piacere                                     | Віктор Шовкун                                  | Злата Потапова. Чезаре Павезе                                                                                          | М. І. Старощук      |
| Книжка тридцять восьма 1981 30000 прим. 296 стор. | Оповідання письменників Індії                                                              | Рабіндранат Тагор. Кабулієць                                                             | [ 14 ]                                                    | Ілля Мазур                                     | Віктор Балін. За гідність людини, за соціальний прогрес (+ наприкінці книжки «Довідки про авторів» Володимира Фортова) | О. І. Хорунжий      |
| Книжка тридцять восьма 1981 30000 прим. 296 стор. | Оповідання письменників Індії                                                              | Джайшанкар Прасад. Скарга каменя                                                         |                                                           | Юрій Покальчук                                 | Віктор Балін. За гідність людини, за соціальний прогрес (+ наприкінці книжки «Довідки про авторів» Володимира Фортова) | О. І. Хорунжий      |
| Книжка тридцять восьма 1981 30000 прим. 296 стор. | Оповідання письменників Індії                                                              | Премчанд. Ціна молока                                                                    |                                                           | Степан Наливайко                               | Віктор Балін. За гідність людини, за соціальний прогрес (+ наприкінці книжки «Довідки про авторів» Володимира Фортова) | О. І. Хорунжий      |
| Книжка тридцять восьма 1981 30000 прим. 296 стор. | Оповідання письменників Індії                                                              | Ратний хід                                                                               |                                                           | Степан Наливайко                               | Віктор Балін. За гідність людини, за соціальний прогрес (+ наприкінці книжки «Довідки про авторів» Володимира Фортова) | О. І. Хорунжий      |
| Книжка тридцять восьма 1981 30000 прим. 296 стор. | Оповідання письменників Індії                                                              | Мулк Радж Ананд. Профспілка перукарів                                                    |                                                           | Майя Борщевська                                | Віктор Балін. За гідність людини, за соціальний прогрес (+ наприкінці книжки «Довідки про авторів» Володимира Фортова) | О. І. Хорунжий      |
| Книжка тридцять восьма 1981 30000 прим. 296 стор. | Оповідання письменників Індії                                                              | Аг'єй. Щодня                                                                             |                                                           | Юрій Покальчук                                 | Віктор Балін. За гідність людини, за соціальний прогрес (+ наприкінці книжки «Довідки про авторів» Володимира Фортова) | О. І. Хорунжий      |
| Книжка тридцять восьма 1981 30000 прим. 296 стор. | Оповідання письменників Індії                                                              | Ашутош Бхоттачарджо. Втікачі                                                             |                                                           | Ілля Мазур                                     | Віктор Балін. За гідність людини, за соціальний прогрес (+ наприкінці книжки «Довідки про авторів» Володимира Фортова) | О. І. Хорунжий      |
| Книжка тридцять восьма 1981 30000 прим. 296 стор. | Оповідання письменників Індії                                                              | Ходжа Ахмад Аббас. Пан поліцейський інспектор                                            |                                                           | Віталій Андрушко                               | Віктор Балін. За гідність людини, за соціальний прогрес (+ наприкінці книжки «Довідки про авторів» Володимира Фортова) | О. І. Хорунжий      |
| Книжка тридцять восьма 1981 30000 прим. 296 стор. | Оповідання письменників Індії                                                              | Гурбахш Сінх. Пісні вітру                                                                |                                                           | Степан Наливайко                               | Віктор Балін. За гідність людини, за соціальний прогрес (+ наприкінці книжки «Довідки про авторів» Володимира Фортова) | О. І. Хорунжий      |
| Книжка тридцять восьма 1981 30000 прим. 296 стор. | Оповідання письменників Індії                                                              | Упендранатх Ашк. Січкарня                                                                |                                                           | Юрій Покальчук                                 | Віктор Балін. За гідність людини, за соціальний прогрес (+ наприкінці книжки «Довідки про авторів» Володимира Фортова) | О. І. Хорунжий      |
| Книжка тридцять восьма 1981 30000 прим. 296 стор. | Оповідання письменників Індії                                                              | Яшпал. Боягуз                                                                            |                                                           | Степан Наливайко                               | Віктор Балін. За гідність людини, за соціальний прогрес (+ наприкінці книжки «Довідки про авторів» Володимира Фортова) | О. І. Хорунжий      |
| Книжка тридцять восьма 1981 30000 прим. 296 стор. | Оповідання письменників Індії                                                              | Крішан Чандар. Ніч повного місяця                                                        |                                                           | Валентин Негреско                              | Віктор Балін. За гідність людини, за соціальний прогрес (+ наприкінці книжки «Довідки про авторів» Володимира Фортова) | О. І. Хорунжий      |
| Книжка тридцять восьма 1981 30000 прим. 296 стор. | Оповідання письменників Індії                                                              | Рангей Рагхав. Гадаль                                                                    |                                                           | Степан Наливайко                               | Віктор Балін. За гідність людини, за соціальний прогрес (+ наприкінці книжки «Довідки про авторів» Володимира Фортова) | О. І. Хорунжий      |
| Книжка тридцять восьма 1981 30000 прим. 296 стор. | Оповідання письменників Індії                                                              | Вішну Прабгакар. А земля все одно крутиться…                                             |                                                           | Юрій Покальчук                                 | Віктор Балін. За гідність людини, за соціальний прогрес (+ наприкінці книжки «Довідки про авторів» Володимира Фортова) | О. І. Хорунжий      |
| Книжка тридцять восьма 1981 30000 прим. 296 стор. | Оповідання письменників Індії                                                              | Бгішам Сахні. Лінія долі                                                                 |                                                           | Степан Наливайко                               | Віктор Балін. За гідність людини, за соціальний прогрес (+ наприкінці книжки «Довідки про авторів» Володимира Фортова) | О. І. Хорунжий      |
| Книжка тридцять восьма 1981 30000 прим. 296 стор. | Оповідання письменників Індії                                                              | Мохан Ракеш. Відшкодування                                                               |                                                           | Степан Наливайко                               | Віктор Балін. За гідність людини, за соціальний прогрес (+ наприкінці книжки «Довідки про авторів» Володимира Фортова) | О. І. Хорунжий      |
| Книжка тридцять восьма 1981 30000 прим. 296 стор. | Оповідання письменників Індії                                                              | Шівпрасад Сінх. Поразка Карманаші                                                        |                                                           | Юрій Покальчук                                 | Віктор Балін. За гідність людини, за соціальний прогрес (+ наприкінці книжки «Довідки про авторів» Володимира Фортова) | О. І. Хорунжий      |
| Книжка тридцять восьма 1981 30000 прим. 296 стор. | Оповідання письменників Індії                                                              | Раджендра Ядав. Лишився сам                                                              |                                                           | Валентин Негреско                              | Віктор Балін. За гідність людини, за соціальний прогрес (+ наприкінці книжки «Довідки про авторів» Володимира Фортова) | О. І. Хорунжий      |
| Книжка тридцять восьма 1981 30000 прим. 296 стор. | Оповідання письменників Індії                                                              | Пханішварнатх Рену. Вечірня пісня                                                        |                                                           | Степан Наливайко                               | Віктор Балін. За гідність людини, за соціальний прогрес (+ наприкінці книжки «Довідки про авторів» Володимира Фортова) | О. І. Хорунжий      |
| Книжка тридцять восьма 1981 30000 прим. 296 стор. | Оповідання письменників Індії                                                              | Камлєшвар. Втрачені обрії                                                                |                                                           | Степан Наливайко                               | Віктор Балін. За гідність людини, за соціальний прогрес (+ наприкінці книжки «Довідки про авторів» Володимира Фортова) | О. І. Хорунжий      |
| Книжка тридцять восьма 1981 30000 прим. 296 стор. | Оповідання письменників Індії                                                              | Кульвант Сінх Вірк. Три чверті                                                           |                                                           | Віталій Андрушко                               | Віктор Балін. За гідність людини, за соціальний прогрес (+ наприкінці книжки «Довідки про авторів» Володимира Фортова) | О. І. Хорунжий      |
| Книжка тридцять восьма 1981 30000 прим. 296 стор. | Оповідання письменників Індії                                                              | Крішна Бальдев Вайд. Обов'язок                                                           |                                                           | Віталій Андрушко                               | Віктор Балін. За гідність людини, за соціальний прогрес (+ наприкінці книжки «Довідки про авторів» Володимира Фортова) | О. І. Хорунжий      |
| Книжка тридцять восьма 1981 30000 прим. 296 стор. | Оповідання письменників Індії                                                              | Шекхар Джоші. Запах гасу                                                                 |                                                           | Юрій Покальчук                                 | Віктор Балін. За гідність людини, за соціальний прогрес (+ наприкінці книжки «Довідки про авторів» Володимира Фортова) | О. І. Хорунжий      |
| Книжка тридцять восьма 1981 30000 прим. 296 стор. | Оповідання письменників Індії                                                              | Вед Рахі. Збираючись у дорогу                                                            |                                                           | Юрій Покальчук                                 | Віктор Балін. За гідність людини, за соціальний прогрес (+ наприкінці книжки «Довідки про авторів» Володимира Фортова) | О. І. Хорунжий      |
| Книжка тридцять дев'ята 1981 15000 прим. 336 стор. | Оповідання письменників В'єтнаму Збірник                                                   | Нгуєн Конг Хоан. Переполох                                                               | [ 15 ]                                                    | Майя Кашель                                    | Микола Нікулін. Подих життя і боротьби (+ наприкінці книжки «Довідки про авторів» Майї Кашель)                         | Р. М. Багаутдінов   |
| Книжка тридцять дев'ята 1981 15000 прим. 336 стор. | Оповідання письменників В'єтнаму Збірник                                                   | Нгуєн Туан. І грабіжники, і жебраки                                                      |                                                           | Майя Кашель                                    | Микола Нікулін. Подих життя і боротьби (+ наприкінці книжки «Довідки про авторів» Майї Кашель)                         | Р. М. Багаутдінов   |
| Книжка тридцять дев'ята 1981 15000 прим. 336 стор. | Оповідання письменників В'єтнаму Збірник                                                   | Нгуєн Хонг. У залізних лабетах                                                           |                                                           | Майя Кашель                                    | Микола Нікулін. Подих життя і боротьби (+ наприкінці книжки «Довідки про авторів» Майї Кашель)                         | Р. М. Багаутдінов   |
| Книжка тридцять дев'ята 1981 15000 прим. 336 стор. | Оповідання письменників В'єтнаму Збірник                                                   | То Хоай. Вулиця                                                                          |                                                           | Майя Кашель                                    | Микола Нікулін. Подих життя і боротьби (+ наприкінці книжки «Довідки про авторів» Майї Кашель)                         | Р. М. Багаутдінов   |
| Книжка тридцять дев'ята 1981 15000 прим. 336 стор. | Оповідання письменників В'єтнаму Збірник                                                   | Тю Ван. Розповідь молодого бійця                                                         |                                                           | Майя Кашель                                    | Микола Нікулін. Подих життя і боротьби (+ наприкінці книжки «Довідки про авторів» Майї Кашель)                         | Р. М. Багаутдінов   |
| Книжка тридцять дев'ята 1981 15000 прим. 336 стор. | Оповідання письменників В'єтнаму Збірник                                                   | Нгуєн Дінь Тхі. Полонений марокканець                                                    |                                                           | Майя Кашель                                    | Микола Нікулін. Подих життя і боротьби (+ наприкінці книжки «Довідки про авторів» Майї Кашель)                         | Р. М. Багаутдінов   |
| Книжка тридцять дев'ята 1981 15000 прим. 336 стор. | Оповідання письменників В'єтнаму Збірник                                                   | Доан Зой. Напередодні Нового року                                                        |                                                           | Майя Кашель                                    | Микола Нікулін. Подих життя і боротьби (+ наприкінці книжки «Довідки про авторів» Майї Кашель)                         | Р. М. Багаутдінов   |
| Книжка тридцять дев'ята 1981 15000 прим. 336 стор. | Оповідання письменників В'єтнаму Збірник                                                   | Во Хюї Там. Трупа тєо                                                                    |                                                           | Майя Кашель                                    | Микола Нікулін. Подих життя і боротьби (+ наприкінці книжки «Довідки про авторів» Майї Кашель)                         | Р. М. Багаутдінов   |
| Книжка тридцять дев'ята 1981 15000 прим. 336 стор. | Оповідання письменників В'єтнаму Збірник                                                   | Нгуєн Тхі Кам Тхань. Мати й донька                                                       |                                                           | Майя Кашель                                    | Микола Нікулін. Подих життя і боротьби (+ наприкінці книжки «Довідки про авторів» Майї Кашель)                         | Р. М. Багаутдінов   |
| Книжка тридцять дев'ята 1981 15000 прим. 336 стор. | Оповідання письменників В'єтнаму Збірник                                                   | За Киавієтом                                                                             |                                                           | Майя Кашель                                    | Микола Нікулін. Подих життя і боротьби (+ наприкінці книжки «Довідки про авторів» Майї Кашель)                         | Р. М. Багаутдінов   |
| Книжка тридцять дев'ята 1981 15000 прим. 336 стор. | Оповідання письменників В'єтнаму Збірник                                                   | Дао Ву. Пісня Шон                                                                        |                                                           | Майя Кашель                                    | Микола Нікулін. Подих життя і боротьби (+ наприкінці книжки «Довідки про авторів» Майї Кашель)                         | Р. М. Багаутдінов   |
| Книжка тридцять дев'ята 1981 15000 прим. 336 стор. | Оповідання письменників В'єтнаму Збірник                                                   | Нгуєн Кхай. Названа дочка                                                                |                                                           | Майя Кашель                                    | Микола Нікулін. Подих життя і боротьби (+ наприкінці книжки «Довідки про авторів» Майї Кашель)                         | Р. М. Багаутдінов   |
| Книжка тридцять дев'ята 1981 15000 прим. 336 стор. | Оповідання письменників В'єтнаму Збірник                                                   | Фан Ти. Пробудження                                                                      |                                                           | Майя Кашель                                    | Микола Нікулін. Подих життя і боротьби (+ наприкінці книжки «Довідки про авторів» Майї Кашель)                         | Р. М. Багаутдінов   |
| Книжка тридцять дев'ята 1981 15000 прим. 336 стор. | Оповідання письменників В'єтнаму Збірник                                                   | Нгуєн Нгок. Високо в горах                                                               |                                                           | Майя Кашель                                    | Микола Нікулін. Подих життя і боротьби (+ наприкінці книжки «Довідки про авторів» Майї Кашель)                         | Р. М. Багаутдінов   |
| Книжка тридцять дев'ята 1981 15000 прим. 336 стор. | Оповідання письменників В'єтнаму Збірник                                                   | Тьїєн                                                                                    |                                                           | Майя Кашель                                    | Микола Нікулін. Подих життя і боротьби (+ наприкінці книжки «Довідки про авторів» Майї Кашель)                         | Р. М. Багаутдінов   |
| Книжка тридцять дев'ята 1981 15000 прим. 336 стор. | Оповідання письменників В'єтнаму Збірник                                                   | Нгуєн Шанг. Гребінець із слонової кістки                                                 |                                                           | Майя Кашель                                    | Микола Нікулін. Подих життя і боротьби (+ наприкінці книжки «Довідки про авторів» Майї Кашель)                         | Р. М. Багаутдінов   |
| Книжка тридцять дев'ята 1981 15000 прим. 336 стор. | Оповідання письменників В'єтнаму Збірник                                                   | Ма Ван Кханг. Са Фу                                                                      |                                                           | Майя Кашель                                    | Микола Нікулін. Подих життя і боротьби (+ наприкінці книжки «Довідки про авторів» Майї Кашель)                         | Р. М. Багаутдінов   |
| Книжка тридцять дев'ята 1981 15000 прим. 336 стор. | Оповідання письменників В'єтнаму Збірник                                                   | Ань Дик. Димова завіса                                                                   |                                                           | Майя Кашель                                    | Микола Нікулін. Подих життя і боротьби (+ наприкінці книжки «Довідки про авторів» Майї Кашель)                         | Р. М. Багаутдінов   |
| Книжка тридцять дев'ята 1981 15000 прим. 336 стор. | Оповідання письменників В'єтнаму Збірник                                                   | Тхюї Тху. Маленький гуок                                                                 |                                                           | Майя Кашель                                    | Микола Нікулін. Подих життя і боротьби (+ наприкінці книжки «Довідки про авторів» Майї Кашель)                         | Р. М. Багаутдінов   |
| Книжка тридцять дев'ята 1981 15000 прим. 336 стор. | Оповідання письменників В'єтнаму Збірник                                                   | Хоай Ву. Бамбукова сопілка                                                               |                                                           | Майя Кашель                                    | Микола Нікулін. Подих життя і боротьби (+ наприкінці книжки «Довідки про авторів» Майї Кашель)                         | Р. М. Багаутдінов   |
| Книжка тридцять дев'ята 1981 15000 прим. 336 стор. | Оповідання письменників В'єтнаму Збірник                                                   | Ван Лінь. Чоловік вів коня через перевал                                                 |                                                           | Майя Кашель                                    | Микола Нікулін. Подих життя і боротьби (+ наприкінці книжки «Довідки про авторів» Майї Кашель)                         | Р. М. Багаутдінов   |
| Книжка сорокова 1982 65000 прим. 240 стор. | Анрі Труайя. Зелений записник Новели (Henri Troyat)                                        | Зелений записник                                                                         | Le carnet vert                                            | Марія Венгренівська                            | Олена Соломарська. Анрі Труайя                                                                                         | Б. О. Плюта         |
| Книжка сорокова 1982 65000 прим. 240 стор. | Анрі Труайя. Зелений записник Новели (Henri Troyat)                                        | Мармур-підробка                                                                          | Faux marbre                                               | Марія Венгренівська                            | Олена Соломарська. Анрі Труайя                                                                                         | Б. О. Плюта         |
| Книжка сорокова 1982 65000 прим. 240 стор. | Анрі Труайя. Зелений записник Новели (Henri Troyat)                                        | Будиночок на відлюдді                                                                    | Vue imprenable                                            | Марія Венгренівська                            | Олена Соломарська. Анрі Труайя                                                                                         | Б. О. Плюта         |
| Книжка сорокова 1982 65000 прим. 240 стор. | Анрі Труайя. Зелений записник Новели (Henri Troyat)                                        | Прибій                                                                                   | Le ressac                                                 | Марія Венгренівська                            | Олена Соломарська. Анрі Труайя                                                                                         | Б. О. Плюта         |
| Книжка сорокова 1982 65000 прим. 240 стор. | Анрі Труайя. Зелений записник Новели (Henri Troyat)                                        | Портрет                                                                                  | Le portrait                                               | Марія Венгренівська                            | Олена Соломарська. Анрі Труайя                                                                                         | Б. О. Плюта         |
| Книжка сорокова 1982 65000 прим. 240 стор. | Анрі Труайя. Зелений записник Новели (Henri Troyat)                                        | Жест Єви                                                                                 | Le geste d'Eve                                            | Марія Венгренівська                            | Олена Соломарська. Анрі Труайя                                                                                         | Б. О. Плюта         |
| Книжка сорокова 1982 65000 прим. 240 стор. | Анрі Труайя. Зелений записник Новели (Henri Troyat)                                        | Повернення з Версаля                                                                     | Le retour de Versailles                                   | Марія Венгренівська                            | Олена Соломарська. Анрі Труайя                                                                                         | Б. О. Плюта         |
| Книжка сорокова 1982 65000 прим. 240 стор. | Анрі Труайя. Зелений записник Новели (Henri Troyat)                                        | Руки                                                                                     | Les mains                                                 | Марія Венгренівська                            | Олена Соломарська. Анрі Труайя                                                                                         | Б. О. Плюта         |
| Книжка сорокова 1982 65000 прим. 240 стор. | Анрі Труайя. Зелений записник Новели (Henri Troyat)                                        | Затьмарення                                                                              | Le vertige                                                | Марія Венгренівська                            | Олена Соломарська. Анрі Труайя                                                                                         | Б. О. Плюта         |
| Книжка сорокова 1982 65000 прим. 240 стор. | Анрі Труайя. Зелений записник Новели (Henri Troyat)                                        | Найкращий клієнт                                                                         | Le meilleur client                                        | Марія Венгренівська                            | Олена Соломарська. Анрі Труайя                                                                                         | Б. О. Плюта         |
| Книжка сорокова 1982 65000 прим. 240 стор. | Анрі Труайя. Зелений записник Новели (Henri Troyat)                                        | Помилка                                                                                  | Erratum                                                   | Марія Венгренівська                            | Олена Соломарська. Анрі Труайя                                                                                         | Б. О. Плюта         |
| Книжка сорокова 1982 65000 прим. 240 стор. | Анрі Труайя. Зелений записник Новели (Henri Troyat)                                        | Син неба                                                                                 | Fils du ciel                                              | Марія Венгренівська                            | Олена Соломарська. Анрі Труайя                                                                                         | Б. О. Плюта         |
| Книжка сорокова 1982 65000 прим. 240 стор. | Анрі Труайя. Зелений записник Новели (Henri Troyat)                                        | Слава                                                                                    | La gloire                                                 | Марія Венгренівська                            | Олена Соломарська. Анрі Труайя                                                                                         | Б. О. Плюта         |
| Книжка сорокова 1982 65000 прим. 240 стор. | Анрі Труайя. Зелений записник Новели (Henri Troyat)                                        | Пан Цитрин                                                                               | M. Citrin                                                 | Марія Венгренівська                            | Олена Соломарська. Анрі Труайя                                                                                         | Б. О. Плюта         |
| Книжка сорок перша 1982 65000 прим. 384 стор. | Сучасна датська новела                                                                     | Карен Бліксен. Обручка                                                                   | Karen Blixen                                              | Ольга Сенюк                                    | Ірина Купріянова. Вступне слово (+ наприкінці «Довідки про авторів» Ольги Сенюк)                                       | О. І. Хорунжий      |
| Книжка сорок перша 1982 65000 прим. 384 стор. | Сучасна датська новела                                                                     | Історія однієї перлини                                                                   |                                                           | Ольга Сенюк                                    | Ірина Купріянова. Вступне слово (+ наприкінці «Довідки про авторів» Ольги Сенюк)                                       | О. І. Хорунжий      |
| Книжка сорок перша 1982 65000 прим. 384 стор. | Сучасна датська новела                                                                     | Вільям Гайнесен. Як на Гамалієля найшла мана                                             | William Heinesen                                          | Ольга Сенюк                                    | Ірина Купріянова. Вступне слово (+ наприкінці «Довідки про авторів» Ольги Сенюк)                                       | О. І. Хорунжий      |
| Книжка сорок перша 1982 65000 прим. 384 стор. | Сучасна датська новела                                                                     | Ганс Кірк. Взаємна допомога                                                              | Hans Kirk                                                 | Ольга Сенюк                                    | Ірина Купріянова. Вступне слово (+ наприкінці «Довідки про авторів» Ольги Сенюк)                                       | О. І. Хорунжий      |
| Книжка сорок перша 1982 65000 прим. 384 стор. | Сучасна датська новела                                                                     | Ганс Крістіан Браннер. Три мушкетери                                                     | Hans Christian Branner                                    | Ольга Сенюк                                    | Ірина Купріянова. Вступне слово (+ наприкінці «Довідки про авторів» Ольги Сенюк)                                       | О. І. Хорунжий      |
| Книжка сорок перша 1982 65000 прим. 384 стор. | Сучасна датська новела                                                                     | Дві хвилини мовчання                                                                     |                                                           | Ольга Сенюк                                    | Ірина Купріянова. Вступне слово (+ наприкінці «Довідки про авторів» Ольги Сенюк)                                       | О. І. Хорунжий      |
| Книжка сорок перша 1982 65000 прим. 384 стор. | Сучасна датська новела                                                                     | Оге Донс. Жовтий альбом                                                                  | Aage Dons                                                 | Ольга Сенюк                                    | Ірина Купріянова. Вступне слово (+ наприкінці «Довідки про авторів» Ольги Сенюк)                                       | О. І. Хорунжий      |
| Книжка сорок перша 1982 65000 прим. 384 стор. | Сучасна датська новела                                                                     | Мартін А. Гансен. Страус                                                                 | Martin A. Hansen                                          | Ольга Сенюк                                    | Ірина Купріянова. Вступне слово (+ наприкінці «Довідки про авторів» Ольги Сенюк)                                       | О. І. Хорунжий      |
| Книжка сорок перша 1982 65000 прим. 384 стор. | Сучасна датська новела                                                                     | Подвійний портрет у різьбленій рамці                                                     |                                                           | Ольга Сенюк                                    | Ірина Купріянова. Вступне слово (+ наприкінці «Довідки про авторів» Ольги Сенюк)                                       | О. І. Хорунжий      |
| Книжка сорок перша 1982 65000 прим. 384 стор. | Сучасна датська новела                                                                     | Ганс Шерфіг. Дворецький                                                                  | Hans Scherfig                                             | Ольга Сенюк                                    | Ірина Купріянова. Вступне слово (+ наприкінці «Довідки про авторів» Ольги Сенюк)                                       | О. І. Хорунжий      |
| Книжка сорок перша 1982 65000 прим. 384 стор. | Сучасна датська новела                                                                     | Альберт Дам. Мертвий барон                                                               | Albert Dam                                                | Ольга Сенюк                                    | Ірина Купріянова. Вступне слово (+ наприкінці «Довідки про авторів» Ольги Сенюк)                                       | О. І. Хорунжий      |
| Книжка сорок перша 1982 65000 прим. 384 стор. | Сучасна датська новела                                                                     | Фінн Гердес. Очі в дзеркалі                                                              | Finn Gerdes                                               | Ольга Сенюк                                    | Ірина Купріянова. Вступне слово (+ наприкінці «Довідки про авторів» Ольги Сенюк)                                       | О. І. Хорунжий      |
| Книжка сорок перша 1982 65000 прим. 384 стор. | Сучасна датська новела                                                                     | Тове Дітлевсен. Старанний хлопчик                                                        | Tove Ditlevsen                                            | Ольга Сенюк                                    | Ірина Купріянова. Вступне слово (+ наприкінці «Довідки про авторів» Ольги Сенюк)                                       | О. І. Хорунжий      |
| Книжка сорок перша 1982 65000 прим. 384 стор. | Сучасна датська новела                                                                     | Лайф Е. Крістенсен. Головоломка Есбена Греннетре                                         | Leif E. Christensen                                       | Ольга Сенюк                                    | Ірина Купріянова. Вступне слово (+ наприкінці «Довідки про авторів» Ольги Сенюк)                                       | О. І. Хорунжий      |
| Книжка сорок перша 1982 65000 прим. 384 стор. | Сучасна датська новела                                                                     | Карл Банг. Мавпа                                                                         | Carl Bang                                                 | Ольга Сенюк                                    | Ірина Купріянова. Вступне слово (+ наприкінці «Довідки про авторів» Ольги Сенюк)                                       | О. І. Хорунжий      |
| Книжка сорок перша 1982 65000 прим. 384 стор. | Сучасна датська новела                                                                     | Франк Єгер. Зелена веранда                                                               | Frank Jæger                                               | Ольга Сенюк                                    | Ірина Купріянова. Вступне слово (+ наприкінці «Довідки про авторів» Ольги Сенюк)                                       | О. І. Хорунжий      |
| Книжка сорок перша 1982 65000 прим. 384 стор. | Сучасна датська новела                                                                     | Віллі Серенсен. Тигри                                                                    | Villy Sørensen                                            | Ольга Сенюк                                    | Ірина Купріянова. Вступне слово (+ наприкінці «Довідки про авторів» Ольги Сенюк)                                       | О. І. Хорунжий      |
| Книжка сорок перша 1982 65000 прим. 384 стор. | Сучасна датська новела                                                                     | Солдатський святвечір                                                                    |                                                           | Ольга Сенюк                                    | Ірина Купріянова. Вступне слово (+ наприкінці «Довідки про авторів» Ольги Сенюк)                                       | О. І. Хорунжий      |
| Книжка сорок перша 1982 65000 прим. 384 стор. | Сучасна датська новела                                                                     | Петер Сееберг. Підглядач                                                                 | Peter Seeberg                                             | Ольга Сенюк                                    | Ірина Купріянова. Вступне слово (+ наприкінці «Довідки про авторів» Ольги Сенюк)                                       | О. І. Хорунжий      |
| Книжка сорок перша 1982 65000 прим. 384 стор. | Сучасна датська новела                                                                     | Величальна пісня Марії                                                                   |                                                           | Ольга Сенюк                                    | Ірина Купріянова. Вступне слово (+ наприкінці «Довідки про авторів» Ольги Сенюк)                                       | О. І. Хорунжий      |
| Книжка сорок перша 1982 65000 прим. 384 стор. | Сучасна датська новела                                                                     | Клаус Ріфб'єрг. Спочивай у мирі                                                          | Klaus Rifbjerg                                            | Ольга Сенюк                                    | Ірина Купріянова. Вступне слово (+ наприкінці «Довідки про авторів» Ольги Сенюк)                                       | О. І. Хорунжий      |
| Книжка сорок перша 1982 65000 прим. 384 стор. | Сучасна датська новела                                                                     | Лайф Пандуро. Найкращий з усіх світів                                                    | Leif Panduro                                              | Ольга Сенюк                                    | Ірина Купріянова. Вступне слово (+ наприкінці «Довідки про авторів» Ольги Сенюк)                                       | О. І. Хорунжий      |
| Книжка сорок перша 1982 65000 прим. 384 стор. | Сучасна датська новела                                                                     | Бенні Андерсен. Таємничий лист                                                           | Benny Andersen                                            | Ольга Сенюк                                    | Ірина Купріянова. Вступне слово (+ наприкінці «Довідки про авторів» Ольги Сенюк)                                       | О. І. Хорунжий      |
| Книжка сорок перша 1982 65000 прим. 384 стор. | Сучасна датська новела                                                                     | Черевики — велика річ                                                                    |                                                           | Ольга Сенюк                                    | Ірина Купріянова. Вступне слово (+ наприкінці «Довідки про авторів» Ольги Сенюк)                                       | О. І. Хорунжий      |
| Книжка сорок перша 1982 65000 прим. 384 стор. | Сучасна датська новела                                                                     | Андерс Бодельсен. Перепони                                                               | Anders Bodelsen                                           | Ольга Сенюк                                    | Ірина Купріянова. Вступне слово (+ наприкінці «Довідки про авторів» Ольги Сенюк)                                       | О. І. Хорунжий      |
| Книжка сорок перша 1982 65000 прим. 384 стор. | Сучасна датська новела                                                                     | Свен Гольм. Шалена лють                                                                  | Sven Holm                                                 | Ольга Сенюк                                    | Ірина Купріянова. Вступне слово (+ наприкінці «Довідки про авторів» Ольги Сенюк)                                       | О. І. Хорунжий      |
| Книжка сорок перша 1982 65000 прим. 384 стор. | Сучасна датська новела                                                                     | Крістіан Кампман. Між приятелями                                                         | Christian Kampmann                                        | Ольга Сенюк                                    | Ірина Купріянова. Вступне слово (+ наприкінці «Довідки про авторів» Ольги Сенюк)                                       | О. І. Хорунжий      |
| Книжка сорок перша 1982 65000 прим. 384 стор. | Сучасна датська новела                                                                     | Парасоль, вікно, шнурок                                                                  |                                                           | Ольга Сенюк                                    | Ірина Купріянова. Вступне слово (+ наприкінці «Довідки про авторів» Ольги Сенюк)                                       | О. І. Хорунжий      |
| Книжка сорок перша 1982 65000 прим. 384 стор. | Сучасна датська новела                                                                     | Улла Рюум. Чобіт                                                                         | Ulla Ryum                                                 | Ольга Сенюк                                    | Ірина Купріянова. Вступне слово (+ наприкінці «Довідки про авторів» Ольги Сенюк)                                       | О. І. Хорунжий      |
| Книжка сорок перша 1982 65000 прим. 384 стор. | Сучасна датська новела                                                                     | Улла Далеруп. День крізь день                                                            | Ulla Dahlerup                                             | Ольга Сенюк                                    | Ірина Купріянова. Вступне слово (+ наприкінці «Довідки про авторів» Ольги Сенюк)                                       | О. І. Хорунжий      |
| Книжка сорок друга 1982 65000 прим. 248 стор. | Николай Хайтов. Дикі оповідання (Николай Хайтов)                                           | Часи молодецькі                                                                          | Мъжки времена                                             | Валентина Осьмак                               | Тетяна Лапінська. Неповторний світ Николая Хайтова                                                                     | О. Л. Лисенко       |
| Книжка сорок друга 1982 65000 прим. 248 стор. | Николай Хайтов. Дикі оповідання (Николай Хайтов)                                           | Жага                                                                                     | Мерак                                                     | Валентина Осьмак                               | Тетяна Лапінська. Неповторний світ Николая Хайтова                                                                     | О. Л. Лисенко       |
| Книжка сорок друга 1982 65000 прим. 248 стор. | Николай Хайтов. Дикі оповідання (Николай Хайтов)                                           | Коли світ скидає потури                                                                  | Когато светът си събуваше потурите                        | Валентина Осьмак                               | Тетяна Лапінська. Неповторний світ Николая Хайтова                                                                     | О. Л. Лисенко       |
| Книжка сорок друга 1982 65000 прим. 248 стор. | Николай Хайтов. Дикі оповідання (Николай Хайтов)                                           | Страх                                                                                    | Страх                                                     | Валентина Осьмак                               | Тетяна Лапінська. Неповторний світ Николая Хайтова                                                                     | О. Л. Лисенко       |
| Книжка сорок друга 1982 65000 прим. 248 стор. | Николай Хайтов. Дикі оповідання (Николай Хайтов)                                           | Дерево без кореня                                                                        | Дърво без корен                                           | Валентина Осьмак                               | Тетяна Лапінська. Неповторний світ Николая Хайтова                                                                     | О. Л. Лисенко       |
| Книжка сорок друга 1982 65000 прим. 248 стор. | Николай Хайтов. Дикі оповідання (Николай Хайтов)                                           | Лісовий дух                                                                              | Горски дух                                                | Валентина Осьмак                               | Тетяна Лапінська. Неповторний світ Николая Хайтова                                                                     | О. Л. Лисенко       |
| Книжка сорок друга 1982 65000 прим. 248 стор. | Николай Хайтов. Дикі оповідання (Николай Хайтов)                                           | Світ дивний і химерний                                                                   | Засукан свят                                              | Валентина Осьмак                               | Тетяна Лапінська. Неповторний світ Николая Хайтова                                                                     | О. Л. Лисенко       |
| Книжка сорок друга 1982 65000 прим. 248 стор. | Николай Хайтов. Дикі оповідання (Николай Хайтов)                                           | Капустяна голова                                                                         | Букова глава                                              | Валентина Осьмак                               | Тетяна Лапінська. Неповторний світ Николая Хайтова                                                                     | О. Л. Лисенко       |
| Книжка сорок друга 1982 65000 прим. 248 стор. | Николай Хайтов. Дикі оповідання (Николай Хайтов)                                           | Ібрям-Алі                                                                                | Ибрям-Али                                                 | Валентина Осьмак                               | Тетяна Лапінська. Неповторний світ Николая Хайтова                                                                     | О. Л. Лисенко       |
| Книжка сорок друга 1982 65000 прим. 248 стор. | Николай Хайтов. Дикі оповідання (Николай Хайтов)                                           | Козиний ріг                                                                              | Козият рог                                                | Валентина Осьмак                               | Тетяна Лапінська. Неповторний світ Николая Хайтова                                                                     | О. Л. Лисенко       |
| Книжка сорок друга 1982 65000 прим. 248 стор. | Николай Хайтов. Дикі оповідання (Николай Хайтов)                                           | Катерин                                                                                  | Катерин                                                   | Валентина Осьмак                               | Тетяна Лапінська. Неповторний світ Николая Хайтова                                                                     | О. Л. Лисенко       |
| Книжка сорок друга 1982 65000 прим. 248 стор. | Николай Хайтов. Дикі оповідання (Николай Хайтов)                                           | Чорна пташина                                                                            | Черното пиле                                              | Валентина Осьмак                               | Тетяна Лапінська. Неповторний світ Николая Хайтова                                                                     | О. Л. Лисенко       |
| Книжка сорок друга 1982 65000 прим. 248 стор. | Николай Хайтов. Дикі оповідання (Николай Хайтов)                                           | Гола совість                                                                             | Гола съвест                                               | Валентина Осьмак                               | Тетяна Лапінська. Неповторний світ Николая Хайтова                                                                     | О. Л. Лисенко       |
| Книжка сорок друга 1982 65000 прим. 248 стор. | Николай Хайтов. Дикі оповідання (Николай Хайтов)                                           | Весілля                                                                                  | Сватба                                                    | Валентина Осьмак                               | Тетяна Лапінська. Неповторний світ Николая Хайтова                                                                     | О. Л. Лисенко       |
| Книжка сорок друга 1982 65000 прим. 248 стор. | Николай Хайтов. Дикі оповідання (Николай Хайтов)                                           | Іспит                                                                                    | Изпит                                                     | Валентина Осьмак                               | Тетяна Лапінська. Неповторний світ Николая Хайтова                                                                     | О. Л. Лисенко       |
| Книжка сорок друга 1982 65000 прим. 248 стор. | Николай Хайтов. Дикі оповідання (Николай Хайтов)                                           | Стежки                                                                                   | Пътеки                                                    | Валентина Осьмак                               | Тетяна Лапінська. Неповторний світ Николая Хайтова                                                                     | О. Л. Лисенко       |
| Книжка сорок друга 1982 65000 прим. 248 стор. | Николай Хайтов. Дикі оповідання (Николай Хайтов)                                           | Під свисток паровоза                                                                     | Под свирката на локомотива                                | Валентина Осьмак                               | Тетяна Лапінська. Неповторний світ Николая Хайтова                                                                     | О. Л. Лисенко       |
| Книжка сорок друга 1982 65000 прим. 248 стор. | Николай Хайтов. Дикі оповідання (Николай Хайтов)                                           | Дровина для вогню                                                                        | Дърво за огън                                             | Валентина Осьмак                               | Тетяна Лапінська. Неповторний світ Николая Хайтова                                                                     | О. Л. Лисенко       |
| Книжка сорок друга 1982 65000 прим. 248 стор. | Николай Хайтов. Дикі оповідання (Николай Хайтов)                                           | Дервішеве сім'я                                                                          | Дервишово семе                                            | Валентина Осьмак                               | Тетяна Лапінська. Неповторний світ Николая Хайтова                                                                     | О. Л. Лисенко       |
| Книжка сорок третя 1983 65000 прим. 288 стор. | Хуліо Кортасар. Таємна зброя Новели (Julio Cortázar)                                       | Друзі                                                                                    | Los amigos                                                | Юрій Покальчук                                 | Юрій Покальчук. Магічний світ Хуліо Кортасара                                                                          | Г. С. Ковпаненко    |
| Книжка сорок третя 1983 65000 прим. 288 стор. | Хуліо Кортасар. Таємна зброя Новели (Julio Cortázar)                                       | Ріка                                                                                     | El río                                                    | Юрій Покальчук                                 | Юрій Покальчук. Магічний світ Хуліо Кортасара                                                                          | Г. С. Ковпаненко    |
| Книжка сорок третя 1983 65000 прим. 288 стор. | Хуліо Кортасар. Таємна зброя Новели (Julio Cortázar)                                       | Загарбаний будинок                                                                       | Casa tomada                                               | Юрій Покальчук                                 | Юрій Покальчук. Магічний світ Хуліо Кортасара                                                                          | Г. С. Ковпаненко    |
| Книжка сорок третя 1983 65000 прим. 288 стор. | Хуліо Кортасар. Таємна зброя Новели (Julio Cortázar)                                       | Аксолотль                                                                                | Axolotl                                                   | Юрій Покальчук                                 | Юрій Покальчук. Магічний світ Хуліо Кортасара                                                                          | Г. С. Ковпаненко    |
| Книжка сорок третя 1983 65000 прим. 288 стор. | Хуліо Кортасар. Таємна зброя Новели (Julio Cortázar)                                       | Вночі обличчям до неба                                                                   | La noche boca arriba                                      | Юрій Покальчук                                 | Юрій Покальчук. Магічний світ Хуліо Кортасара                                                                          | Г. С. Ковпаненко    |
| Книжка сорок третя 1983 65000 прим. 288 стор. | Хуліо Кортасар. Таємна зброя Новели (Julio Cortázar)                                       | Мамині листи                                                                             | Cartas de mamá                                            | Юрій Покальчук                                 | Юрій Покальчук. Магічний світ Хуліо Кортасара                                                                          | Г. С. Ковпаненко    |
| Книжка сорок третя 1983 65000 прим. 288 стор. | Хуліо Кортасар. Таємна зброя Новели (Julio Cortázar)                                       | Кінець гри                                                                               | Final del juego                                           | Юрій Покальчук                                 | Юрій Покальчук. Магічний світ Хуліо Кортасара                                                                          | Г. С. Ковпаненко    |
| Книжка сорок третя 1983 65000 прим. 288 стор. | Хуліо Кортасар. Таємна зброя Новели (Julio Cortázar)                                       | Усі вогні — це вогонь                                                                    | Todos los fuegos el fuego                                 | Юрій Покальчук                                 | Юрій Покальчук. Магічний світ Хуліо Кортасара                                                                          | Г. С. Ковпаненко    |
| Книжка сорок третя 1983 65000 прим. 288 стор. | Хуліо Кортасар. Таємна зброя Новели (Julio Cortázar)                                       | Вказівки для Джона Хоувелла                                                              | Instrucciones para John Howell                            | Юрій Покальчук                                 | Юрій Покальчук. Магічний світ Хуліо Кортасара                                                                          | Г. С. Ковпаненко    |
| Книжка сорок третя 1983 65000 прим. 288 стор. | Хуліо Кортасар. Таємна зброя Новели (Julio Cortázar)                                       | Брами неба                                                                               | Las puertas del cielo                                     | Юрій Покальчук                                 | Юрій Покальчук. Магічний світ Хуліо Кортасара                                                                          | Г. С. Ковпаненко    |
| Книжка сорок третя 1983 65000 прим. 288 стор. | Хуліо Кортасар. Таємна зброя Новели (Julio Cortázar)                                       | Жовта квітка                                                                             | Una flor amarilla                                         | Юрій Покальчук                                 | Юрій Покальчук. Магічний світ Хуліо Кортасара                                                                          | Г. С. Ковпаненко    |
| Книжка сорок третя 1983 65000 прим. 288 стор. | Хуліо Кортасар. Таємна зброя Новели (Julio Cortázar)                                       | Менади                                                                                   | Las ménades                                               | Юрій Покальчук                                 | Юрій Покальчук. Магічний світ Хуліо Кортасара                                                                          | Г. С. Ковпаненко    |
| Книжка сорок третя 1983 65000 прим. 288 стор. | Хуліо Кортасар. Таємна зброя Новели (Julio Cortázar)                                       | Інше небо                                                                                | El otro cielo                                             | Юрій Покальчук                                 | Юрій Покальчук. Магічний світ Хуліо Кортасара                                                                          | Г. С. Ковпаненко    |
| Книжка сорок третя 1983 65000 прим. 288 стор. | Хуліо Кортасар. Таємна зброя Новели (Julio Cortázar)                                       | Таємна зброя                                                                             | Las armas secretas                                        | Юрій Покальчук                                 | Юрій Покальчук. Магічний світ Хуліо Кортасара                                                                          | Г. С. Ковпаненко    |
| Книжка сорок третя 1983 65000 прим. 288 стор. | Хуліо Кортасар. Таємна зброя Новели (Julio Cortázar)                                       | Бабине літо                                                                              | Las babas del diablo                                      | Юрій Покальчук                                 | Юрій Покальчук. Магічний світ Хуліо Кортасара                                                                          | Г. С. Ковпаненко    |
| Книжка сорок третя 1983 65000 прим. 288 стор. | Хуліо Кортасар. Таємна зброя Новели (Julio Cortázar)                                       | Південна автострада                                                                      | La autopista del Sur                                      | Юрій Покальчук                                 | Юрій Покальчук. Магічний світ Хуліо Кортасара                                                                          | Г. С. Ковпаненко    |
| Книжка сорок третя 1983 65000 прим. 288 стор. | Хуліо Кортасар. Таємна зброя Новели (Julio Cortázar)                                       | Сеньйорита Кора                                                                          | La señorita Cora                                          | Юрій Покальчук                                 | Юрій Покальчук. Магічний світ Хуліо Кортасара                                                                          | Г. С. Ковпаненко    |
| Книжка сорок третя 1983 65000 прим. 288 стор. | Хуліо Кортасар. Таємна зброя Новели (Julio Cortázar)                                       | Апокаліпсис Солентінаме                                                                  | Apocalipsis de Solentiname                                | Юрій Покальчук                                 | Юрій Покальчук. Магічний світ Хуліо Кортасара                                                                          | Г. С. Ковпаненко    |
| Книжка сорок третя 1983 65000 прим. 288 стор. | Хуліо Кортасар. Таємна зброя Новели (Julio Cortázar)                                       | Вдруге                                                                                   | Segunda vez                                               | Юрій Покальчук                                 | Юрій Покальчук. Магічний світ Хуліо Кортасара                                                                          | Г. С. Ковпаненко    |
| Книжка сорок четверта 1983 50000 прим. 344 стор. | Сучасна ірландська новела                                                                  | Шон О'Фаолейн. Убивство біля Коблерс-Халка                                               | Sean O'Faolain. Murder at Cobbler's Hulk                  | Ольга Сенюк                                    | Алла Саруханян. Традиція давня й нова (+ наприкінці книжки її ж «Коротко про авторів»)                                 | О. І. Хорунжий      |
| Книжка сорок четверта 1983 50000 прим. 344 стор. | Сучасна ірландська новела                                                                  | Френк О'Коннор. Неймовірний шлюб                                                         | Frank O'Connor. The Impossible Marriage                   | Ростислав Доценко                              | Алла Саруханян. Традиція давня й нова (+ наприкінці книжки її ж «Коротко про авторів»)                                 | О. І. Хорунжий      |
| Книжка сорок четверта 1983 50000 прим. 344 стор. | Сучасна ірландська новела                                                                  | Патрік Бойл. Пастораль                                                                   | Patrick Boyle. Pastorale                                  | Ольга Сенюк                                    | Алла Саруханян. Традиція давня й нова (+ наприкінці книжки її ж «Коротко про авторів»)                                 | О. І. Хорунжий      |
| Книжка сорок четверта 1983 50000 прим. 344 стор. | Сучасна ірландська новела                                                                  | Брайєн Мак-Мехон. Обручка                                                                | Bryan MacMahon. The Ring                                  | Юрій Лісняк                                    | Алла Саруханян. Традиція давня й нова (+ наприкінці книжки її ж «Коротко про авторів»)                                 | О. І. Хорунжий      |
| Книжка сорок четверта 1983 50000 прим. 344 стор. | Сучасна ірландська новела                                                                  | Фленн О'Брайєн. Мученицький вінець                                                       | Flann O'Brien. The Martyr's Crown                         | Юрій Лісняк                                    | Алла Саруханян. Традиція давня й нова (+ наприкінці книжки її ж «Коротко про авторів»)                                 | О. І. Хорунжий      |
| Книжка сорок четверта 1983 50000 прим. 344 стор. | Сучасна ірландська новела                                                                  | Брат Джона Даффі                                                                         | John Daffy's Brother                                      | Юрій Лісняк                                    | Алла Саруханян. Традиція давня й нова (+ наприкінці книжки її ж «Коротко про авторів»)                                 | О. І. Хорунжий      |
| Книжка сорок четверта 1983 50000 прим. 344 стор. | Сучасна ірландська новела                                                                  | Майкл Мак-Леверті. Зігнані з землі                                                       | Michael McLaverty. Uprooted                               | Ольга Сенюк                                    | Алла Саруханян. Традиція давня й нова (+ наприкінці книжки її ж «Коротко про авторів»)                                 | О. І. Хорунжий      |
| Книжка сорок четверта 1983 50000 прим. 344 стор. | Сучасна ірландська новела                                                                  | Мері Левін. Святилище                                                                    | Mary Lavin. The Shrine                                    | Ростислав Доценко                              | Алла Саруханян. Традиція давня й нова (+ наприкінці книжки її ж «Коротко про авторів»)                                 | О. І. Хорунжий      |
| Книжка сорок четверта 1983 50000 прим. 344 стор. | Сучасна ірландська новела                                                                  | Волтер Меккін. Лялечка                                                                   | Walter Macken. The Coll Doll                              | Юрій Лісняк                                    | Алла Саруханян. Традиція давня й нова (+ наприкінці книжки її ж «Коротко про авторів»)                                 | О. І. Хорунжий      |
| Книжка сорок четверта 1983 50000 прим. 344 стор. | Сучасна ірландська новела                                                                  | Бенедикт Кілі. Вночі із Сарсфілдом ми мчали                                              | Benedict Kiely. The Night We Rode with Sarsfield          | Володимир Мусієнко                             | Алла Саруханян. Традиція давня й нова (+ наприкінці книжки її ж «Коротко про авторів»)                                 | О. І. Хорунжий      |
| Книжка сорок четверта 1983 50000 прим. 344 стор. | Сучасна ірландська новела                                                                  | Джеймс Планкетт. Прості люди                                                             | James Plunkett. The Plain People                          | Ольга Сенюк                                    | Алла Саруханян. Традиція давня й нова (+ наприкінці книжки її ж «Коротко про авторів»)                                 | О. І. Хорунжий      |
| Книжка сорок четверта 1983 50000 прим. 344 стор. | Сучасна ірландська новела                                                                  | Вільям Тревор. Далеке минуле                                                             | William Trevor. The Distant Past                          | Ростислав Доценко                              | Алла Саруханян. Традиція давня й нова (+ наприкінці книжки її ж «Коротко про авторів»)                                 | О. І. Хорунжий      |
| Книжка сорок четверта 1983 50000 прим. 344 стор. | Сучасна ірландська новела                                                                  | Брайєн Фріл. Рудик-зух                                                                   | Brian Friel. Ginger Hero                                  | Ростислав Доценко                              | Алла Саруханян. Традиція давня й нова (+ наприкінці книжки її ж «Коротко про авторів»)                                 | О. І. Хорунжий      |
| Книжка сорок четверта 1983 50000 прим. 344 стор. | Сучасна ірландська новела                                                                  | Джон Монтегю. Крик                                                                       | John Montague. The Cry                                    | Юрій Лісняк                                    | Алла Саруханян. Традиція давня й нова (+ наприкінці книжки її ж «Коротко про авторів»)                                 | О. І. Хорунжий      |
| Книжка сорок четверта 1983 50000 прим. 344 стор. | Сучасна ірландська новела                                                                  | Една О'Брайєн. На узмор'ї                                                                | Edna O'Brien. A Woman by the Seaside                      | Юрій Лісняк                                    | Алла Саруханян. Традиція давня й нова (+ наприкінці книжки її ж «Коротко про авторів»)                                 | О. І. Хорунжий      |
| Книжка сорок четверта 1983 50000 прим. 344 стор. | Сучасна ірландська новела                                                                  | Родинне                                                                                  | Cords                                                     | Ростислав Доценко                              | Алла Саруханян. Традиція давня й нова (+ наприкінці книжки її ж «Коротко про авторів»)                                 | О. І. Хорунжий      |
| Книжка сорок четверта 1983 50000 прим. 344 стор. | Сучасна ірландська новела                                                                  | Юджін Мак-Кейб. Рак                                                                      | Eugene McCabe. Cancer                                     | Ростислав Доценко                              | Алла Саруханян. Традиція давня й нова (+ наприкінці книжки її ж «Коротко про авторів»)                                 | О. І. Хорунжий      |
| Книжка сорок п'ята 1983 30000 прим. 352 стор. | Нефритова Гуаньінь Новели та оповідки доби Сун (X—XIII ст.)                                | Чжан Ши. Червоний листок                                                                 | [ 24 ]                                                    | Іван Чирко                                     | Борис Рифтін. Новели та оповідки доби Сун (+ наприкінці книжки його ж коментарі)                                       | Г. О. Журновська    |
| Книжка сорок п'ята 1983 30000 прим. 352 стор. | Нефритова Гуаньінь Новели та оповідки доби Сун (X—XIII ст.)                                | Цінь Чунь. Летюча Ластівка                                                               |                                                           | Іван Чирко                                     | Борис Рифтін. Новели та оповідки доби Сун (+ наприкінці книжки його ж коментарі)                                       | Г. О. Журновська    |
| Книжка сорок п'ята 1983 30000 прим. 352 стор. | Нефритова Гуаньінь Новели та оповідки доби Сун (X—XIII ст.)                                | Невідомий автор. Наставниця Лі                                                           |                                                           | Іван Чирко                                     | Борис Рифтін. Новели та оповідки доби Сун (+ наприкінці книжки його ж коментарі)                                       | Г. О. Журновська    |
| Книжка сорок п'ята 1983 30000 прим. 352 стор. | Нефритова Гуаньінь Новели та оповідки доби Сун (X—XIII ст.)                                | Невідомий автор. Наложниця Мей                                                           |                                                           | Іван Чирко                                     | Борис Рифтін. Новели та оповідки доби Сун (+ наприкінці книжки його ж коментарі)                                       | Г. О. Журновська    |
| Книжка сорок п'ята 1983 30000 прим. 352 стор. | Нефритова Гуаньінь Новели та оповідки доби Сун (X—XIII ст.)                                | Лю Фу. Записки про Сяолянь                                                               |                                                           | Іван Чирко                                     | Борис Рифтін. Новели та оповідки доби Сун (+ наприкінці книжки його ж коментарі)                                       | Г. О. Журновська    |
| Книжка сорок п'ята 1983 30000 прим. 352 стор. | Нефритова Гуаньінь Новели та оповідки доби Сун (X—XIII ст.)                                | Чень Шувень                                                                              |                                                           | Іван Чирко                                     | Борис Рифтін. Новели та оповідки доби Сун (+ наприкінці книжки його ж коментарі)                                       | Г. О. Журновська    |
| Книжка сорок п'ята 1983 30000 прим. 352 стор. | Нефритова Гуаньінь Новели та оповідки доби Сун (X—XIII ст.)                                | [Анонімні оповідки:]                                                                     |                                                           | Іван Чирко                                     | Борис Рифтін. Новели та оповідки доби Сун (+ наприкінці книжки його ж коментарі)                                       | Г. О. Журновська    |
| Книжка сорок п'ята 1983 30000 прим. 352 стор. | Нефритова Гуаньінь Новели та оповідки доби Сун (X—XIII ст.)                                | Як торговець олією полонив Королеву Квітів                                               |                                                           | Іван Чирко                                     | Борис Рифтін. Новели та оповідки доби Сун (+ наприкінці книжки його ж коментарі)                                       | Г. О. Журновська    |
| Книжка сорок п'ята 1983 30000 прим. 352 стор. | Нефритова Гуаньінь Новели та оповідки доби Сун (X—XIII ст.)                                | Дивна зустріч                                                                            |                                                           | Іван Чирко                                     | Борис Рифтін. Новели та оповідки доби Сун (+ наприкінці книжки його ж коментарі)                                       | Г. О. Журновська    |
| Книжка сорок п'ята 1983 30000 прим. 352 стор. | Нефритова Гуаньінь Новели та оповідки доби Сун (X—XIII ст.)                                | Городник-чудодій                                                                         |                                                           | Іван Чирко                                     | Борис Рифтін. Новели та оповідки доби Сун (+ наприкінці книжки його ж коментарі)                                       | Г. О. Журновська    |
| Книжка сорок п'ята 1983 30000 прим. 352 стор. | Нефритова Гуаньінь Новели та оповідки доби Сун (X—XIII ст.)                                | Ціною життя                                                                              |                                                           | Іван Чирко                                     | Борис Рифтін. Новели та оповідки доби Сун (+ наприкінці книжки його ж коментарі)                                       | Г. О. Журновська    |
| Книжка сорок п'ята 1983 30000 прим. 352 стор. | Нефритова Гуаньінь Новели та оповідки доби Сун (X—XIII ст.)                                | Нефритова Гуаньінь                                                                       |                                                           | Іван Чирко                                     | Борис Рифтін. Новели та оповідки доби Сун (+ наприкінці книжки його ж коментарі)                                       | Г. О. Журновська    |
| Книжка сорок п'ята 1983 30000 прим. 352 стор. | Нефритова Гуаньінь Новели та оповідки доби Сун (X—XIII ст.)                                | Чесний прикажчик Чжан                                                                    |                                                           | Іван Чирко                                     | Борис Рифтін. Новели та оповідки доби Сун (+ наприкінці книжки його ж коментарі)                                       | Г. О. Журновська    |
| Книжка сорок п'ята 1983 30000 прим. 352 стор. | Нефритова Гуаньінь Новели та оповідки доби Сун (X—XIII ст.)                                | Безневинно страчений Цуй Нін                                                             |                                                           | Іван Чирко                                     | Борис Рифтін. Новели та оповідки доби Сун (+ наприкінці книжки його ж коментарі)                                       | Г. О. Журновська    |
| Книжка сорок п'ята 1983 30000 прим. 352 стор. | Нефритова Гуаньінь Новели та оповідки доби Сун (X—XIII ст.)                                | Фен Юймей повертається до чоловіка                                                       |                                                           | Іван Чирко                                     | Борис Рифтін. Новели та оповідки доби Сун (+ наприкінці книжки його ж коментарі)                                       | Г. О. Журновська    |
| Книжка сорок шоста 1984 50000 прим. 336 стор. | Френк О'Коннор. Гості Ірландії Новели (Frank O'Connor)                                     | Гості Ірландії                                                                           | Guests of the Nation                                      | Ростислав Доценко                              | Алла Саруханян. Новелістика Френка О'Коннора                                                                           | В. Т. Гончаренко    |
| Книжка сорок шоста 1984 50000 прим. 336 стор. | Френк О'Коннор. Гості Ірландії Новели (Frank O'Connor)                                     | Алек                                                                                     | Alec                                                      | Ростислав Доценко                              | Алла Саруханян. Новелістика Френка О'Коннора                                                                           | В. Т. Гончаренко    |
| Книжка сорок шоста 1984 50000 прим. 336 стор. | Френк О'Коннор. Гості Ірландії Новели (Frank O'Connor)                                     | Патріарх                                                                                 | The Patriarch                                             | Ростислав Доценко                              | Алла Саруханян. Новелістика Френка О'Коннора                                                                           | В. Т. Гончаренко    |
| Книжка сорок шоста 1984 50000 прим. 336 стор. | Френк О'Коннор. Гості Ірландії Новели (Frank O'Connor)                                     | У поїзді                                                                                 | In the Train                                              | Ростислав Доценко                              | Алла Саруханян. Новелістика Френка О'Коннора                                                                           | В. Т. Гончаренко    |
| Книжка сорок шоста 1984 50000 прим. 336 стор. | Френк О'Коннор. Гості Ірландії Новели (Frank O'Connor)                                     | Велич закону                                                                             | The Majesty of Law                                        | Ростислав Доценко                              | Алла Саруханян. Новелістика Френка О'Коннора                                                                           | В. Т. Гончаренко    |
| Книжка сорок шоста 1984 50000 прим. 336 стор. | Френк О'Коннор. Гості Ірландії Новели (Frank O'Connor)                                     | Скнара                                                                                   | The Miser                                                 | Ростислав Доценко                              | Алла Саруханян. Новелістика Френка О'Коннора                                                                           | В. Т. Гончаренко    |
| Книжка сорок шоста 1984 50000 прим. 336 стор. | Френк О'Коннор. Гості Ірландії Новели (Frank O'Connor)                                     | Різдвяний ранок                                                                          | Christmas Morning                                         | Ростислав Доценко                              | Алла Саруханян. Новелістика Френка О'Коннора                                                                           | В. Т. Гончаренко    |
| Книжка сорок шоста 1984 50000 прим. 336 стор. | Френк О'Коннор. Гості Ірландії Новели (Frank O'Connor)                                     | Перша сповідь                                                                            | First Confession                                          | Ростислав Доценко                              | Алла Саруханян. Новелістика Френка О'Коннора                                                                           | В. Т. Гончаренко    |
| Книжка сорок шоста 1984 50000 прим. 336 стор. | Френк О'Коннор. Гості Ірландії Новели (Frank O'Connor)                                     | Відступник                                                                               | Judas                                                     | Ростислав Доценко                              | Алла Саруханян. Новелістика Френка О'Коннора                                                                           | В. Т. Гончаренко    |
| Книжка сорок шоста 1984 50000 прим. 336 стор. | Френк О'Коннор. Гості Ірландії Новели (Frank O'Connor)                                     | П'яниця                                                                                  | The Drunkard                                              | Ростислав Доценко                              | Алла Саруханян. Новелістика Френка О'Коннора                                                                           | В. Т. Гончаренко    |
| Книжка сорок шоста 1984 50000 прим. 336 стор. | Френк О'Коннор. Гості Ірландії Новели (Frank O'Connor)                                     | Мій Едипів комплекс                                                                      | My Oedipus Complex                                        | Ростислав Доценко                              | Алла Саруханян. Новелістика Френка О'Коннора                                                                           | В. Т. Гончаренко    |
| Книжка сорок шоста 1984 50000 прим. 336 стор. | Френк О'Коннор. Гості Ірландії Новели (Frank O'Connor)                                     | Ідеаліст                                                                                 | The Idealist                                              | Ростислав Доценко                              | Алла Саруханян. Новелістика Френка О'Коннора                                                                           | В. Т. Гончаренко    |
| Книжка сорок шоста 1984 50000 прим. 336 стор. | Френк О'Коннор. Гості Ірландії Новели (Frank O'Connor)                                     | Чоловік з характером                                                                     | Masculine Principle                                       | Ростислав Доценко                              | Алла Саруханян. Новелістика Френка О'Коннора                                                                           | В. Т. Гончаренко    |
| Книжка сорок шоста 1984 50000 прим. 336 стор. | Френк О'Коннор. Гості Ірландії Новели (Frank O'Connor)                                     | Герцогські діти                                                                          | The Duke's Children                                       | Ростислав Доценко                              | Алла Саруханян. Новелістика Френка О'Коннора                                                                           | В. Т. Гончаренко    |
| Книжка сорок шоста 1984 50000 прим. 336 стор. | Френк О'Коннор. Гості Ірландії Новели (Frank O'Connor)                                     | Приватна власність                                                                       | Private Property                                          | Ростислав Доценко                              | Алла Саруханян. Новелістика Френка О'Коннора                                                                           | В. Т. Гончаренко    |
| Книжка сорок шоста 1984 50000 прим. 336 стор. | Френк О'Коннор. Гості Ірландії Новели (Frank O'Connor)                                     | Громадська думка                                                                         | Public Opinion                                            | Ростислав Доценко                              | Алла Саруханян. Новелістика Френка О'Коннора                                                                           | В. Т. Гончаренко    |
| Книжка сорок шоста 1984 50000 прим. 336 стор. | Френк О'Коннор. Гості Ірландії Новели (Frank O'Connor)                                     | Дружина-американка                                                                       | The American Wife                                         | Ростислав Доценко                              | Алла Саруханян. Новелістика Френка О'Коннора                                                                           | В. Т. Гончаренко    |
| Книжка сорок шоста 1984 50000 прим. 336 стор. | Френк О'Коннор. Гості Ірландії Новели (Frank O'Connor)                                     | Родина Коркері                                                                           | The Corkerys                                              | Ростислав Доценко                              | Алла Саруханян. Новелістика Френка О'Коннора                                                                           | В. Т. Гончаренко    |
| Книжка сорок шоста 1984 50000 прим. 336 стор. | Френк О'Коннор. Гості Ірландії Новели (Frank O'Connor)                                     | Справа сумління                                                                          | A Case of Conscience                                      | Ростислав Доценко                              | Алла Саруханян. Новелістика Френка О'Коннора                                                                           | В. Т. Гончаренко    |
| Книжка сорок шоста 1984 50000 прим. 336 стор. | Френк О'Коннор. Гості Ірландії Новели (Frank O'Connor)                                     | Духи                                                                                     | Ghosts                                                    | Ростислав Доценко                              | Алла Саруханян. Новелістика Френка О'Коннора                                                                           | В. Т. Гончаренко    |
| Книжка сорок сьома 1986 15000 прим. 288 стор. | Світло у вікні. Сучасна іспанська новела                                                   | Сесар Муньос Арконада. Вітер з гір                                                       | Cesar Muños Arconada                                      | Оксана Пахльовська (з іспанської)              | Володимир Харитонов. Передмова (+ наприкінці книжки його ж «Біографічні довідки»)                                      | О. Міхнушов         |
| Книжка сорок сьома 1986 15000 прим. 288 стор. | Світло у вікні. Сучасна іспанська новела                                                   | Макс Ауб. Індульгенція                                                                   | Max Aub                                                   | Михайло Литвинець (з іспанської)               | Володимир Харитонов. Передмова (+ наприкінці книжки його ж «Біографічні довідки»)                                      | О. Міхнушов         |
| Книжка сорок сьома 1986 15000 прим. 288 стор. | Світло у вікні. Сучасна іспанська новела                                                   | Хесус Іскарай. Світло у вікні                                                            | Jesús Izcaray                                             | Віктор Шовкун (з іспанської)                   | Володимир Харитонов. Передмова (+ наприкінці книжки його ж «Біографічні довідки»)                                      | О. Міхнушов         |
| Книжка сорок сьома 1986 15000 прим. 288 стор. | Світло у вікні. Сучасна іспанська новела                                                   | Коротка історія одного черевика                                                          |                                                           | Віктор Шовкун (з іспанської)                   | Володимир Харитонов. Передмова (+ наприкінці книжки його ж «Біографічні довідки»)                                      | О. Міхнушов         |
| Книжка сорок сьома 1986 15000 прим. 288 стор. | Світло у вікні. Сучасна іспанська новела                                                   | Себастьян Хуан Арбо. На переправі                                                        | Sebastián Juan Arbó                                       | Григорій Філіпчук (з іспанської)               | Володимир Харитонов. Передмова (+ наприкінці книжки його ж «Біографічні довідки»)                                      | О. Міхнушов         |
| Книжка сорок сьома 1986 15000 прим. 288 стор. | Світло у вікні. Сучасна іспанська новела                                                   | Хоробрий                                                                                 |                                                           | Григорій Філіпчук (з іспанської)               | Володимир Харитонов. Передмова (+ наприкінці книжки його ж «Біографічні довідки»)                                      | О. Міхнушов         |
| Книжка сорок сьома 1986 15000 прим. 288 стор. | Світло у вікні. Сучасна іспанська новела                                                   | Каміло Хосе Села. Помаранчі — плоди зимові                                               | Camilo José Cela                                          | Григорій Філіпчук (з іспанської)               | Володимир Харитонов. Передмова (+ наприкінці книжки його ж «Біографічні довідки»)                                      | О. Міхнушов         |
| Книжка сорок сьома 1986 15000 прим. 288 стор. | Світло у вікні. Сучасна іспанська новела                                                   | Оптасіана Магон Ернандес, або Від своєї долі не втечеш                                   |                                                           | Григорій Філіпчук (з іспанської)               | Володимир Харитонов. Передмова (+ наприкінці книжки його ж «Біографічні довідки»)                                      | О. Міхнушов         |
| Книжка сорок сьома 1986 15000 прим. 288 стор. | Світло у вікні. Сучасна іспанська новела                                                   | Рада старійшин                                                                           |                                                           | Григорій Філіпчук (з іспанської)               | Володимир Харитонов. Передмова (+ наприкінці книжки його ж «Біографічні довідки»)                                      | О. Міхнушов         |
| Книжка сорок сьома 1986 15000 прим. 288 стор. | Світло у вікні. Сучасна іспанська новела                                                   | Долорес Медіо. Андрес                                                                    | Dolores Medio                                             | Григорій Латник (з іспанської)                 | Володимир Харитонов. Передмова (+ наприкінці книжки його ж «Біографічні довідки»)                                      | О. Міхнушов         |
| Книжка сорок сьома 1986 15000 прим. 288 стор. | Світло у вікні. Сучасна іспанська новела                                                   | Несправедливість                                                                         |                                                           | Григорій Філіпчук (з іспанської)               | Володимир Харитонов. Передмова (+ наприкінці книжки його ж «Біографічні довідки»)                                      | О. Міхнушов         |
| Книжка сорок сьома 1986 15000 прим. 288 стор. | Світло у вікні. Сучасна іспанська новела                                                   | Мігель Делібес. Якось уночі                                                              | Miguel Delibes                                            | Маргарита Жердинівська (з іспанської)          | Володимир Харитонов. Передмова (+ наприкінці книжки його ж «Біографічні довідки»)                                      | О. Міхнушов         |
| Книжка сорок сьома 1986 15000 прим. 288 стор. | Світло у вікні. Сучасна іспанська новела                                                   | Давні історії старої Кастилії                                                            |                                                           | Маргарита Жердинівська (з іспанської)          | Володимир Харитонов. Передмова (+ наприкінці книжки його ж «Біографічні довідки»)                                      | О. Міхнушов         |
| Книжка сорок сьома 1986 15000 прим. 288 стор. | Світло у вікні. Сучасна іспанська новела                                                   | Альваро де Лаїглесія. Ентузіазм                                                          | Alvaro de Laiglesia                                       | Михайло Литвинець (з іспанської)               | Володимир Харитонов. Передмова (+ наприкінці книжки його ж «Біографічні довідки»)                                      | О. Міхнушов         |
| Книжка сорок сьома 1986 15000 прим. 288 стор. | Світло у вікні. Сучасна іспанська новела                                                   | Франсіско Кандель. Собака і старий батько, які ніколи не існували                        | Francisco Candel                                          | Володимир Горбаренко (з іспанської)            | Володимир Харитонов. Передмова (+ наприкінці книжки його ж «Біографічні довідки»)                                      | О. Міхнушов         |
| Книжка сорок сьома 1986 15000 прим. 288 стор. | Світло у вікні. Сучасна іспанська новела                                                   | Ігнасіо Альдекоа. Кінь пікадора                                                          | José Ignacio Aldecoa                                      | Сергій Борщевський (з іспанської)              | Володимир Харитонов. Передмова (+ наприкінці книжки його ж «Біографічні довідки»)                                      | О. Міхнушов         |
| Книжка сорок сьома 1986 15000 прим. 288 стор. | Світло у вікні. Сучасна іспанська новела                                                   | Дороги бідняків                                                                          |                                                           | Сергій Борщевський (з іспанської)              | Володимир Харитонов. Передмова (+ наприкінці книжки його ж «Біографічні довідки»)                                      | О. Міхнушов         |
| Книжка сорок сьома 1986 15000 прим. 288 стор. | Світло у вікні. Сучасна іспанська новела                                                   | Ана Марія Матуте. Самотність                                                             | Ana Maria Matute                                          | Маргарита Жердинівська (з іспанської)          | Володимир Харитонов. Передмова (+ наприкінці книжки його ж «Біографічні довідки»)                                      | О. Міхнушов         |
| Книжка сорок сьома 1986 15000 прим. 288 стор. | Світло у вікні. Сучасна іспанська новела                                                   | Гріх занедбання                                                                          |                                                           | Маргарита Жердинівська (з іспанської)          | Володимир Харитонов. Передмова (+ наприкінці книжки його ж «Біографічні довідки»)                                      | О. Міхнушов         |
| Книжка сорок сьома 1986 15000 прим. 288 стор. | Світло у вікні. Сучасна іспанська новела                                                   | Альфонсо Гроссо. Вугляр                                                                  | Alfonso Grosso                                            | Григорій Латник (з іспанської)                 | Володимир Харитонов. Передмова (+ наприкінці книжки його ж «Біографічні довідки»)                                      | О. Міхнушов         |
| Книжка сорок сьома 1986 15000 прим. 288 стор. | Світло у вікні. Сучасна іспанська новела                                                   | Квартира                                                                                 |                                                           | Олександр Мокровольський (з іспанської)        | Володимир Харитонов. Передмова (+ наприкінці книжки його ж «Біографічні довідки»)                                      | О. Міхнушов         |
| Книжка сорок сьома 1986 15000 прим. 288 стор. | Світло у вікні. Сучасна іспанська новела                                                   | Хуан Гойтісоло. Нічна прогулянка                                                         | Juan Goytisolo                                            | Віктор Шовкун (з іспанської)                   | Володимир Харитонов. Передмова (+ наприкінці книжки його ж «Біографічні довідки»)                                      | О. Міхнушов         |
| Книжка сорок сьома 1986 15000 прим. 288 стор. | Світло у вікні. Сучасна іспанська новела                                                   | Данієль Суейро. День, коли здіймався і здіймався приплив                                 | Daniel Sueyro                                             | Віктор Шовкун (з іспанської)                   | Володимир Харитонов. Передмова (+ наприкінці книжки його ж «Біографічні довідки»)                                      | О. Міхнушов         |
| Книжка сорок сьома 1986 15000 прим. 288 стор. | Світло у вікні. Сучасна іспанська новела                                                   | Моє місце в трамваї                                                                      |                                                           | Віктор Шовкун (з іспанської)                   | Володимир Харитонов. Передмова (+ наприкінці книжки його ж «Біографічні довідки»)                                      | О. Міхнушов         |
| Книжка сорок сьома 1986 15000 прим. 288 стор. | Світло у вікні. Сучасна іспанська новела                                                   | Мауро Муньїс. Новина для чоловіка                                                        | Mauro Muñis                                               | Григорій Латник (з іспанської)                 | Володимир Харитонов. Передмова (+ наприкінці книжки його ж «Біографічні довідки»)                                      | О. Міхнушов         |
| Книжка сорок сьома 1986 15000 прим. 288 стор. | Світло у вікні. Сучасна іспанська новела                                                   | Платня                                                                                   |                                                           | Григорій Латник (з іспанської)                 | Володимир Харитонов. Передмова (+ наприкінці книжки його ж «Біографічні довідки»)                                      | О. Міхнушов         |
| Книжка сорок сьома 1986 15000 прим. 288 стор. | Світло у вікні. Сучасна іспанська новела                                                   | Мерсе Родореда. Слон                                                                     | Merce Rodoreda                                            | Віктор Шовкун (з каталанської)                 | Володимир Харитонов. Передмова (+ наприкінці книжки його ж «Біографічні довідки»)                                      | О. Міхнушов         |
| Книжка сорок сьома 1986 15000 прим. 288 стор. | Світло у вікні. Сучасна іспанська новела                                                   | Квітка життя                                                                             |                                                           | Михайло Литвинець (з каталанської)             | Володимир Харитонов. Передмова (+ наприкінці книжки його ж «Біографічні довідки»)                                      | О. Міхнушов         |
| Книжка сорок сьома 1986 15000 прим. 288 стор. | Світло у вікні. Сучасна іспанська новела                                                   | Карлос Касарес. Таємниця історії                                                         | Carlos Casares                                            | Михайло Литвинець (з галісійської)             | Володимир Харитонов. Передмова (+ наприкінці книжки його ж «Біографічні довідки»)                                      | О. Міхнушов         |
| Книжка сорок сьома 1986 15000 прим. 288 стор. | Світло у вікні. Сучасна іспанська новела                                                   | Гідальго часів Фердінанда                                                                |                                                           | Михайло Литвинець (з галісійської)             | Володимир Харитонов. Передмова (+ наприкінці книжки його ж «Біографічні довідки»)                                      | О. Міхнушов         |
| Книжка сорок восьма 1985 100000 прим. 328 прим. | Гі де Мопассан. Перший сніг Новели (Guy de Maupassant)                                     | Сімонів тато                                                                             | Le papa de Simon                                          | Людмила Івченкова                              | Вадим Пащенко. Мопассан-новеліст                                                                                       | Г. В. Нечипоренко   |
| Книжка сорок восьма 1985 100000 прим. 328 прим. | Гі де Мопассан. Перший сніг Новели (Guy de Maupassant)                                     | Могильниці                                                                               | Les tombales                                              | Максим Рильський                               | Вадим Пащенко. Мопассан-новеліст                                                                                       | Г. В. Нечипоренко   |
| Книжка сорок восьма 1985 100000 прим. 328 прим. | Гі де Мопассан. Перший сніг Новели (Guy de Maupassant)                                     | Слова в коханні                                                                          | Mots d'amour                                              | Максим Рильський                               | Вадим Пащенко. Мопассан-новеліст                                                                                       | Г. В. Нечипоренко   |
| Книжка сорок восьма 1985 100000 прим. 328 прим. | Гі де Мопассан. Перший сніг Новели (Guy de Maupassant)                                     | Паризька пригода                                                                         | Une aventure parisienne                                   | Максим Рильський                               | Вадим Пащенко. Мопассан-новеліст                                                                                       | Г. В. Нечипоренко   |
| Книжка сорок восьма 1985 100000 прим. 328 прим. | Гі де Мопассан. Перший сніг Новели (Guy de Maupassant)                                     | Два приятелі                                                                             | Deux amis                                                 | Борис Козловський                              | Вадим Пащенко. Мопассан-новеліст                                                                                       | Г. В. Нечипоренко   |
| Книжка сорок восьма 1985 100000 прим. 328 прим. | Гі де Мопассан. Перший сніг Новели (Guy de Maupassant)                                     | Ця свиня Морен                                                                           | Ce cochon de Morin                                        | Максим Рильський                               | Вадим Пащенко. Мопассан-новеліст                                                                                       | Г. В. Нечипоренко   |
| Книжка сорок восьма 1985 100000 прим. 328 прим. | Гі де Мопассан. Перший сніг Новели (Guy de Maupassant)                                     | П'єро                                                                                    | Pierrot                                                   | Борис Козловський                              | Вадим Пащенко. Мопассан-новеліст                                                                                       | Г. В. Нечипоренко   |
| Книжка сорок восьма 1985 100000 прим. 328 прим. | Гі де Мопассан. Перший сніг Новели (Guy de Maupassant)                                     | Плетільниця солом'яних стільців                                                          | La rempailleuse                                           | Людмила Івченкова                              | Вадим Пащенко. Мопассан-новеліст                                                                                       | Г. В. Нечипоренко   |
| Книжка сорок восьма 1985 100000 прим. 328 прим. | Гі де Мопассан. Перший сніг Новели (Guy de Maupassant)                                     | На морі                                                                                  | En mer                                                    | Людмила Івченкова                              | Вадим Пащенко. Мопассан-новеліст                                                                                       | Г. В. Нечипоренко   |
| Книжка сорок восьма 1985 100000 прим. 328 прим. | Гі де Мопассан. Перший сніг Новели (Guy de Maupassant)                                     | Заповіт                                                                                  | Le testament                                              | Іван Рильський                                 | Вадим Пащенко. Мопассан-новеліст                                                                                       | Г. В. Нечипоренко   |
| Книжка сорок восьма 1985 100000 прим. 328 прим. | Гі де Мопассан. Перший сніг Новели (Guy de Maupassant)                                     | Півень проспівав                                                                         | Un coq chanta                                             | Максим Рильський                               | Вадим Пащенко. Мопассан-новеліст                                                                                       | Г. В. Нечипоренко   |
| Книжка сорок восьма 1985 100000 прим. 328 прим. | Гі де Мопассан. Перший сніг Новели (Guy de Maupassant)                                     | Пригода Вальтера Шнафса                                                                  | L'aventure de Walter Schnaffs                             | Борис Козловський                              | Вадим Пащенко. Мопассан-новеліст                                                                                       | Г. В. Нечипоренко   |
| Книжка сорок восьма 1985 100000 прим. 328 прим. | Гі де Мопассан. Перший сніг Новели (Guy de Maupassant)                                     | Дядько Мілон                                                                             | Le père Milon                                             | Людмила Івченкова                              | Вадим Пащенко. Мопассан-новеліст                                                                                       | Г. В. Нечипоренко   |
| Книжка сорок восьма 1985 100000 прим. 328 прим. | Гі де Мопассан. Перший сніг Новели (Guy de Maupassant)                                     | Весняного вечора                                                                         | Par un soir de printemps                                  | Максим Рильський                               | Вадим Пащенко. Мопассан-новеліст                                                                                       | Г. В. Нечипоренко   |
| Книжка сорок восьма 1985 100000 прим. 328 прим. | Гі де Мопассан. Перший сніг Новели (Guy de Maupassant)                                     | Торт                                                                                     | Le gâteau                                                 | Максим Рильський                               | Вадим Пащенко. Мопассан-новеліст                                                                                       | Г. В. Нечипоренко   |
| Книжка сорок восьма 1985 100000 прим. 328 прим. | Гі де Мопассан. Перший сніг Новели (Guy de Maupassant)                                     | Гарсоне, кухоль пива!..                                                                  | Garçon, un bock!..                                        | Борис Козловський                              | Вадим Пащенко. Мопассан-новеліст                                                                                       | Г. В. Нечипоренко   |
| Книжка сорок восьма 1985 100000 прим. 328 прим. | Гі де Мопассан. Перший сніг Новели (Guy de Maupassant)                                     | У дорозі                                                                                 | En voyage                                                 | Максим Рильський                               | Вадим Пащенко. Мопассан-новеліст                                                                                       | Г. В. Нечипоренко   |
| Книжка сорок восьма 1985 100000 прим. 328 прим. | Гі де Мопассан. Перший сніг Новели (Guy de Maupassant)                                     | Тітка Соваж                                                                              | La mère Sauvage                                           | Людмила Івченкова                              | Вадим Пащенко. Мопассан-новеліст                                                                                       | Г. В. Нечипоренко   |
| Книжка сорок восьма 1985 100000 прим. 328 прим. | Гі де Мопассан. Перший сніг Новели (Guy de Maupassant)                                     | Господиня                                                                                | La patronne                                               | Максим Рильський                               | Вадим Пащенко. Мопассан-новеліст                                                                                       | Г. В. Нечипоренко   |
| Книжка сорок восьма 1985 100000 прим. 328 прим. | Гі де Мопассан. Перший сніг Новели (Guy de Maupassant)                                     | Барильце                                                                                 | Le petit fût                                              | Людмила Івченкова                              | Вадим Пащенко. Мопассан-новеліст                                                                                       | Г. В. Нечипоренко   |
| Книжка сорок восьма 1985 100000 прим. 328 прим. | Гі де Мопассан. Перший сніг Новели (Guy de Maupassant)                                     | Парасолька                                                                               | Le parapluie                                              | Борис Козловський                              | Вадим Пащенко. Мопассан-новеліст                                                                                       | Г. В. Нечипоренко   |
| Книжка сорок восьма 1985 100000 прим. 328 прим. | Гі де Мопассан. Перший сніг Новели (Guy de Maupassant)                                     | Зустріч                                                                                  | Rencontre                                                 | Максим Рильський                               | Вадим Пащенко. Мопассан-новеліст                                                                                       | Г. В. Нечипоренко   |
| Книжка сорок восьма 1985 100000 прим. 328 прим. | Гі де Мопассан. Перший сніг Новели (Guy de Maupassant)                                     | Орден                                                                                    | Décoré!                                                   | Борис Козловський                              | Вадим Пащенко. Мопассан-новеліст                                                                                       | Г. В. Нечипоренко   |
| Книжка сорок восьма 1985 100000 прим. 328 прим. | Гі де Мопассан. Перший сніг Новели (Guy de Maupassant)                                     | Намисто                                                                                  | La parure                                                 | Борис Козловський                              | Вадим Пащенко. Мопассан-новеліст                                                                                       | Г. В. Нечипоренко   |
| Книжка сорок восьма 1985 100000 прим. 328 прим. | Гі де Мопассан. Перший сніг Новели (Guy de Maupassant)                                     | Щастя                                                                                    | Le bonheur                                                | Максим Рильський                               | Вадим Пащенко. Мопассан-новеліст                                                                                       | Г. В. Нечипоренко   |
| Книжка сорок восьма 1985 100000 прим. 328 прим. | Гі де Мопассан. Перший сніг Новели (Guy de Maupassant)                                     | Вендета                                                                                  | Une vendetta                                              | Левко і Мирон Федоришини                       | Вадим Пащенко. Мопассан-новеліст                                                                                       | Г. В. Нечипоренко   |
| Книжка сорок восьма 1985 100000 прим. 328 прим. | Гі де Мопассан. Перший сніг Новели (Guy de Maupassant)                                     | Рука                                                                                     | La main                                                   | Левко і Мирон Федоришини                       | Вадим Пащенко. Мопассан-новеліст                                                                                       | Г. В. Нечипоренко   |
| Книжка сорок восьма 1985 100000 прим. 328 прим. | Гі де Мопассан. Перший сніг Новели (Guy de Maupassant)                                     | Туан                                                                                     | Toine                                                     | Людмила Івченкова                              | Вадим Пащенко. Мопассан-новеліст                                                                                       | Г. В. Нечипоренко   |
| Книжка сорок восьма 1985 100000 прим. 328 прим. | Гі де Мопассан. Перший сніг Новели (Guy de Maupassant)                                     | Бомбар                                                                                   | Bombard                                                   | Іван Рильський                                 | Вадим Пащенко. Мопассан-новеліст                                                                                       | Г. В. Нечипоренко   |
| Книжка сорок восьма 1985 100000 прим. 328 прим. | Гі де Мопассан. Перший сніг Новели (Guy de Maupassant)                                     | Полонені                                                                                 | Les prisonniers                                           | Єлизавета Старинкевич                          | Вадим Пащенко. Мопассан-новеліст                                                                                       | Г. В. Нечипоренко   |
| Книжка сорок восьма 1985 100000 прим. 328 прим. | Гі де Мопассан. Перший сніг Новели (Guy de Maupassant)                                     | Звір господаря Бельома                                                                   | La bête à maît’ Belhomme                                  | Лідія Івченкова                                | Вадим Пащенко. Мопассан-новеліст                                                                                       | Г. В. Нечипоренко   |
| Книжка сорок восьма 1985 100000 прим. 328 прим. | Гі де Мопассан. Перший сніг Новели (Guy de Maupassant)                                     | Признання                                                                                | La confidence                                             | Іван Рильський                                 | Вадим Пащенко. Мопассан-новеліст                                                                                       | Г. В. Нечипоренко   |
| Книжка сорок восьма 1985 100000 прим. 328 прим. | Гі де Мопассан. Перший сніг Новели (Guy de Maupassant)                                     | Солдатик                                                                                 | Petit soldat                                              | Людмила Івченкова                              | Вадим Пащенко. Мопассан-новеліст                                                                                       | Г. В. Нечипоренко   |
| Книжка сорок восьма 1985 100000 прим. 328 прим. | Гі де Мопассан. Перший сніг Новели (Guy de Maupassant)                                     | Любов                                                                                    | Amour                                                     | Максим Рильський                               | Вадим Пащенко. Мопассан-новеліст                                                                                       | Г. В. Нечипоренко   |
| Книжка сорок восьма 1985 100000 прим. 328 прим. | Гі де Мопассан. Перший сніг Новели (Guy de Maupassant)                                     | Позбулася!                                                                               | Sauvée                                                    | Максим Рильський                               | Вадим Пащенко. Мопассан-новеліст                                                                                       | Г. В. Нечипоренко   |
| Книжка сорок восьма 1985 100000 прим. 328 прим. | Гі де Мопассан. Перший сніг Новели (Guy de Maupassant)                                     | Волоцюга                                                                                 | Le vagabond                                               | Людмила Івченкова                              | Вадим Пащенко. Мопассан-новеліст                                                                                       | Г. В. Нечипоренко   |
| Книжка сорок восьма 1985 100000 прим. 328 прим. | Гі де Мопассан. Перший сніг Новели (Guy de Maupassant)                                     | Баронеса                                                                                 | La baronne                                                | Іван Рильський                                 | Вадим Пащенко. Мопассан-новеліст                                                                                       | Г. В. Нечипоренко   |
| Книжка сорок восьма 1985 100000 прим. 328 прим. | Гі де Мопассан. Перший сніг Новели (Guy de Maupassant)                                     | Буатель                                                                                  | Boitelle                                                  | Людмила Івченкова                              | Вадим Пащенко. Мопассан-новеліст                                                                                       | Г. В. Нечипоренко   |
| Книжка сорок восьма 1985 100000 прим. 328 прим. | Гі де Мопассан. Перший сніг Новели (Guy de Maupassant)                                     | Перший сніг                                                                              | Premiére neige                                            | Іван Рильський                                 | Вадим Пащенко. Мопассан-новеліст                                                                                       | Г. В. Нечипоренко   |
| Крім того, в такому ж серійному оформленні, але без зазначення, що належить до серії, вийшла ще одна книжка (її вихід у цій серії було анонсовано наприкінці сорок шостої книжки) 1986 30000 прим. 344 стор. | Б'єрнстьєрне Б'єрнсон. Небезпечне сватання Оповідання (Bjørnstjerne Bjørnson)              | Небезпечне сватання                                                                      | Et farlig frieri                                          | Ольга Сенюк                                    | Передмови немає, але є: Ольга Сенюк. Післяслово                                                                        | Ю. А. Чеканюк       |
| Крім того, в такому ж серійному оформленні, але без зазначення, що належить до серії, вийшла ще одна книжка (її вихід у цій серії було анонсовано наприкінці сорок шостої книжки) 1986 30000 прим. 344 стор. | Б'єрнстьєрне Б'єрнсон. Небезпечне сватання Оповідання (Bjørnstjerne Bjørnson)              | Сюневе Сульбакен                                                                         | Synnøve Solbakken                                         | Ольга Сенюк                                    | Передмови немає, але є: Ольга Сенюк. Післяслово                                                                        | Ю. А. Чеканюк       |
| Крім того, в такому ж серійному оформленні, але без зазначення, що належить до серії, вийшла ще одна книжка (її вихід у цій серії було анонсовано наприкінці сорок шостої книжки) 1986 30000 прим. 344 стор. | Б'єрнстьєрне Б'єрнсон. Небезпечне сватання Оповідання (Bjørnstjerne Bjørnson)              | Мисливці на ведмедів                                                                     | Bjørnejegeren                                             | Ольга Сенюк                                    | Передмови немає, але є: Ольга Сенюк. Післяслово                                                                        | Ю. А. Чеканюк       |
| Крім того, в такому ж серійному оформленні, але без зазначення, що належить до серії, вийшла ще одна книжка (її вихід у цій серії було анонсовано наприкінці сорок шостої книжки) 1986 30000 прим. 344 стор. | Б'єрнстьєрне Б'єрнсон. Небезпечне сватання Оповідання (Bjørnstjerne Bjørnson)              | Арне                                                                                     | Arne                                                      | Ольга Сенюк                                    | Передмови немає, але є: Ольга Сенюк. Післяслово                                                                        | Ю. А. Чеканюк       |
| Крім того, в такому ж серійному оформленні, але без зазначення, що належить до серії, вийшла ще одна книжка (її вихід у цій серії було анонсовано наприкінці сорок шостої книжки) 1986 30000 прим. 344 стор. | Б'єрнстьєрне Б'єрнсон. Небезпечне сватання Оповідання (Bjørnstjerne Bjørnson)              | Батько                                                                                   | Faderen                                                   | Ольга Сенюк                                    | Передмови немає, але є: Ольга Сенюк. Післяслово                                                                        | Ю. А. Чеканюк       |
| Крім того, в такому ж серійному оформленні, але без зазначення, що належить до серії, вийшла ще одна книжка (її вихід у цій серії було анонсовано наприкінці сорок шостої книжки) 1986 30000 прим. 344 стор. | Б'єрнстьєрне Б'єрнсон. Небезпечне сватання Оповідання (Bjørnstjerne Bjørnson)              | Орлине гніздо                                                                            | Ørneredet                                                 | Ольга Сенюк                                    | Передмови немає, але є: Ольга Сенюк. Післяслово                                                                        | Ю. А. Чеканюк       |
| Крім того, в такому ж серійному оформленні, але без зазначення, що належить до серії, вийшла ще одна книжка (її вихід у цій серії було анонсовано наприкінці сорок шостої книжки) 1986 30000 прим. 344 стор. | Б'єрнстьєрне Б'єрнсон. Небезпечне сватання Оповідання (Bjørnstjerne Bjørnson)              | Залізниця і цвинтар                                                                      | Jernbanen og kirkegården                                  | Ольга Сенюк                                    | Передмови немає, але є: Ольга Сенюк. Післяслово                                                                        | Ю. А. Чеканюк       |
| Крім того, в такому ж серійному оформленні, але без зазначення, що належить до серії, вийшла ще одна книжка (її вихід у цій серії було анонсовано наприкінці сорок шостої книжки) 1986 30000 прим. 344 стор. | Б'єрнстьєрне Б'єрнсон. Небезпечне сватання Оповідання (Bjørnstjerne Bjørnson)              | Буланий                                                                                  | Blakken                                                   | Ольга Сенюк                                    | Передмови немає, але є: Ольга Сенюк. Післяслово                                                                        | Ю. А. Чеканюк       |
| Крім того, в такому ж серійному оформленні, але без зазначення, що належить до серії, вийшла ще одна книжка (її вихід у цій серії було анонсовано наприкінці сорок шостої книжки) 1986 30000 прим. 344 стор. | Б'єрнстьєрне Б'єрнсон. Небезпечне сватання Оповідання (Bjørnstjerne Bjørnson)              | Загадка життя                                                                            | En livsgåte                                               | Ольга Сенюк                                    | Передмови немає, але є: Ольга Сенюк. Післяслово                                                                        | Ю. А. Чеканюк       |

## Видання, що не увійшли до серії
За роки виходу серії низка анонсованих до виходу в ній видань до серії не увійшли:
- Оповідання серболужицьких письменників (анонсована наприкінці книжки сорок третьої, вийшла 1984 року поза серією, під назвою «Дивна любов», перекладачі з верхньолужицької та нижньолужицької К. Трофимович та інші);
- Готфрід Келлер. Сільські Ромео та Джульєтта (анонсована наприкінці книжки сорок шостої, вийшла 1986 року поза серією, перекладачі Є. Горєва та інші);
- Дамоклів меч. Новели. З старогрецької та латини (анонсована наприкінці книжки сорок шостої, вийшла 1984 року як 49-й том серії «Вершини світового письменства», перекладачі Йосип Кобів та Ю. Цимбалюк).